# Mathurin Moreau
Pour les articles homonymes, voir Moreau.
Mathurin Moreau, né à Dijon le 18 novembre 1822 et mort à Paris (19e arrondissement) le 14 février 1912, est un sculpteur français, renommé pour ses sculptures décoratives pour places publiques.

## Biographie

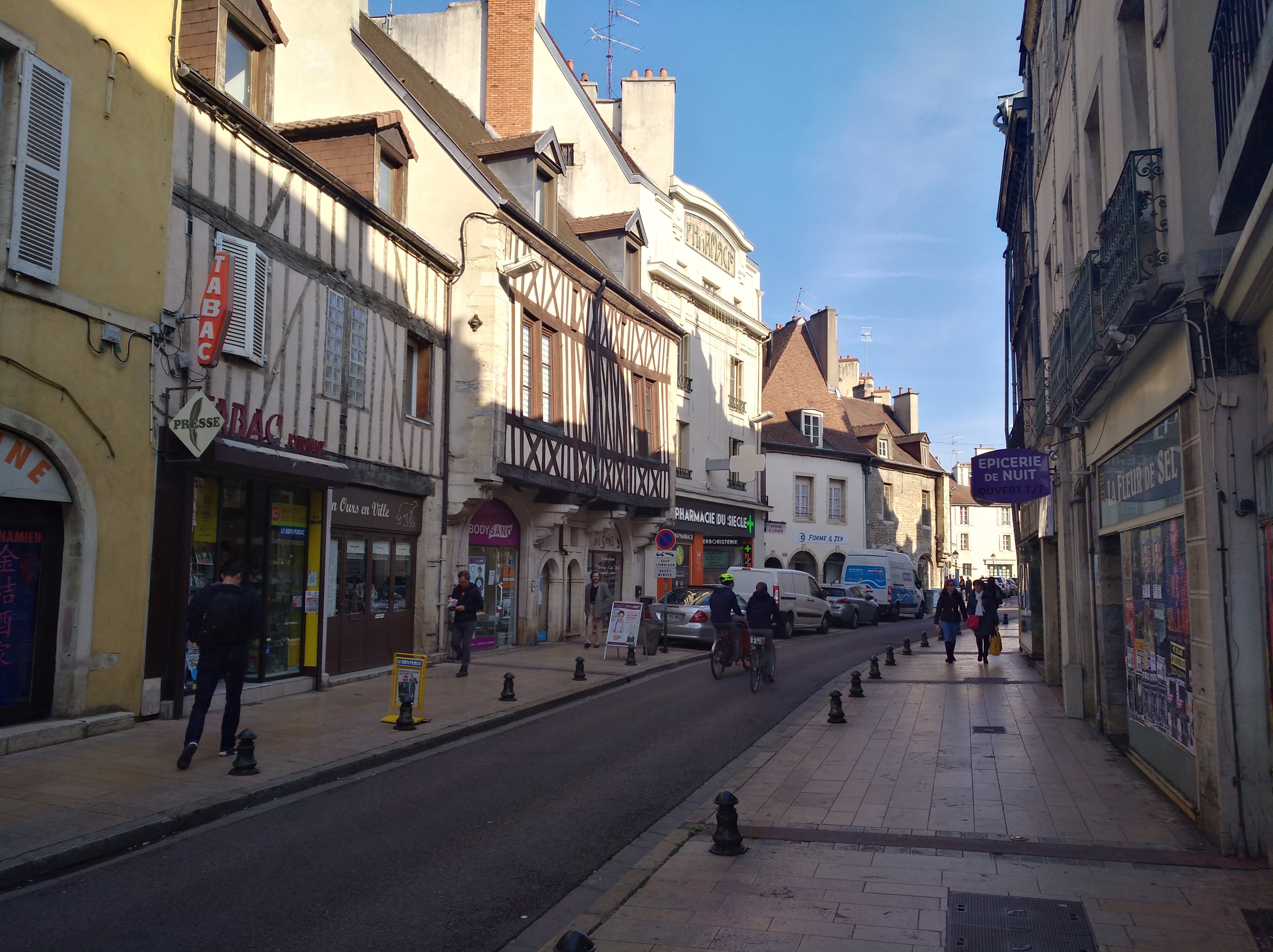
La rue Monge à Dijon.

Mathurin Moreau, qui doit son prénom à son grand-père paternel, serrurier à Dijon, naît au 7, rue Monge (alors encore nommée rue Saint-Jean) du mariage du sculpteur Jean-Baptiste-Louis-Joseph Moreau et Anne Marianne Richer, originaire de Besançon où son père, Mathieu Richer, est de même sculpteur. Ses frères Hippolyte et Auguste sont également sculpteurs.
Il est admis à l’École des beaux-arts de Paris en 1841 dans les ateliers de Jules Ramey et d’Auguste Dumont. Il remporte le second prix de Rome en 1842 avec Diodème enlevant le Palladium. Il débute au Salon des artistes français en 1848 et s’y fait remarquer avec la statue L'Élégie.
Il obtient une médaille de seconde classe à l’Exposition universelle de 1855 à Paris, puis une médaille de première classe en 1878. En 1897, il est couronné par une médaille d'honneur au Salon dont il devient membre du jury durant l'Exposition universelle de 1900 à Paris. Il y expose alors un buste en marbre blanc représentant Ismaël, fils d'Abraham et Agar (après son buste en marbre de Carrare et bronze de 1875, intitulé : Ismaël, candeur).
Entre 1849 à 1879, Mathurin Moreau collabore avec la fonderie d’art du Val d'Osne et, actionnaire, en devient l’un des administrateurs, mais, observe Pierre Kjellberg, « le règne de Napoléon III est aussi celui des garnitures de cheminées, et ces ensembles jusqu'alors fort rares se multiplient et figurent souvent dans les catalogues d'éditeurs de bronze » : la Liseuse de Mathurin Moreau participe de cet engouement. L'artiste fournit également des modèles à la Compagnie des bronzes de Bruxelles et expose à l’Union centrale des beaux-arts appliqués à l’industrie dans les années 1880.

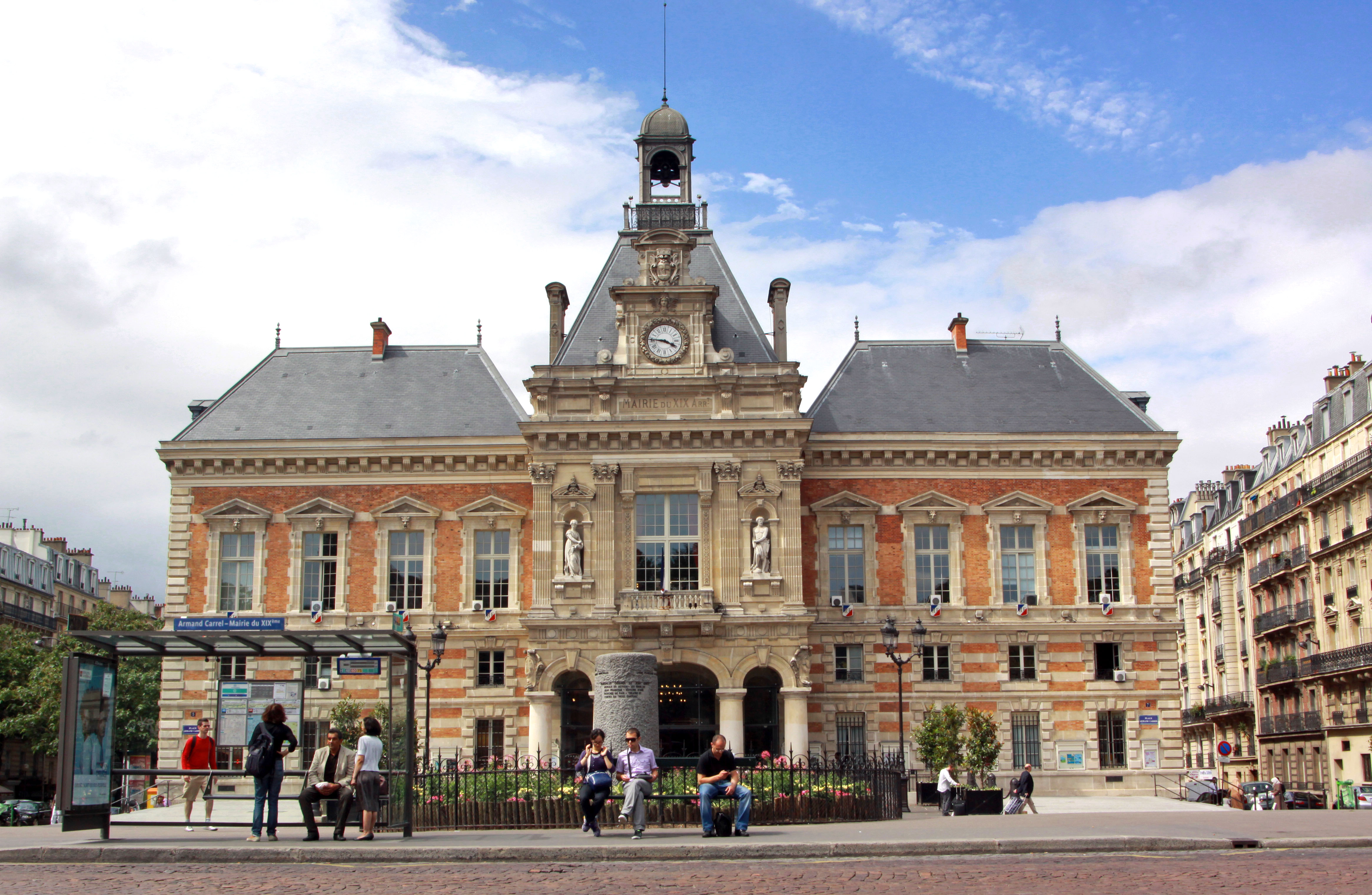
La mairie du de Paris.

En 1880, l'artiste reçoit une prime lors du concours pour l'érection d'un monument allégorique de La Défense de Paris au rond-point de Courbevoie (rond-point à l'origine du quartier de la Défense), mais c'est à Louis-Ernest Barrias qu'est attribuée la commande.
À partir de 1879 et jusqu’à sa mort, Mathurin Moreau est élu maire du 19e arrondissement de Paris — créé en 1860 après annexion des communes de Belleville et La Villette — où la rue Priestley prendra le nom d'avenue Mathurin-Moreau en vertu de l'arrêté du 16 juillet 1912. La revue satirique Les Hommes d'aujourd'hui lui consacre son n°183, le portrait-charge dessiné par Henri Demare en couverture le montrant portant l'écharpe tricolore et pointant du doigt une statue allégorique de la loi dont le socle écrase le clergé, « allusion à ses opinions socialistes libérales tournées vers le libre-pensée ». Il célèbre de nombreux mariages : le tableau peint par Henri Gervex en 1884 et accroché dans la salle des mariages de la mairie représente Mathurin Moreau célébrant le mariage civil de son fils.
Il est nommé chevalier de la Légion d'honneur en 1865 et promu officier du même ordre en 1885.
Il meurt le 14 février 1912 dans son domicile du 15, passage du Montenegro dans le 19e arrondissement de Paris. Ses obsèques ont lieu à l’église Saint-Jean-Baptiste de Belleville et il est inhumé au cimetière des Lilas.

## Œuvres

### Fonte d’art

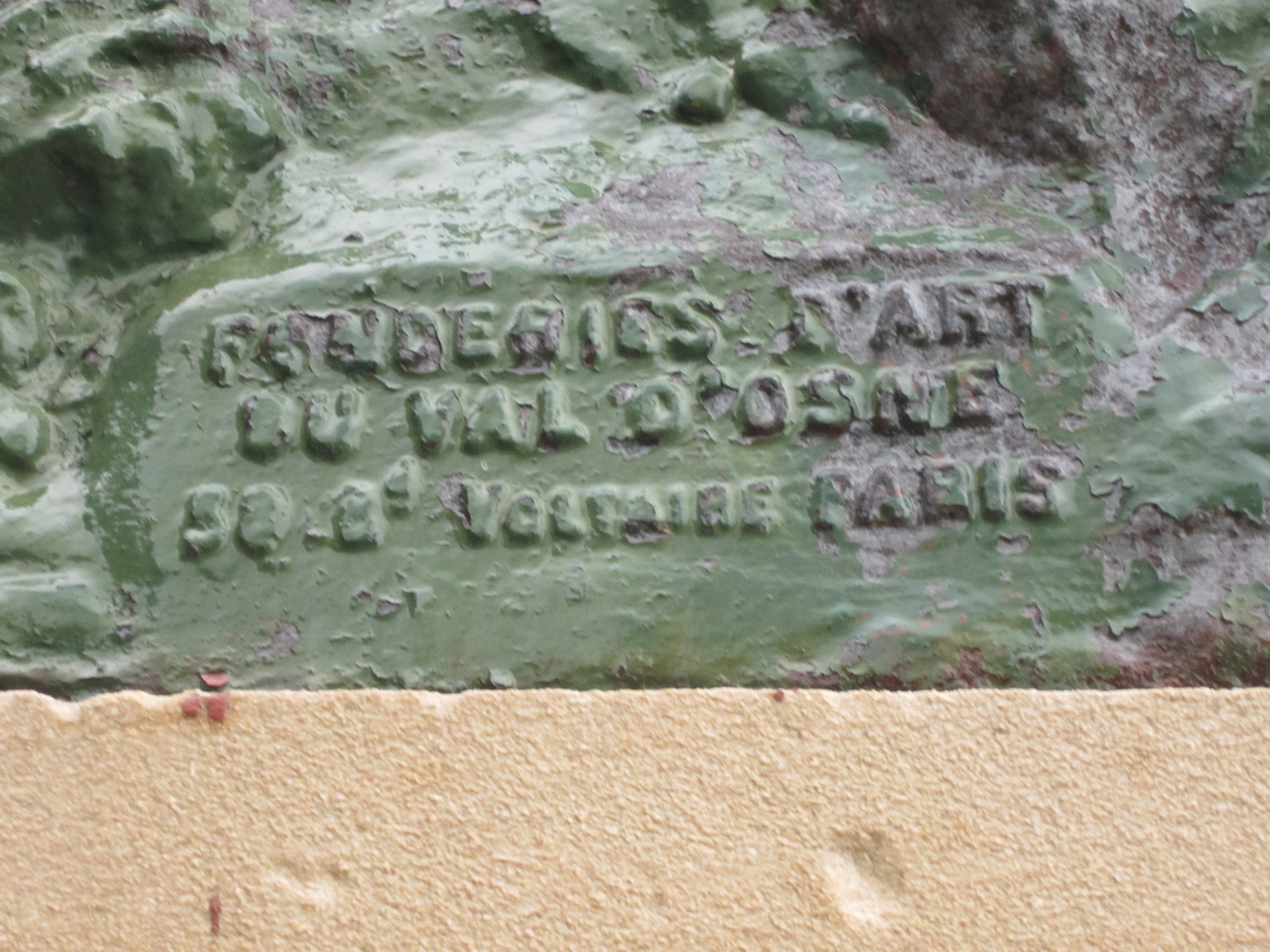
Cachet des fonderies du Val d'Osne.

Dans le cadre de sa collaboration avec les fonderies du Val d’Osne, Moreau produit une centaine de modèles d’objets décoratifs et de statues de séries qui figurent dans le catalogue de ces ateliers. On y trouve des candélabres et girandoles, des fontaines et vasques, des statues (La Fidélité, L’Union, Crépuscule, Aurore…), des torchères, des statues religieuses (Saint-Pierre, Saint-Joseph, Ange…) et des Vierges (Vierge de Rome, Vierge de Lourdes, Vierge Immaculée…), des monuments funéraires. Il exécuta, au début de l'électricité, de nombreuses lampes signées.
Les statues, en fonte de fer, sont recouvertes d'un enduit imitant le bronze.
Ces objets d’art sont très répandus dans de nombreuses villes de France — en particulier les candélabres ou les fontaines —, mais aussi en Amérique latine où Moreau est l’un des sculpteurs français qui a été le plus apprécié : c’est ainsi que Tacna au Pérou, Valparaíso, Buenos Aires, Salvador de Bahia (place Terreiro de Jesus, et praça da Piedade (pt)), entre autres, possèdent des fontaines du Val d’Osne conçues par Mathurin Moreau. C’est également le cas des villes de Launceston (Tasmanie) (Prince's Square), Boston, Ottawa, Genève ou Lisbonne.

### Fontaines type Tourny
Ces fontaines, dont les sculptures sont l’œuvre de Moreau, alors que l'agencement des sculptures et des ornements revient à Michel Joseph Napoléon Liénard, figurent sur le catalogue des fonderies d'art Barbezat du Val d’Osne et elles ont obtenu une médaille d’or à l’Exposition universelle de 1855 à Paris. L'une, « célèbre et majestueuse », inaugurée le 15 août 1857 place des Terreaux à Lyon, déplacée en 1892 sur la place Guichard, a disparu depuis sa dépose en 1948. En 1857 et 1858, deux autres d'entre elles ont été installées à Bordeaux sur les allées de Tourny : dédiées à l'univers marin, elles sont riches en personnages et symboles. Déposées en 1960 et vendues au prix du métal, l’une a été restaurée et offerte à la Ville de Québec par Peter Simons ; elle y est installée en 2007 sur la place de l'Assemblée-Nationale pour le 400e anniversaire de Québec. L'autre fontaine a été réinstallée à Soulac-sur-Mer. Un autre exemplaire de cette fontaine a été acquis par le gouverneur d'Égypte et du Soudan Mohamed Saïd Pacha lors de sa visite de l'Exposition universelle de 1855 et est localisée au palais Tahra (en) du Caire.
Deux autres, la fontaine des Quatre éléments et la fontaine des Quatre saisons se trouvent dans la ville espagnole de Valence. La première, différente, sort des fonderies de Tusey ; seuls les angelots, ajoutés ultérieurement dans le bassin et symbolisant les 4 éléments, sont de Moreau.
Sur la place du Rossio (Don Pedro IV), à Lisbonne, se trouvent, depuis 1889, deux fontaines de ce type ; leur particularité réside dans l'ajout de 4 sirènes dans le bassin. Celles-ci tiennent des cornes d'où jaillissent des jets d'eau dirigés vers la grande vasque.
Fontaine monumentale, à Angers, jardin du Mail,.
Fontaine Godillot à Hyères, érigée en 1898, elle a été entièrement rénovée en 1995. La fontaine Argence, place Jean-Moulin à Troyes, lui est identique.

Quelques fontaines de Mathurin Moreau
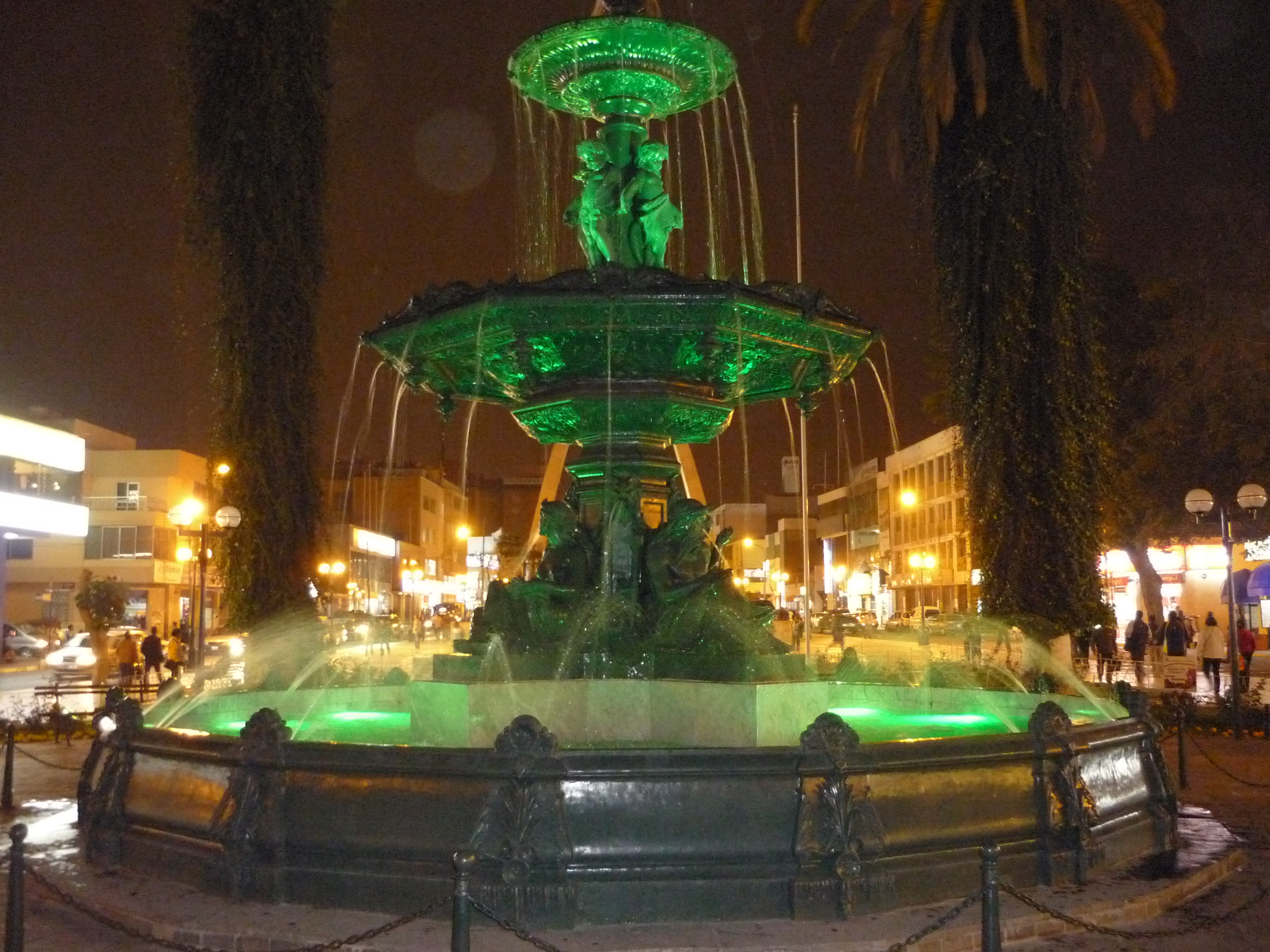
Tacna (Pérou)
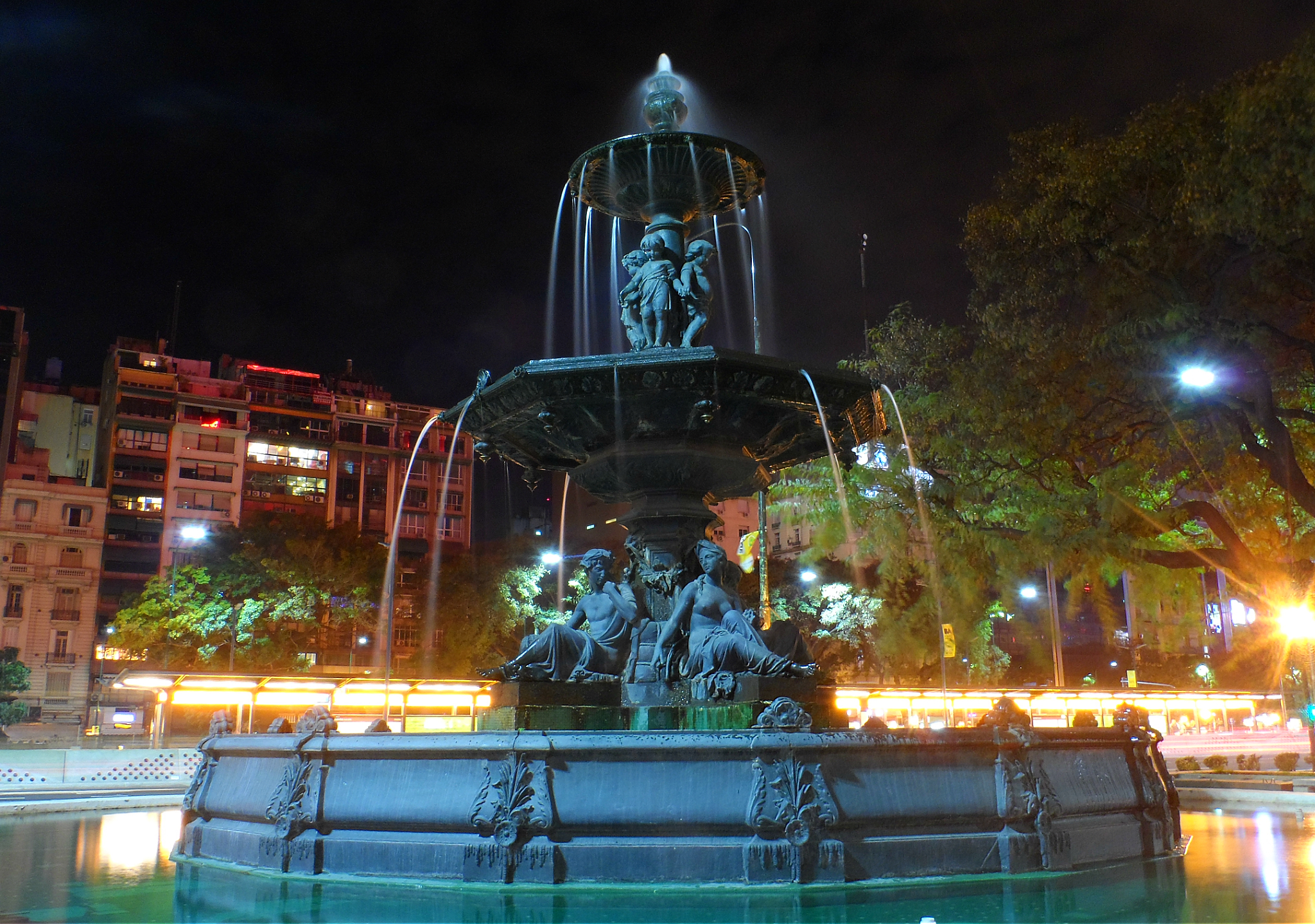
Intersection avenue du 9 juillet et avenue Córdoba, Buenos Aires.
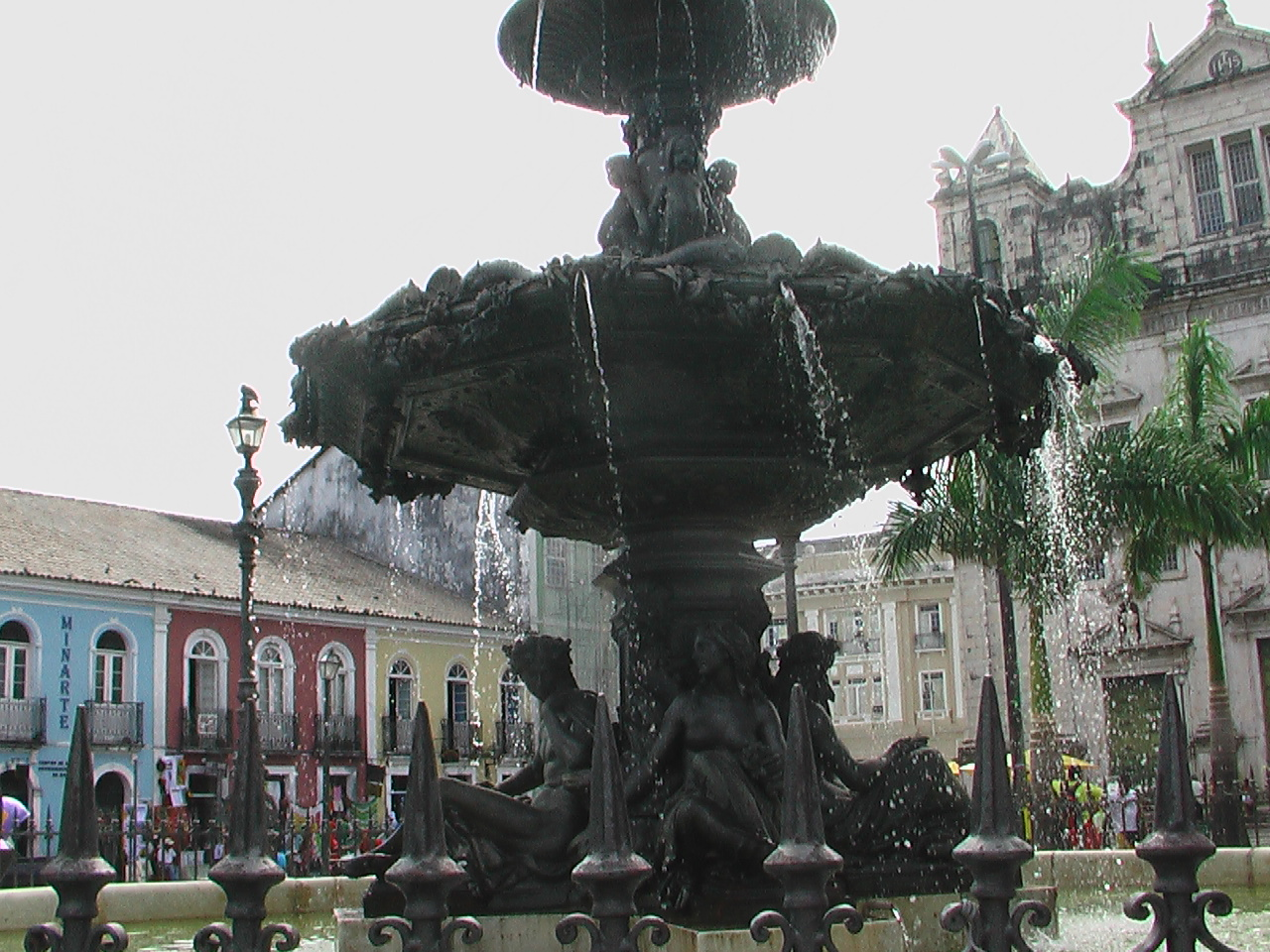
Fontaine de la place Terreiro de Jesus, Salvador de Bahia.
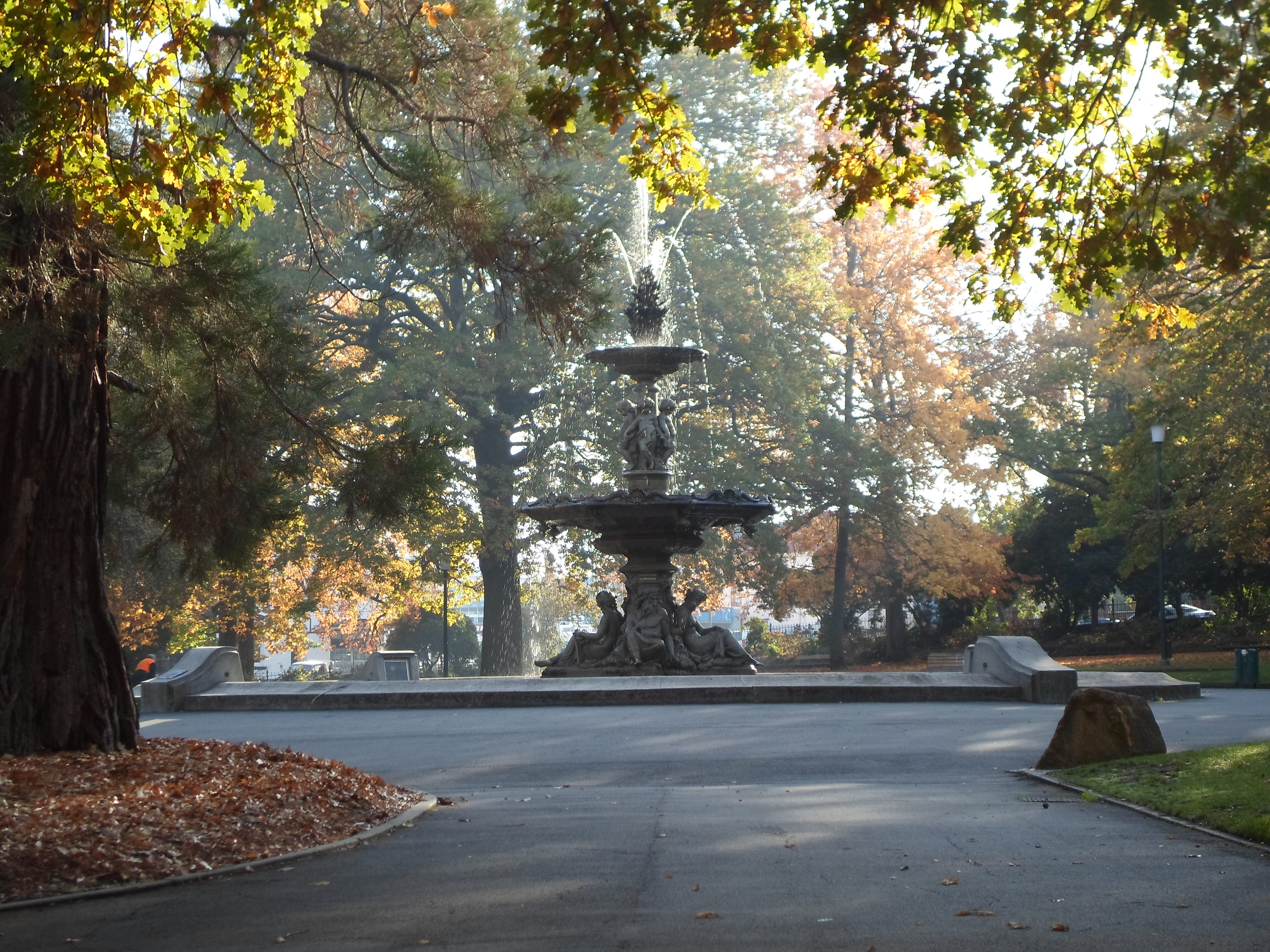
Fontaine de Prince's Square, Launceston (Tasmanie).
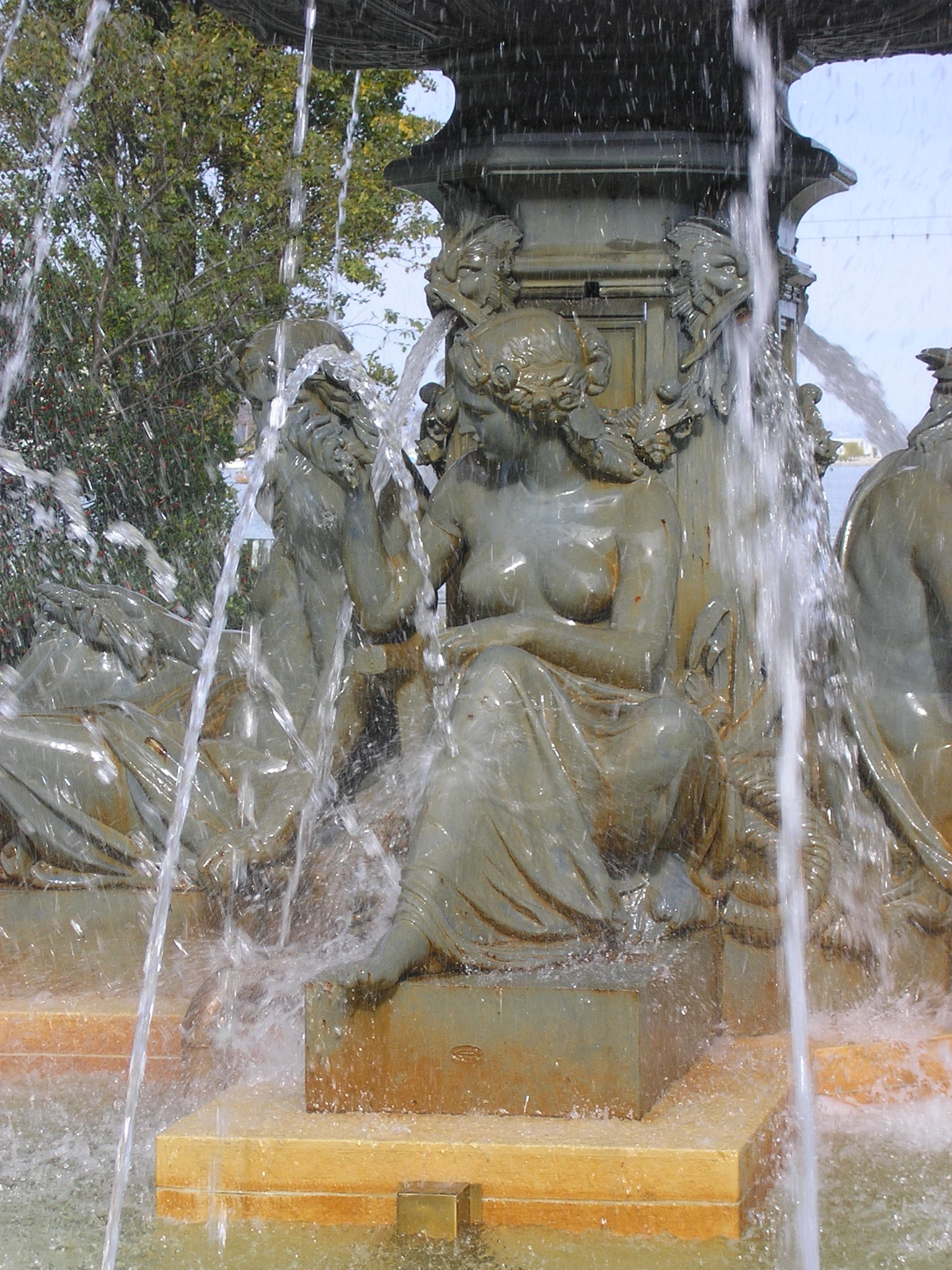
Fontaine du jardin anglais, Genève.
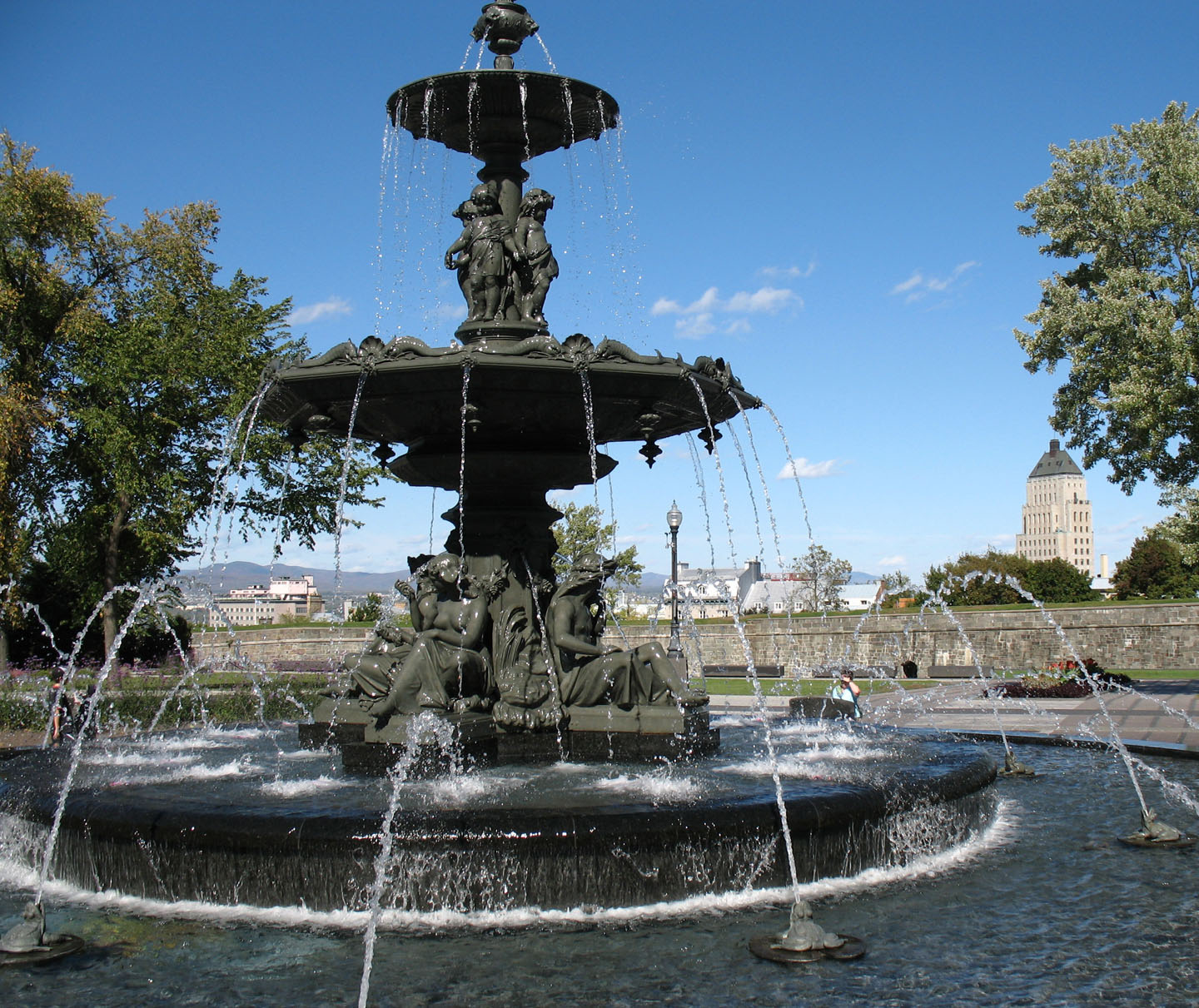
Fontaine de Tourny, Québec.
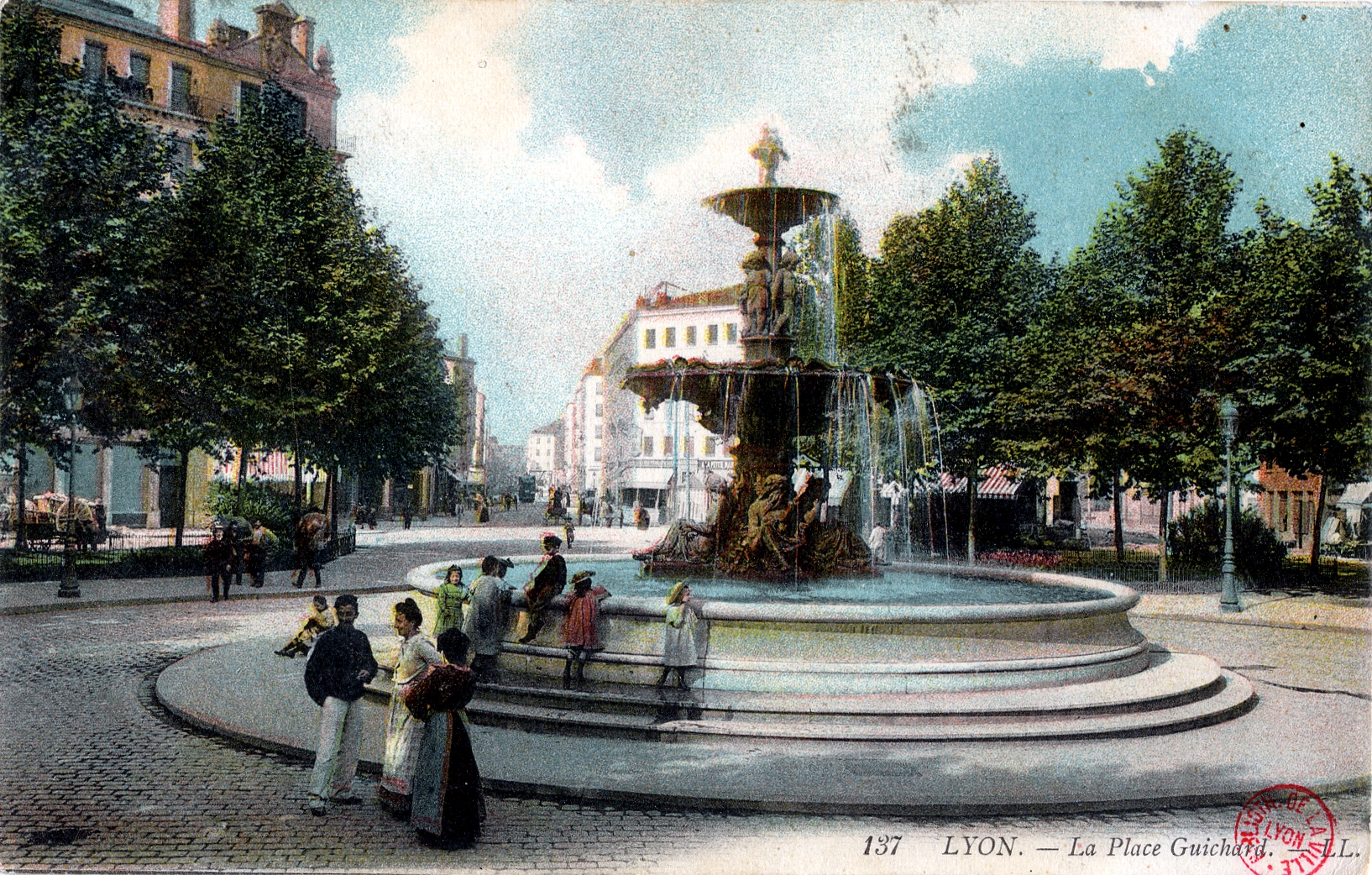
Fontaine de la place Guichard, Lyon, aujourd'hui disparue.
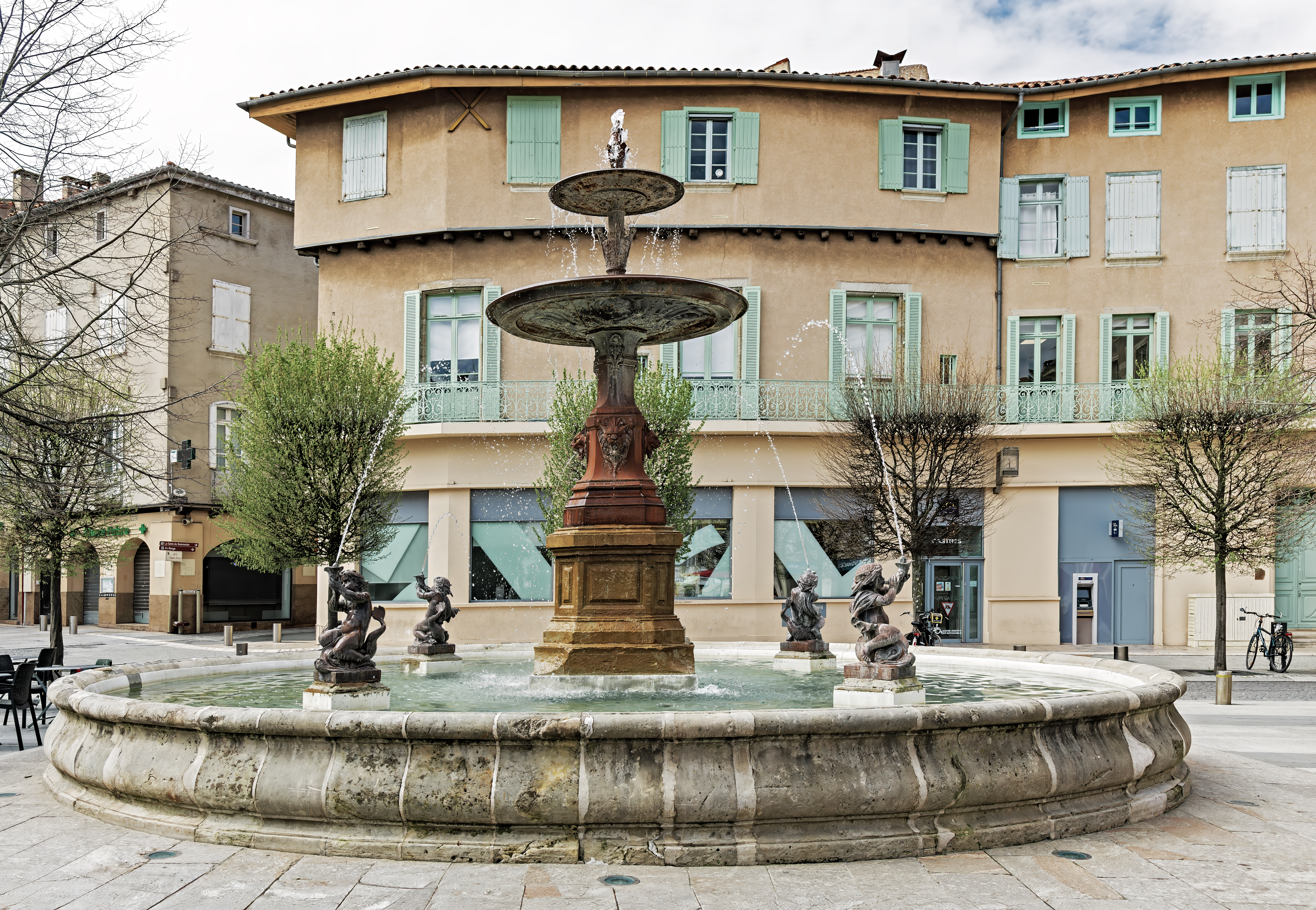
Fontaine aux quatre griffons de la place Jean Jaurès, Castres.

#### Argentine
- Fontaine, Maipú (Mendoza)[27].

#### États-Unis
- Fontaine Brewer de Boston, du même modèle que la Fontaine de Tourny, présenté à l'Exposition universelle de 1855[28], représentant de même Neptune, Amphitrite, Acis et Galatée, était située initialement à Liverpool avant d'être offerte à la ville par Gardner Brewer (en) (1806-1874) et inaugurée en 1868[29].

#### Royaume-Uni
- À Liverpool, se trouve une copie non conforme (manquent les 4 putti et sommet différent), de la fontaine de Boston[30],[31], fondue par W. T. Allen &Co.

La fontaine Brewer à Boston (Massachusetts)
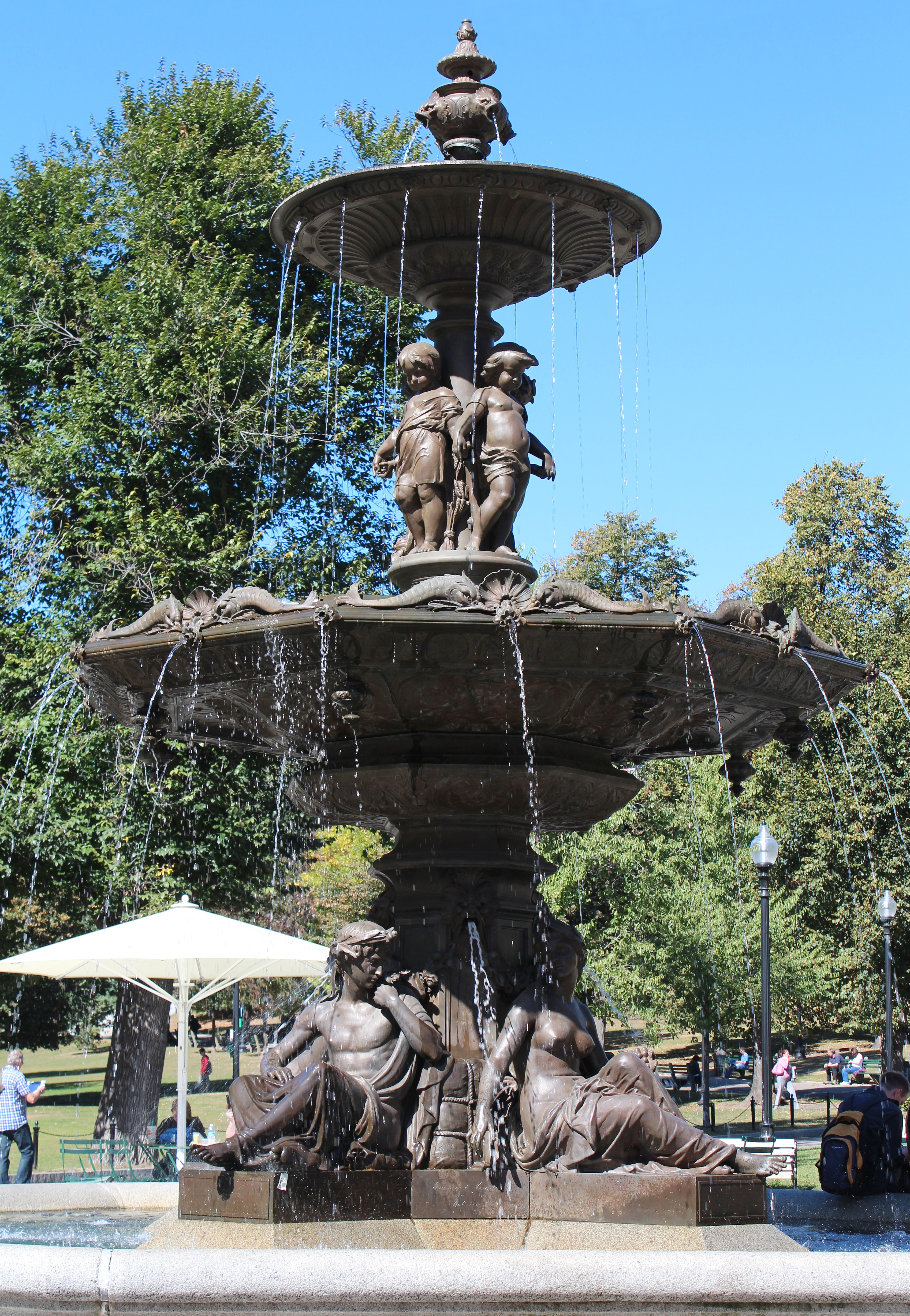
Vue d'ensemble.
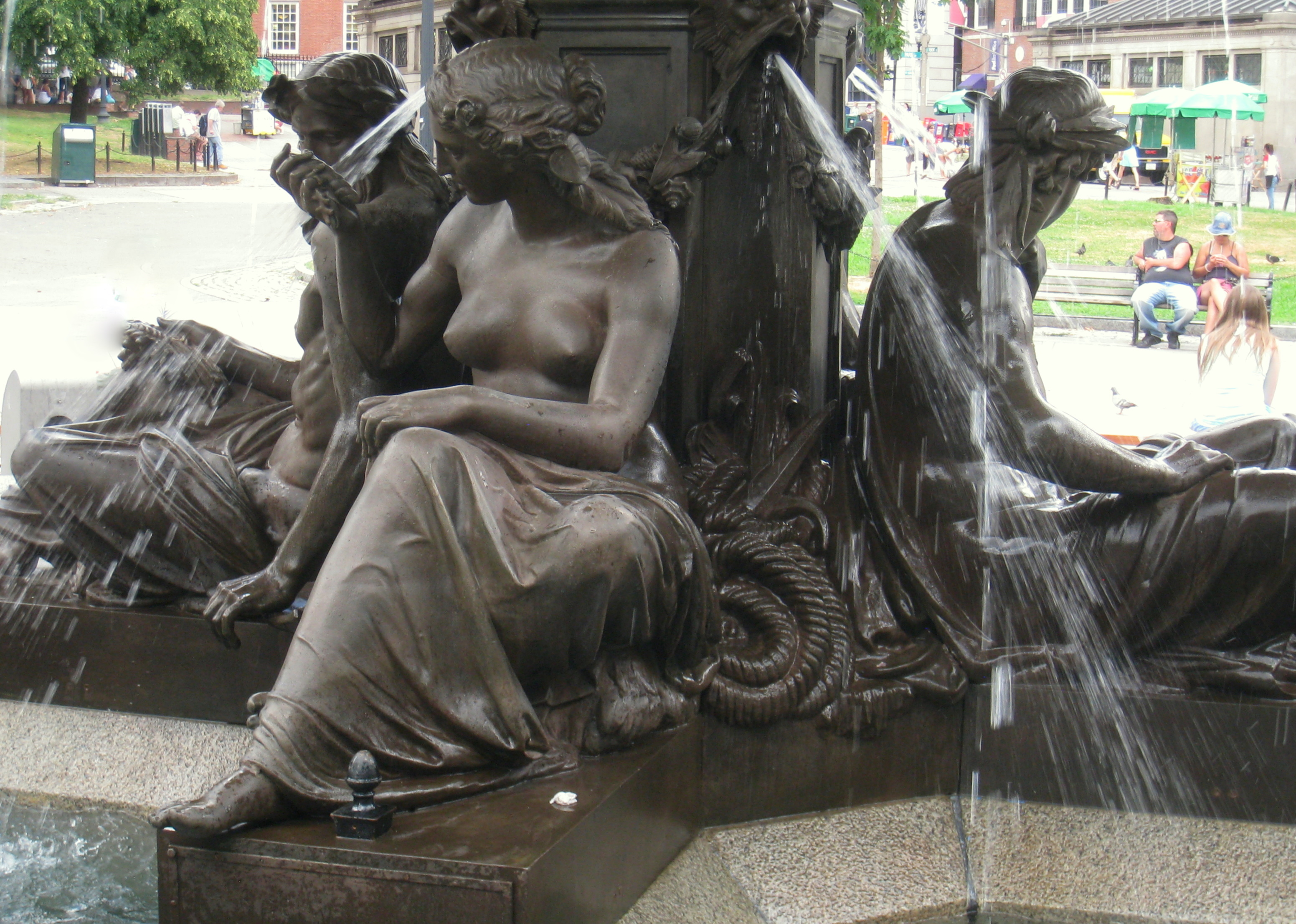
Amphitrite.
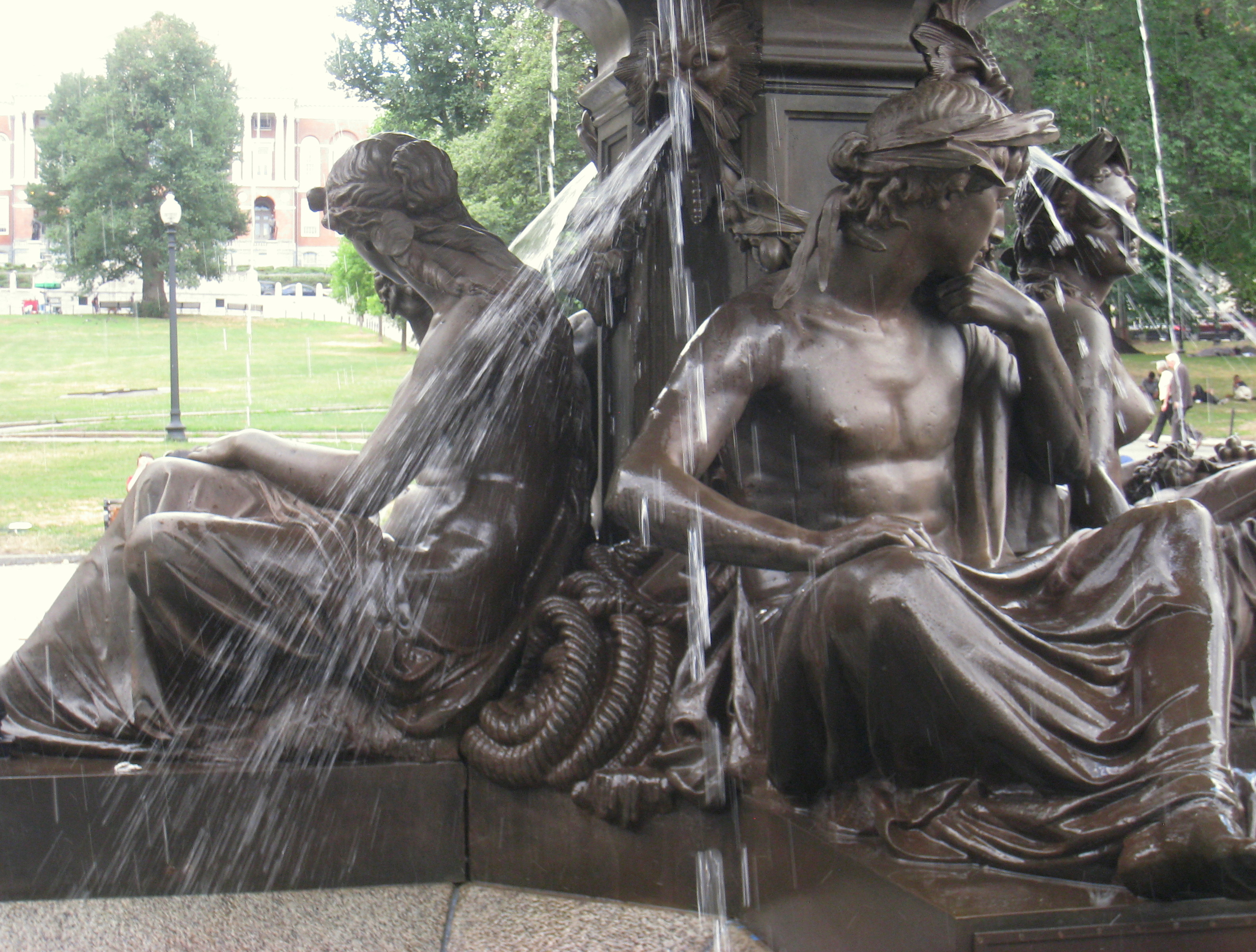
Amphitrite et Acis.
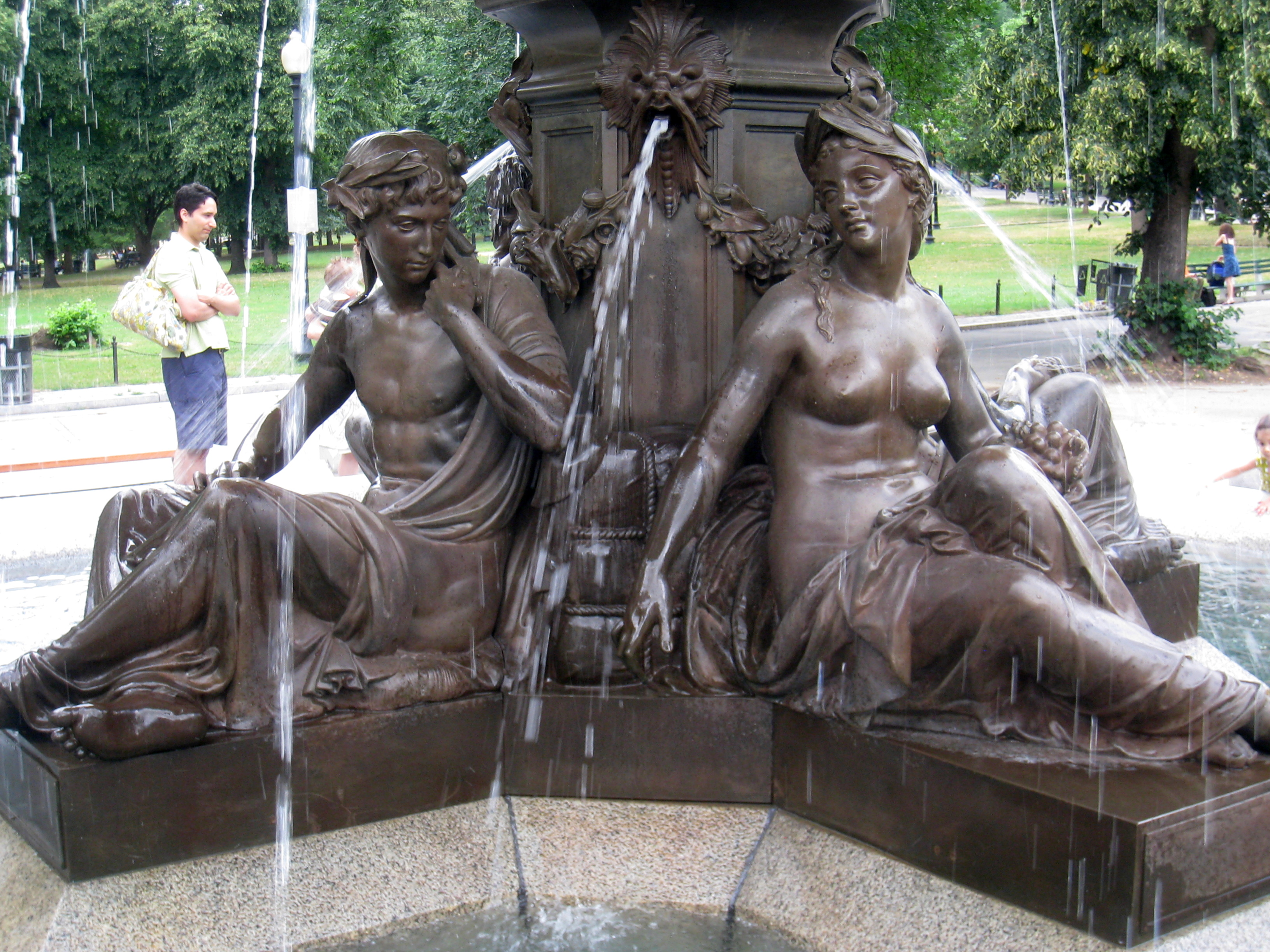
Acis et Galatée.
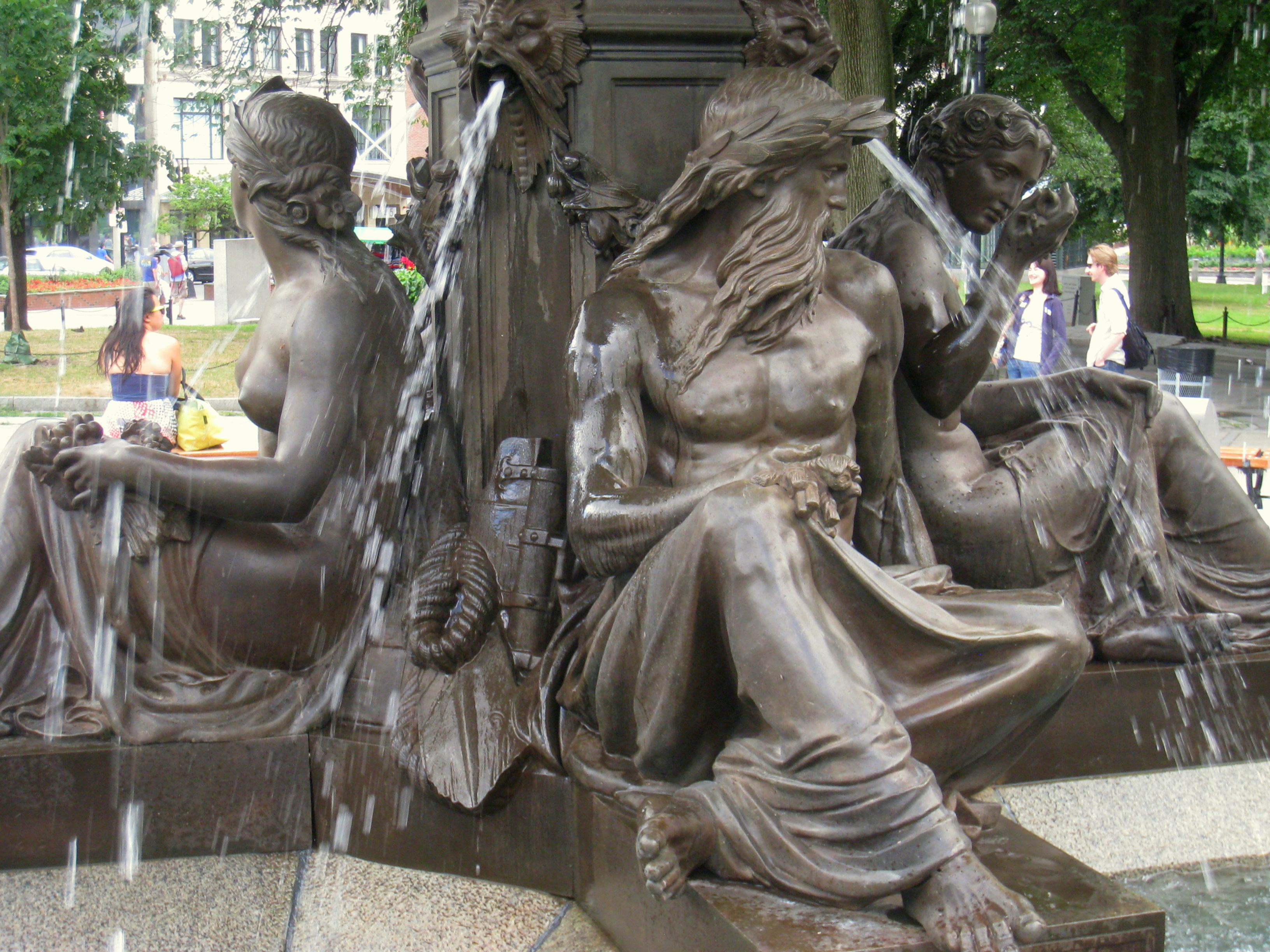
Neptune.
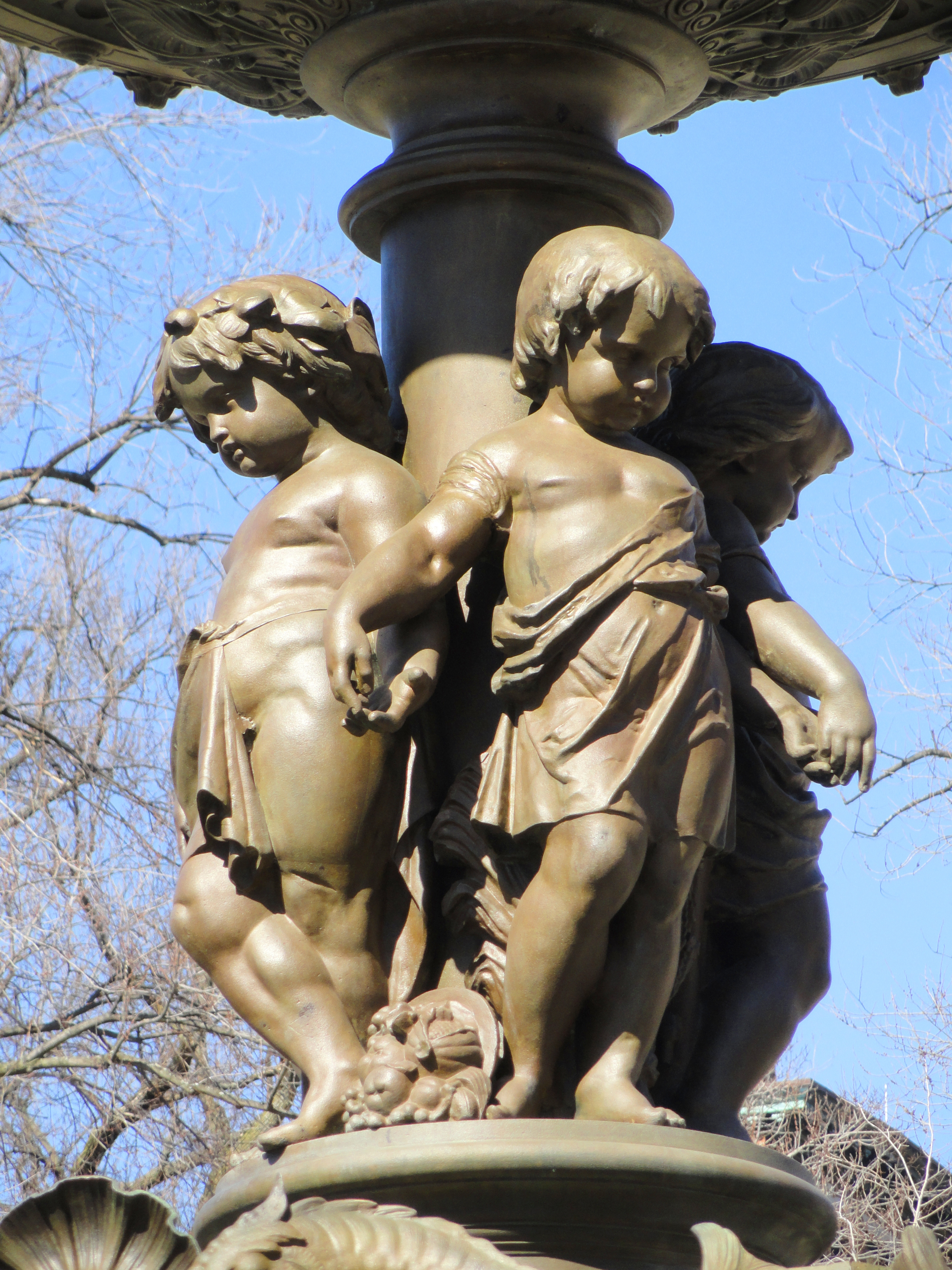
Groupe d'enfants.

### Autres œuvres

#### France

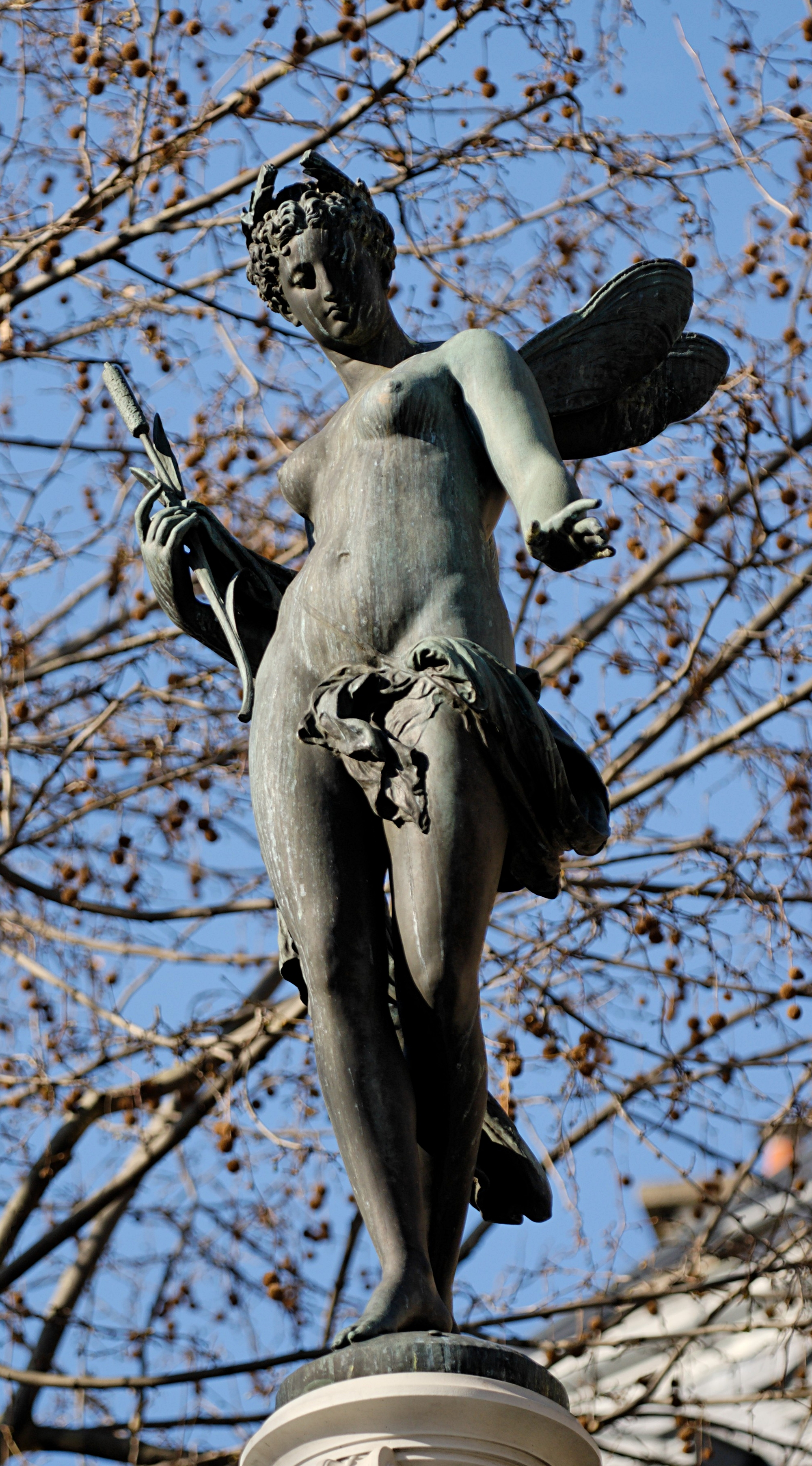
Nymphe fluviale ou Libellule, détail de la fontaine de la place André-Malraux à Paris.

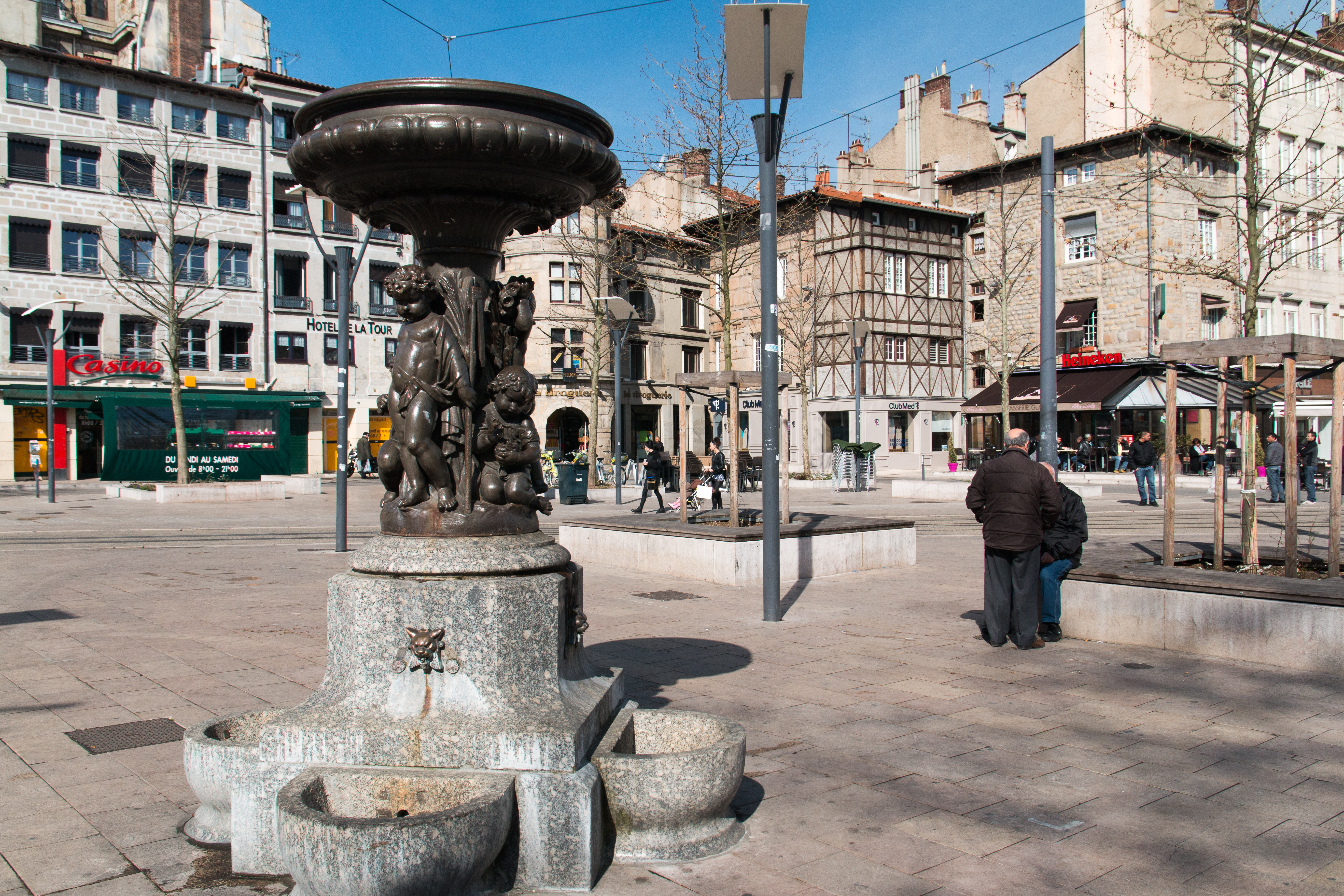
Fontaine des Saisons, place du Peuple, Saint-Étienne.

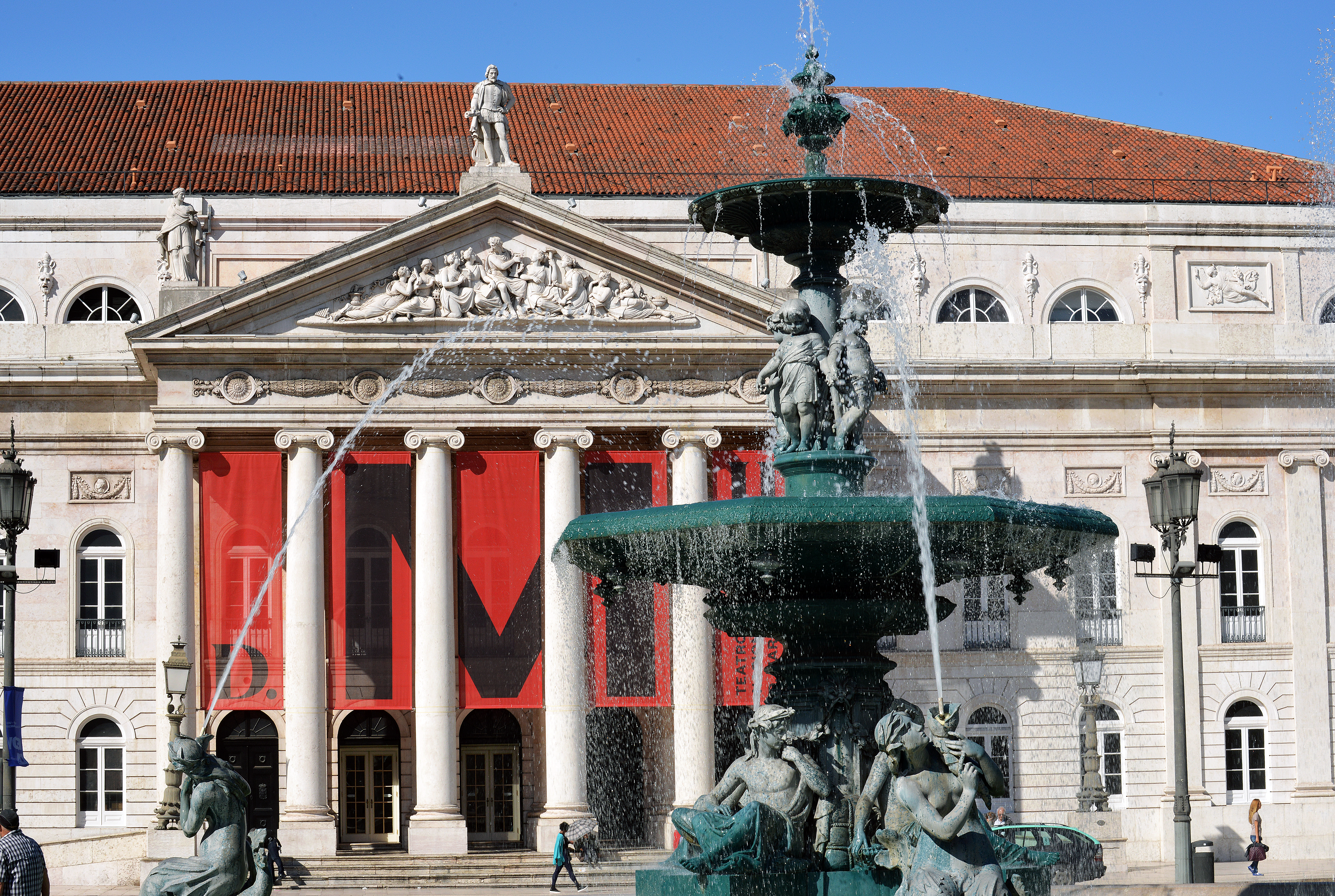
Fontaine, place Rossio, Lisbonne.

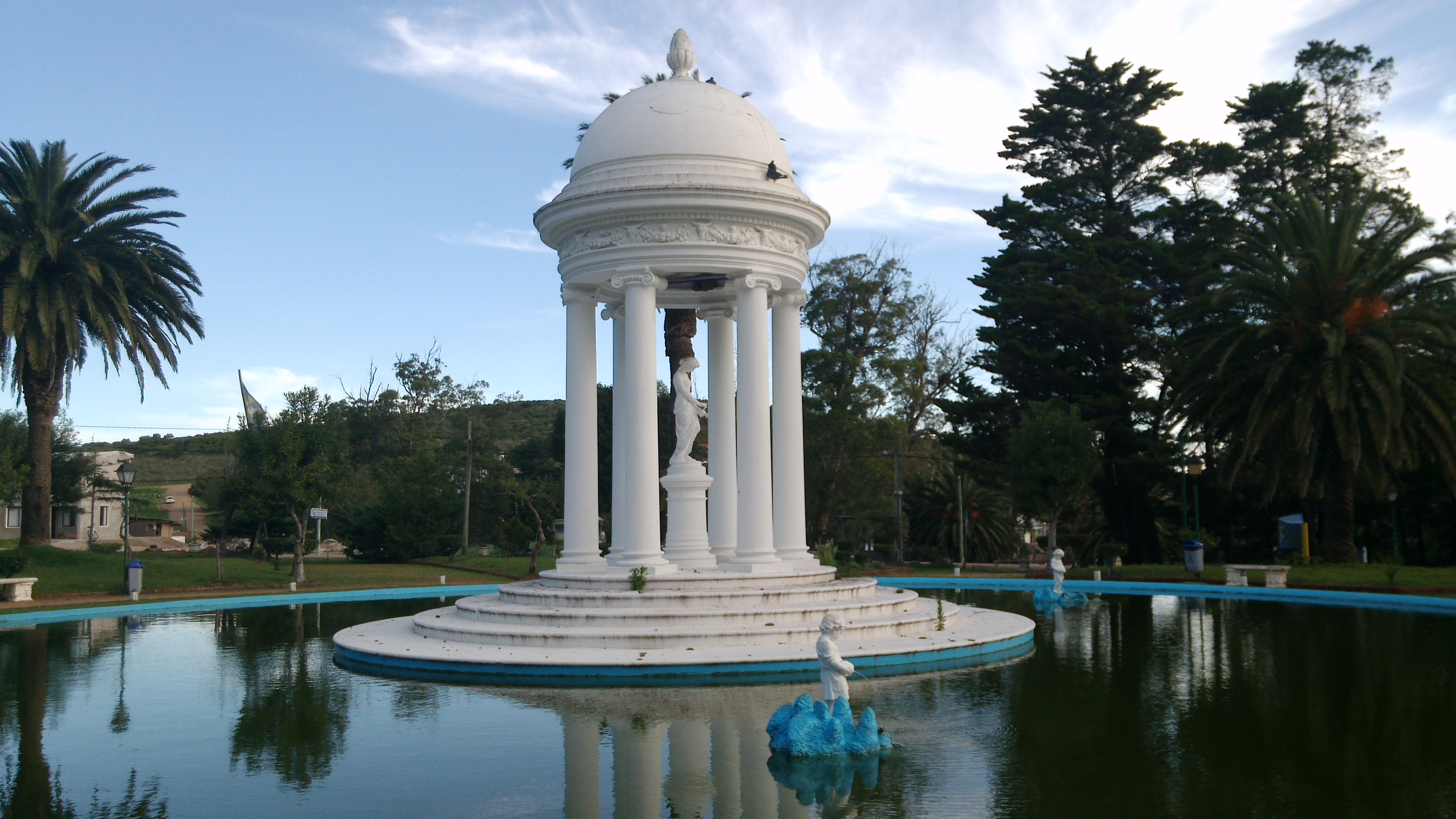
Fontaine de Vénus, Piriápolis.

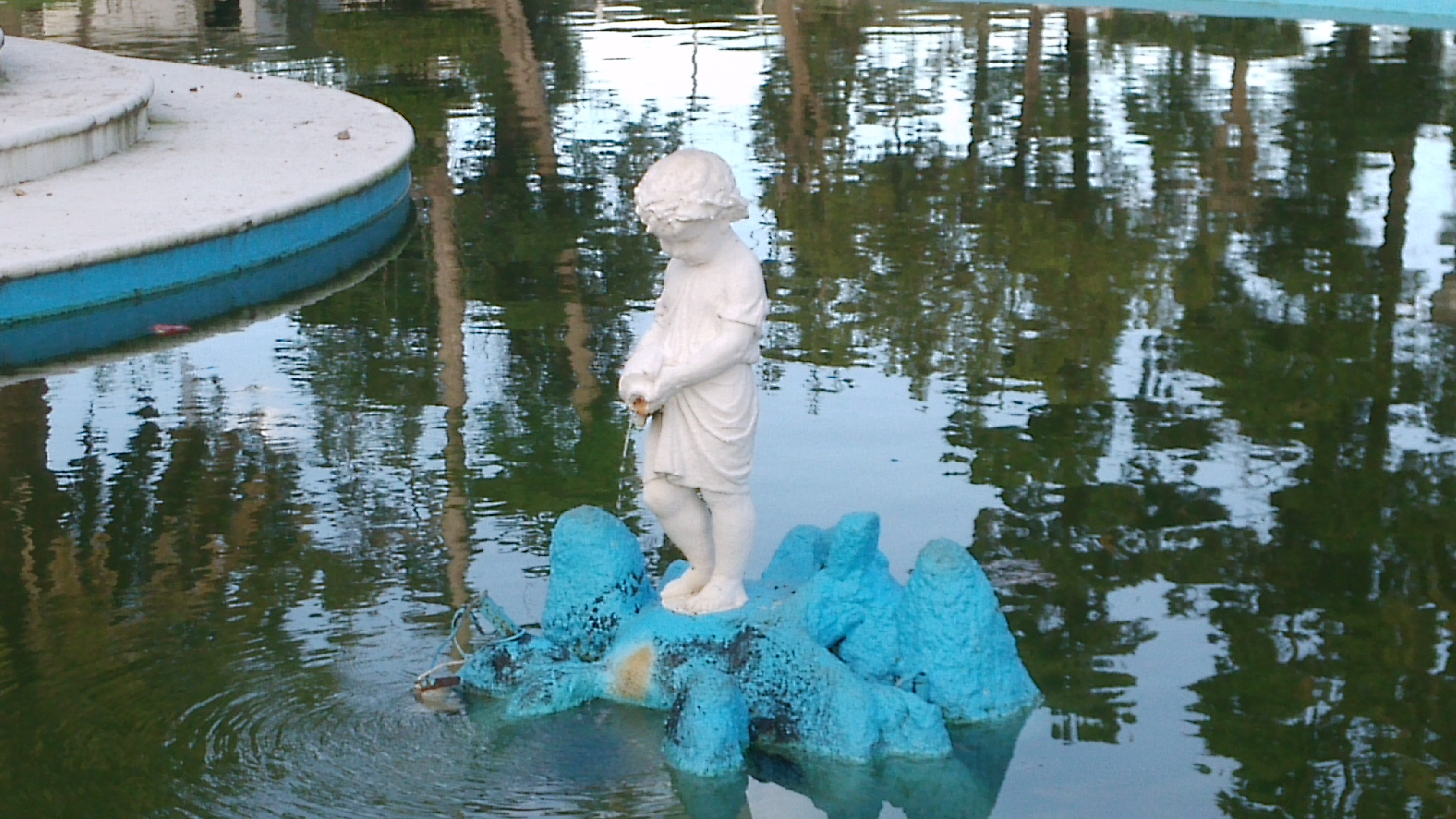
Enfant à l'urne, Piriápolis.

- Fontaine (« Le Printemps »), fonte du Val d'Osne, place du Maréchal-Foch, Sainte-Marie-aux-Mines[32].
- Fontaine (« L'Été »), place du musée, Cruzy[33].
- Fontaine « La Naissance de Vénus » d’Esterel-Plage, aménagée au rond-point de la Fontaine, a elle été offerte à la ville de Saint-Raphaël par Albert Planchar d'Argelet, marchand de biens parisien et promoteur du lotissement d'Estérel-Plage, le 15 janvier 1921[34],[35].
- Fontaine de l'Enfant à la rame, fonte du val d'Osne, 1868, localisée square Planchon à Montpellier[36]. Un autre exemplaire est localisé place Georges-Duthil à Foix[37], un autre de même, en même temps qu'un candélabre Jeune page, dans la cour du 83, rue Daguerre, adresse où vécut la cinéaste Agnès Varda qui montre les deux œuvres dans son film Daguerréotypes (1975)[4]. L'exemplaire appelé fontaine Belardy qui se trouvait à Montaut (Pyrénées-Atlantiques) a été volé en juin 2015[38].
- Fontaine de la place du Théâtre-Français à Paris, place André-Malraux, côté rue de Richelieu, bronze, 1874.
- Fontaine de la place du marché à Pointe-à-Pitre, les aménagements d’une conduite d’eau potable, débutés en 1872 sont achevés l'année suivante et elle est inaugurée le 17 janvier 1874 en présence du gouverneur Marie Gabriel Couturier (1830-1898), qui laissa son nom à la fontaine. La statuette qui surmonte les deux vasques, Jeune Fille à la corbeille, est l'œuvre de Moreau[39]. La fontaine qui ne fonctionnait plus depuis  les années 1970 a fait l’objet d’une restauration et symboliquement d’une remise en eau en juin 2006[40]. Elle a de nouveau été remise en eau en décembre 2020 après un nouvel arrêt de 4 ans.
- Vénus, fonte du Val d'Osne, Angers, jardin du Mail à l'entrée par l'avenue Jeanne d'Arc.
- Fontaine de l'Été, fonte du Val d'Osne, Montélimar.
- Fontaine de l'Été, fonte du Val d'Osne, Jussey[41].
- Fontaine de l'Été, fonte du Val d'Osne, place de l'église, Breuches-les-Luxeuil.
- Fontaine des Moissons (allégorie de l'Été), Maizières.
- Fontaine de l'Amour portant un plateau, Clermont-l'Hérault[42].
- Égyptien, torchère en fonte du Val d'Osne, musée municipal de Saint-Dizier.
- Torchère égyptienne, fonte du Val d'Osne, place Louis-Comte, Saint-Étienne[43].
- Égyptienne, fontaine-candélabre, fonte du Val d'Osne, place Clemenceau, Neuvy-Saint-Sépulchre[44]
- Fontaine des saisons, le Printemps et l'Été, fonte du Val d'Osne, place du Peuple, Saint-Étienne[45].
- Fontaine du Perlau (allégorie de l'Été), fonte du Val d'Osne, Lamarque (Gironde)[46].
- Fontaine de Vénus, fonte du Val d'Osne, place de la République, Limoux[47].
- Enfant égyptien aux deux urnes dit « Le Bolomig » (« Petit Bonhomme »), d'après l'original en fonte du Val d'Osne conservé en mairie, place Gabriel-Péri, Douarnenez[48].
- Fontaine de la Jeune fille, fonte du Val d'Osne, place du Maréchal-Foch, Sainte-Marie-aux-Mines[49].
- Fontaine du Vigneron champenois, fonte du Val d'Osne, place Léon-Bourgeois, Vertus[50].
- Cérès (allégorie de l'Été), fonte du Val d'Osne, square des Banquettes, Fontaine-Française[51] en Haute-Saône, Mer (Loir-et-Cher)[52], Avallon (Yonne)[53], Cruzy (Hérault)[53], Cassel (Nord)[54], Adissan (Hérault)[55], ainsi qu'en Italie, à Offida, Ortona dei Marsi.
- La Mutualité, fonte du Val d'Osne, place Jean-Baptiste-Duchasseint, Thiers (1913).
- Fontaine de la place des Célestins à Lyon ; posée en 1858 devant le théâtre, elle a été détruite en 1957 pour permettre un réaménagement partiel de la place.

Œuvres de Mathurin Moreau dans les fontes du Val d'Osne en France
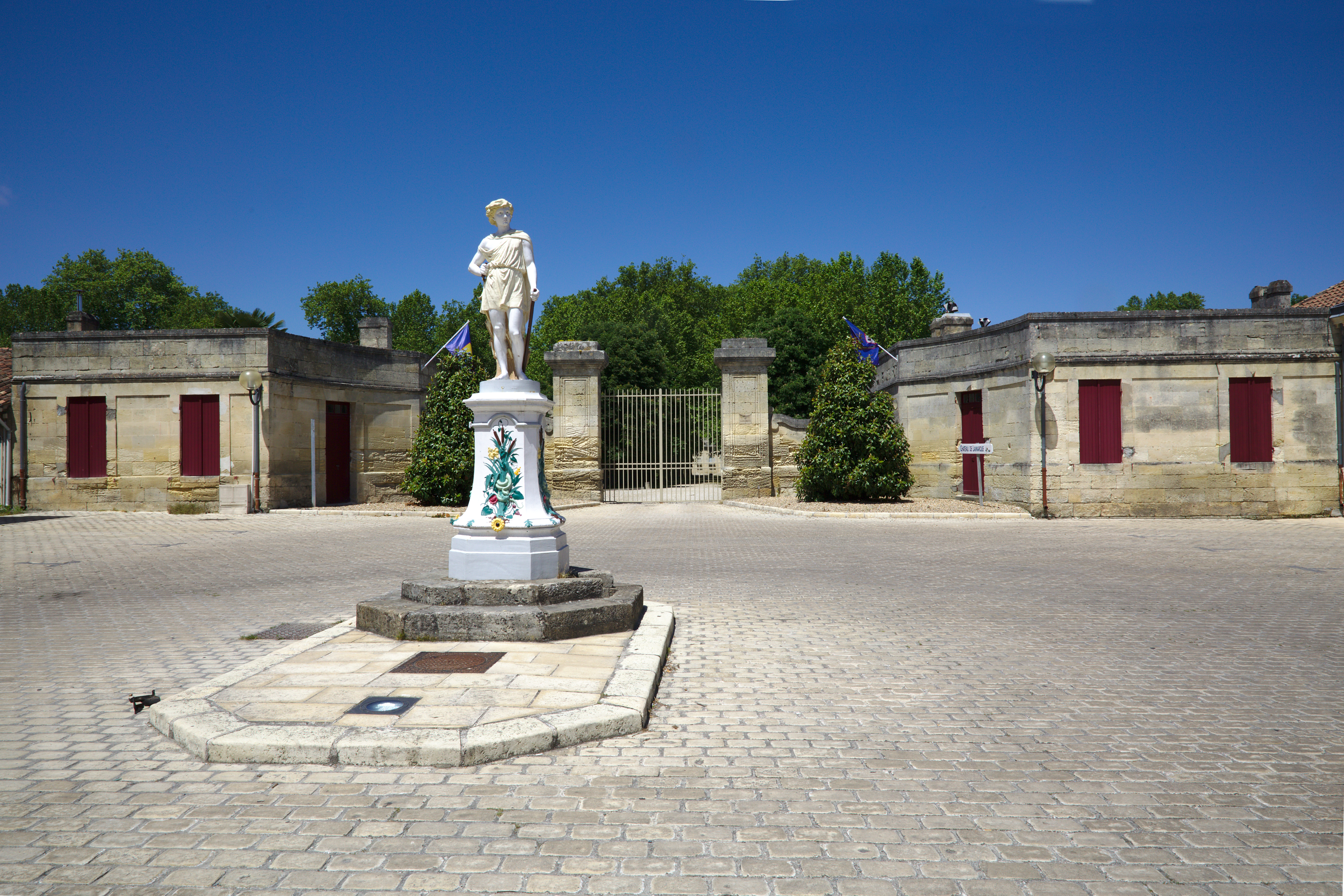
Fontaine du Perlau, Lamarque.
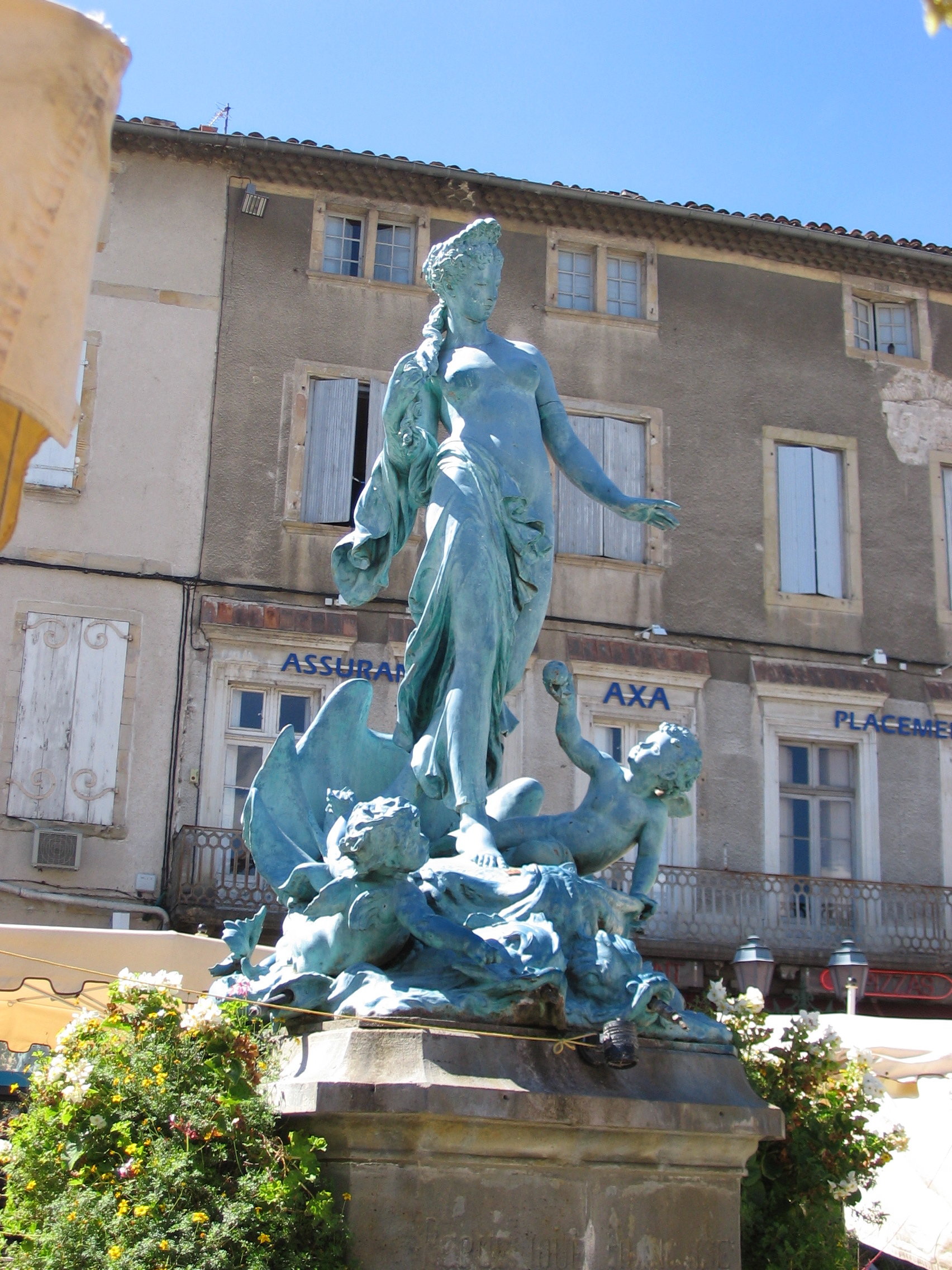
Fontaine de Vénus, Limoux.
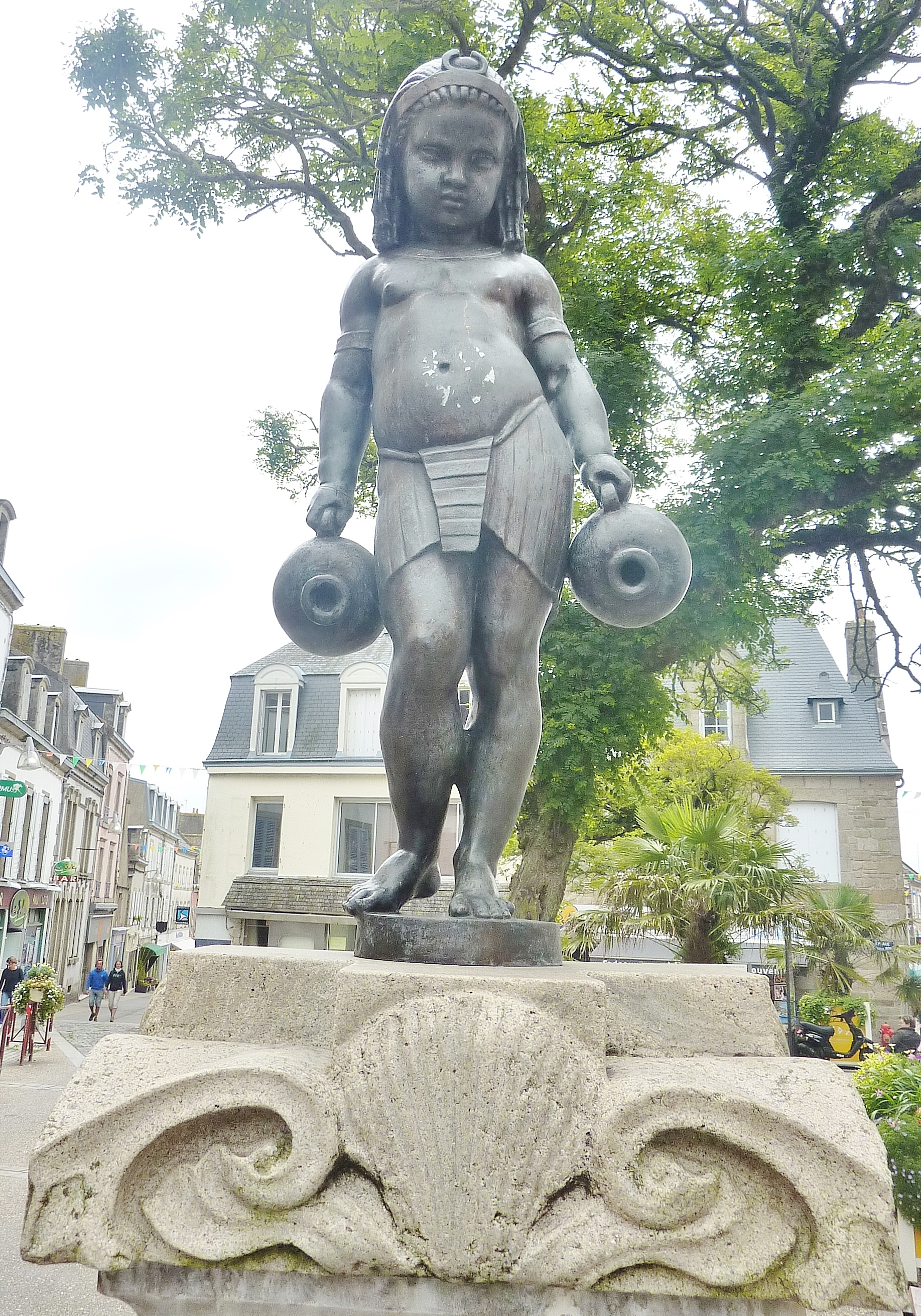
L'Enfant égyptien aux deux urnes dit « Le Bolomig », Douarnenez.
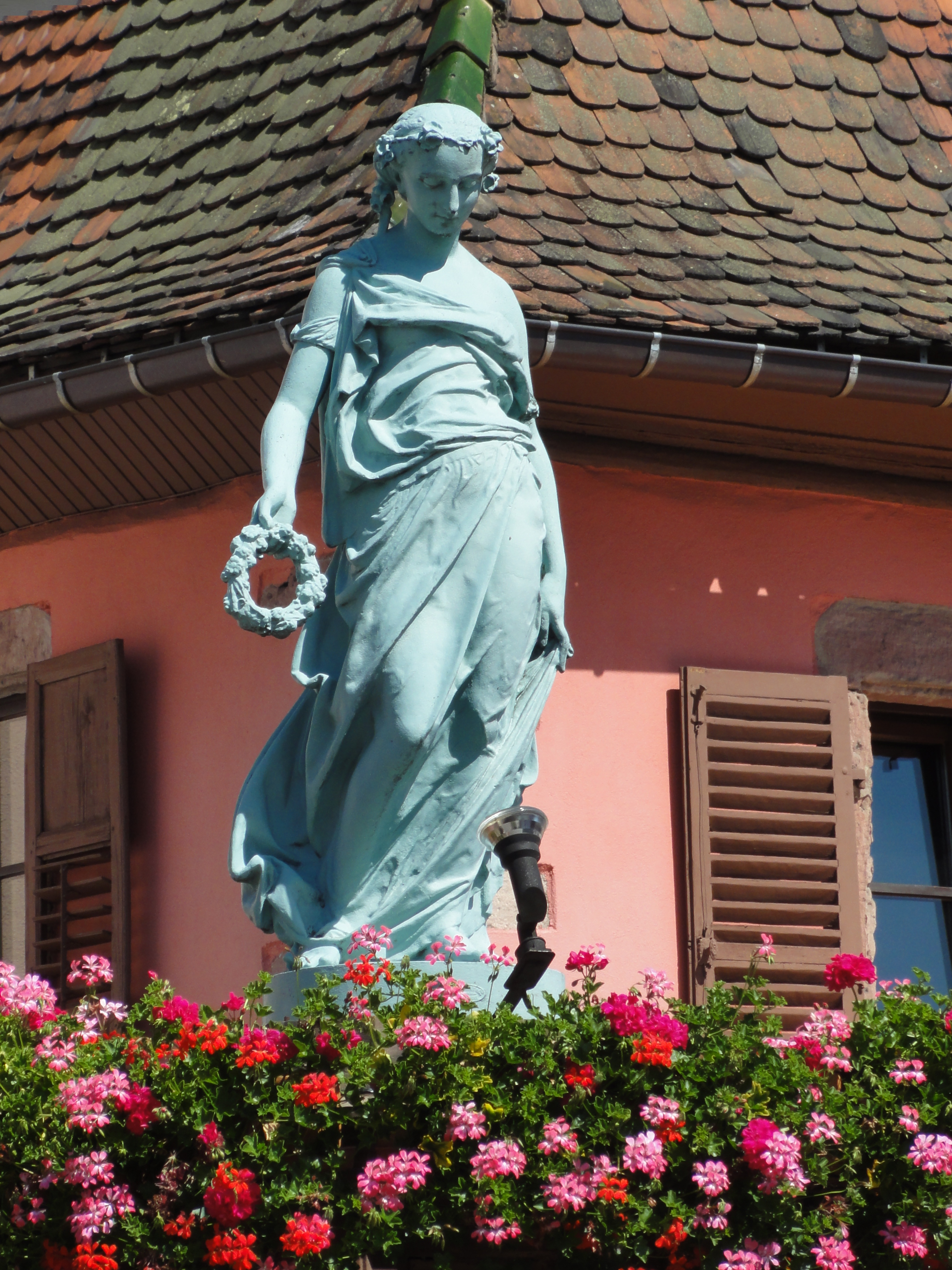
Fontaine de la Jeune fille, Sainte-Marie-aux-Mines.
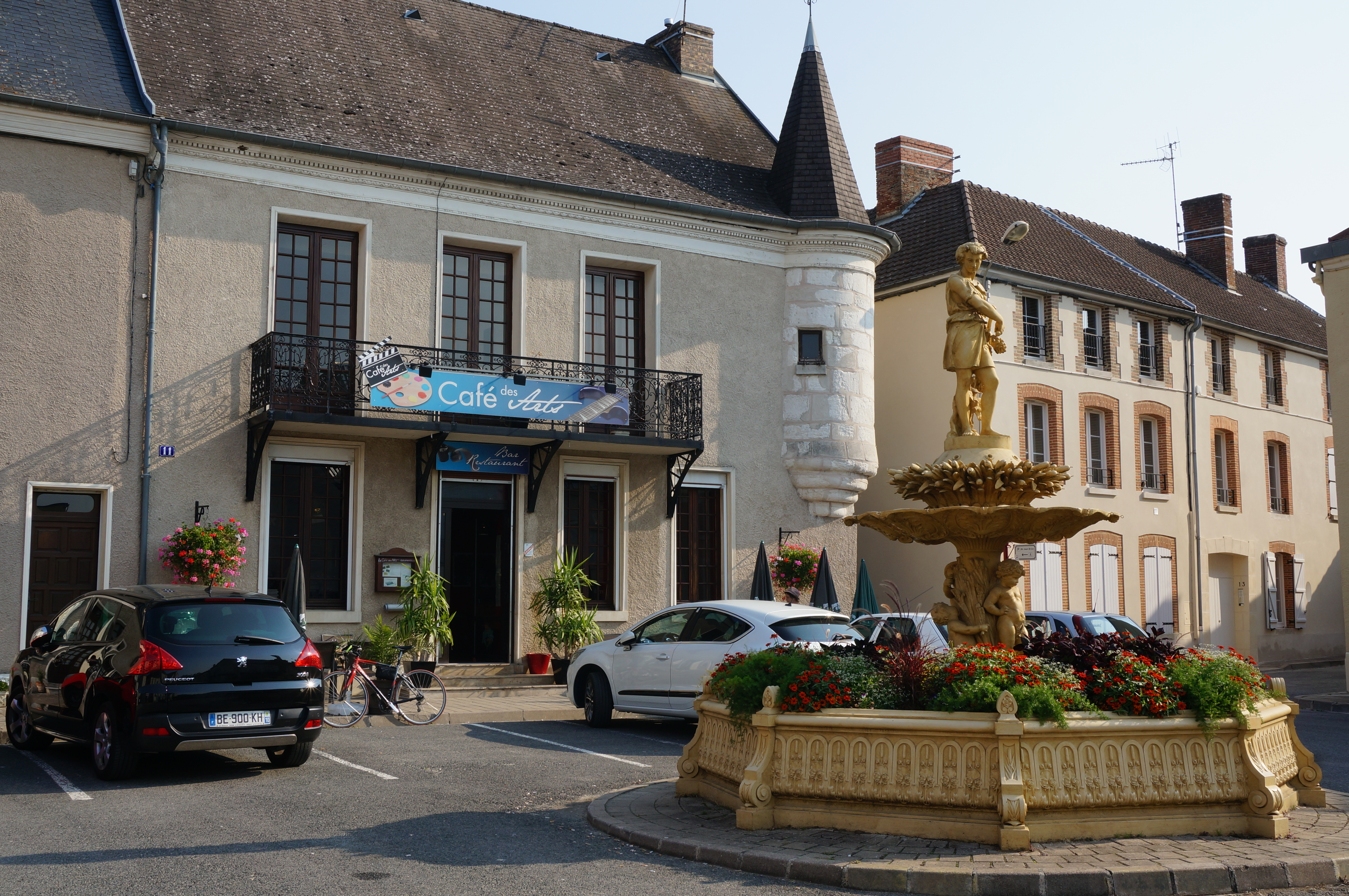
Fontaine du Vigneron champenois, Vertus.

#### Portugal
- Le Printemps et L'Été, 1865, jardin du Palácio de Cristal (Porto) (pt), Porto.

#### Royaume-Uni
- Les quatre saisons, statues en Fonte, Miroy Frères Paris, Osborne House, Île de Wight.

#### Suisse
- Fontaine, Genève, jardin anglais[56].
- Fontaine « L'Été », Genève, place Édouard-Claparède[57].

#### Chili

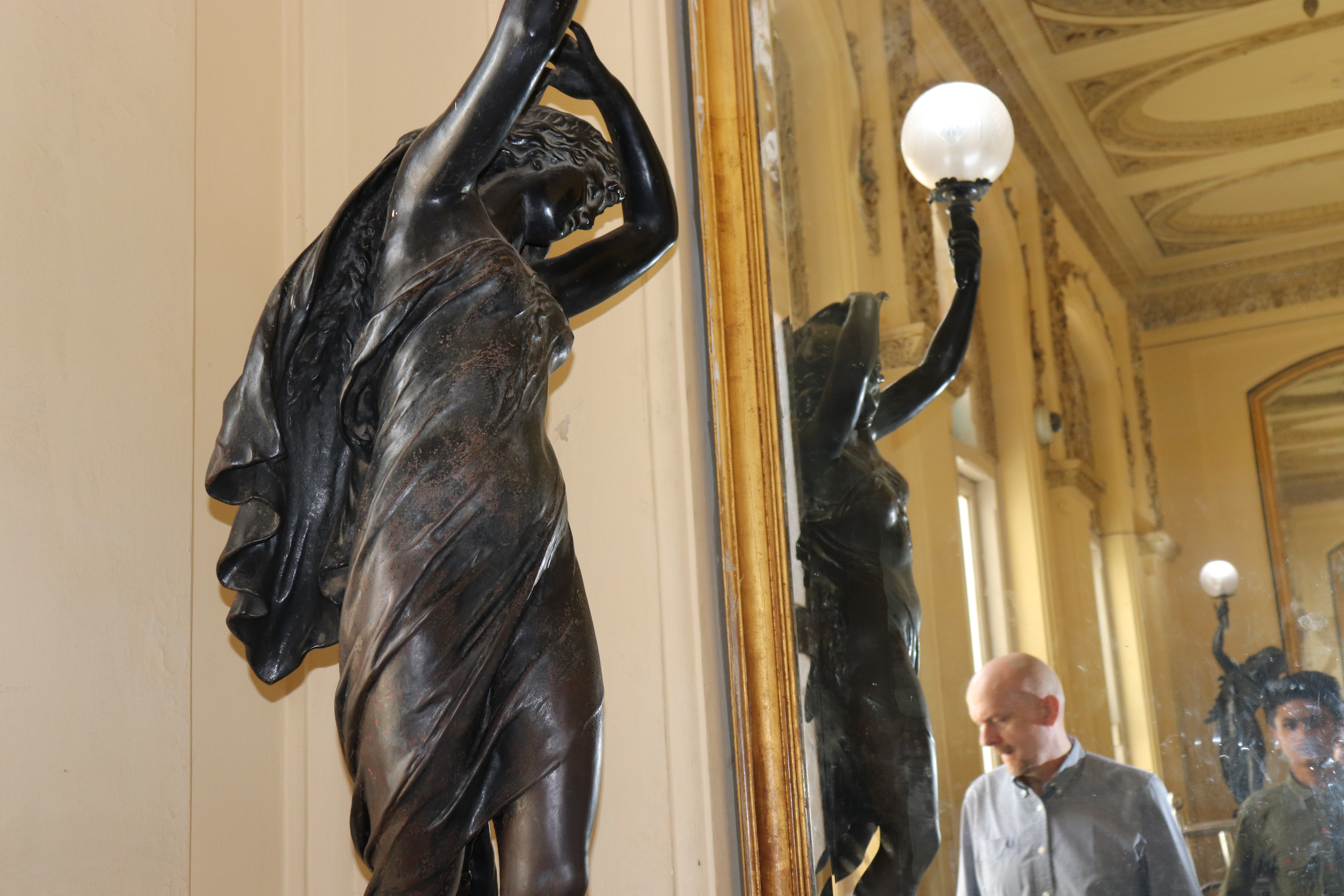
Torchères, palais de Mysore (Inde).

- L'Été, fonte du Val d’Osne, Parque Isadora Cousiño, Lota[58].
- L'Enfant à la rame (autre exemplaire en fonte du Val d'Osne, 1868, de l'œuvre localisée ci-dessus à Montpellier, Paris et Foix), Patio de los naranjos, palais de La Moneda, Santiago[59].
- Fontaine[60] entourée des statues allégoriques Le Printemps[61], L'Été[62], L'Automne[63], L'Hiver[64], fontes du Val d'Osne, place Victoria (es), Valparaíso.
- Fontaine décorée de Neptune et Amphitrite[65] (modèles de la fontaine de Tourny acquis séparément par Matias Cousiño (en) au XIXe siècle). Statues cédées par la famille à la ville de Santiago qui a inauguré la fontaine en 2002.

#### Argentine
- Fontaine des continents (de los continentes), parc San Martin (en) à Mendoza[66],[67],[68].

#### Brésil
- Céres-Déméter (l'Agriculture)[69], Pont Mauricio de Nassau (pt), Recife

Fontaine et statues allégoriques des quatre saisons, place Victoria, Valparaiso
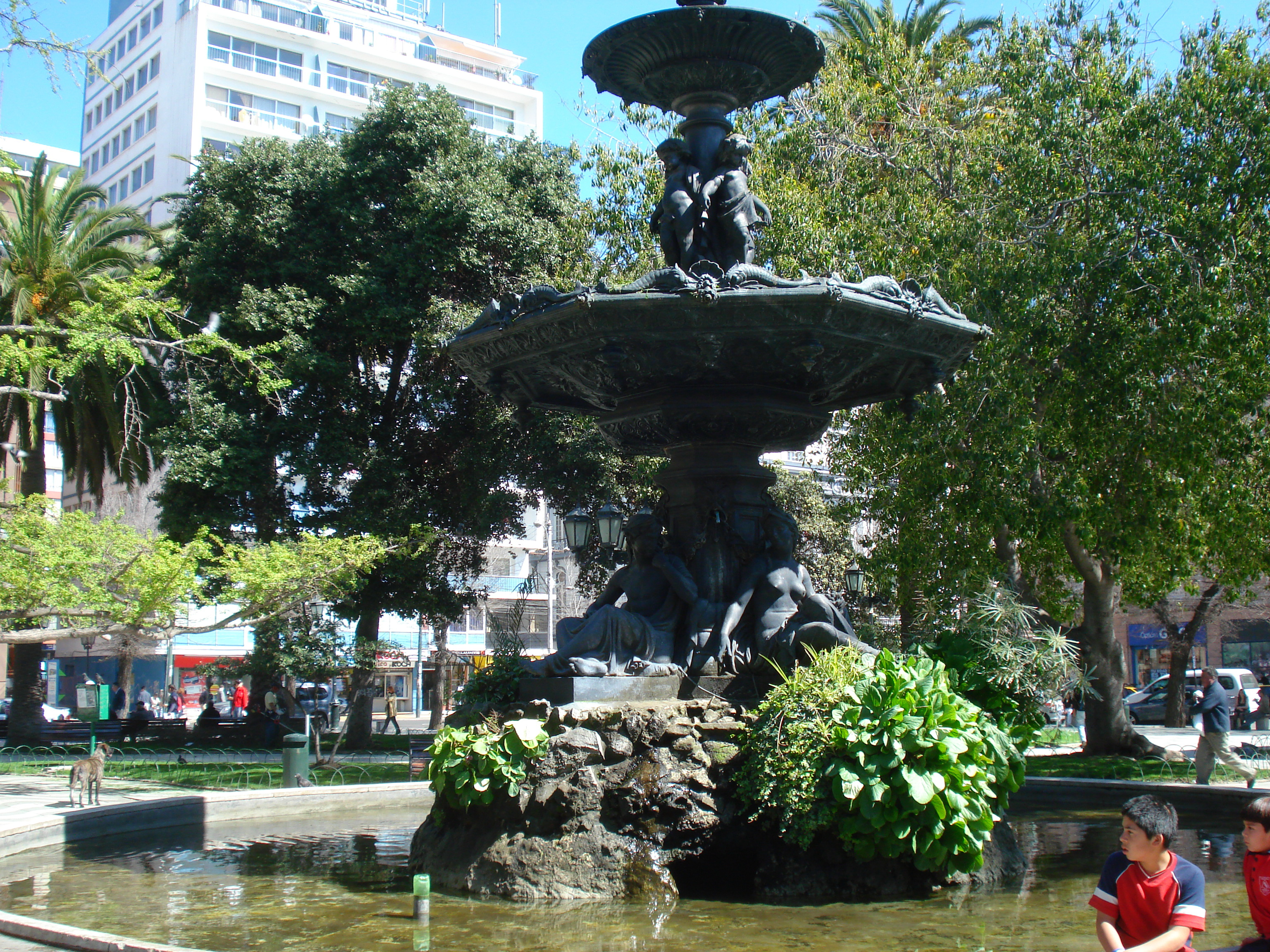
Vue d'ensemble.
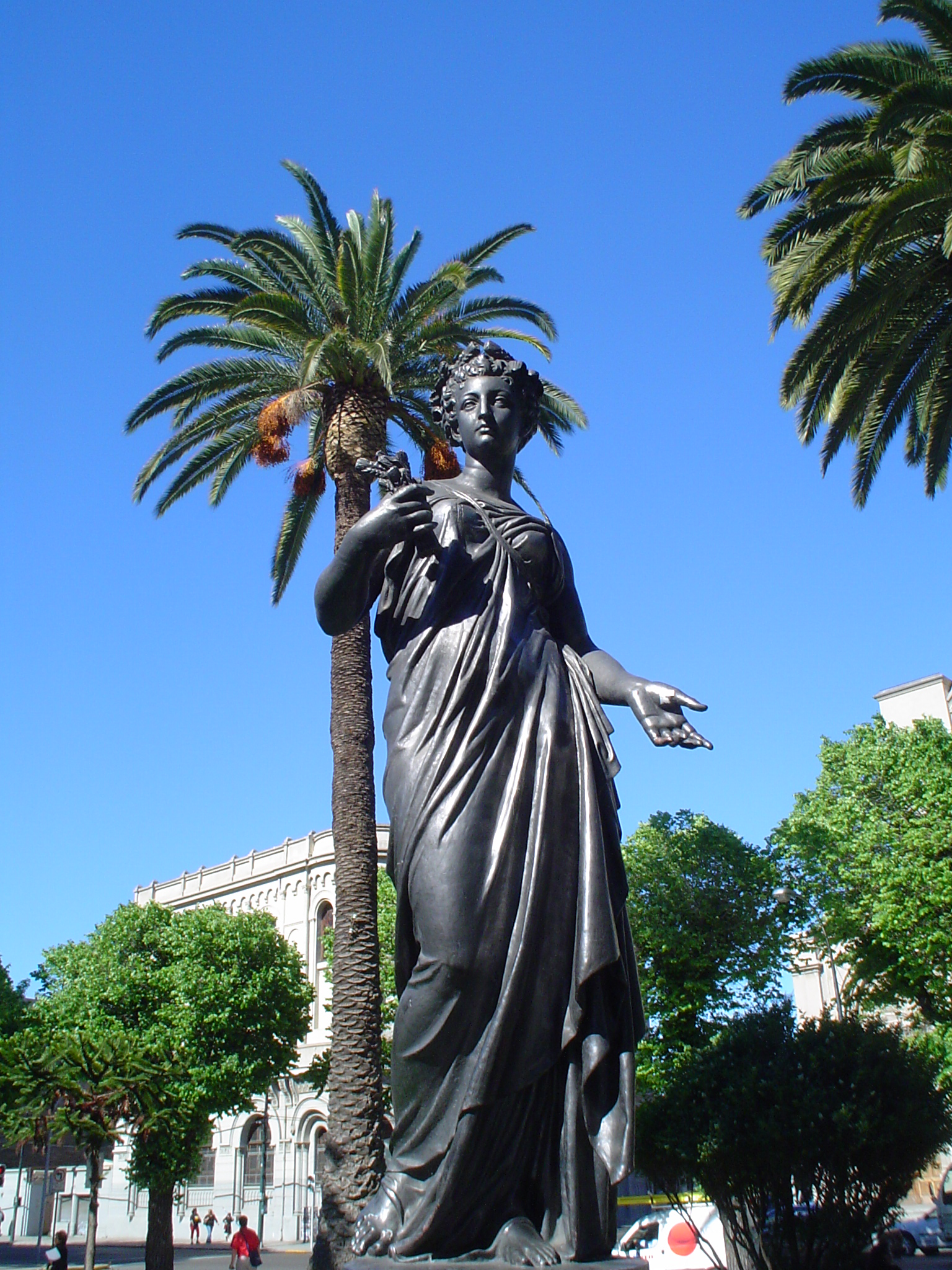
Le Printemps
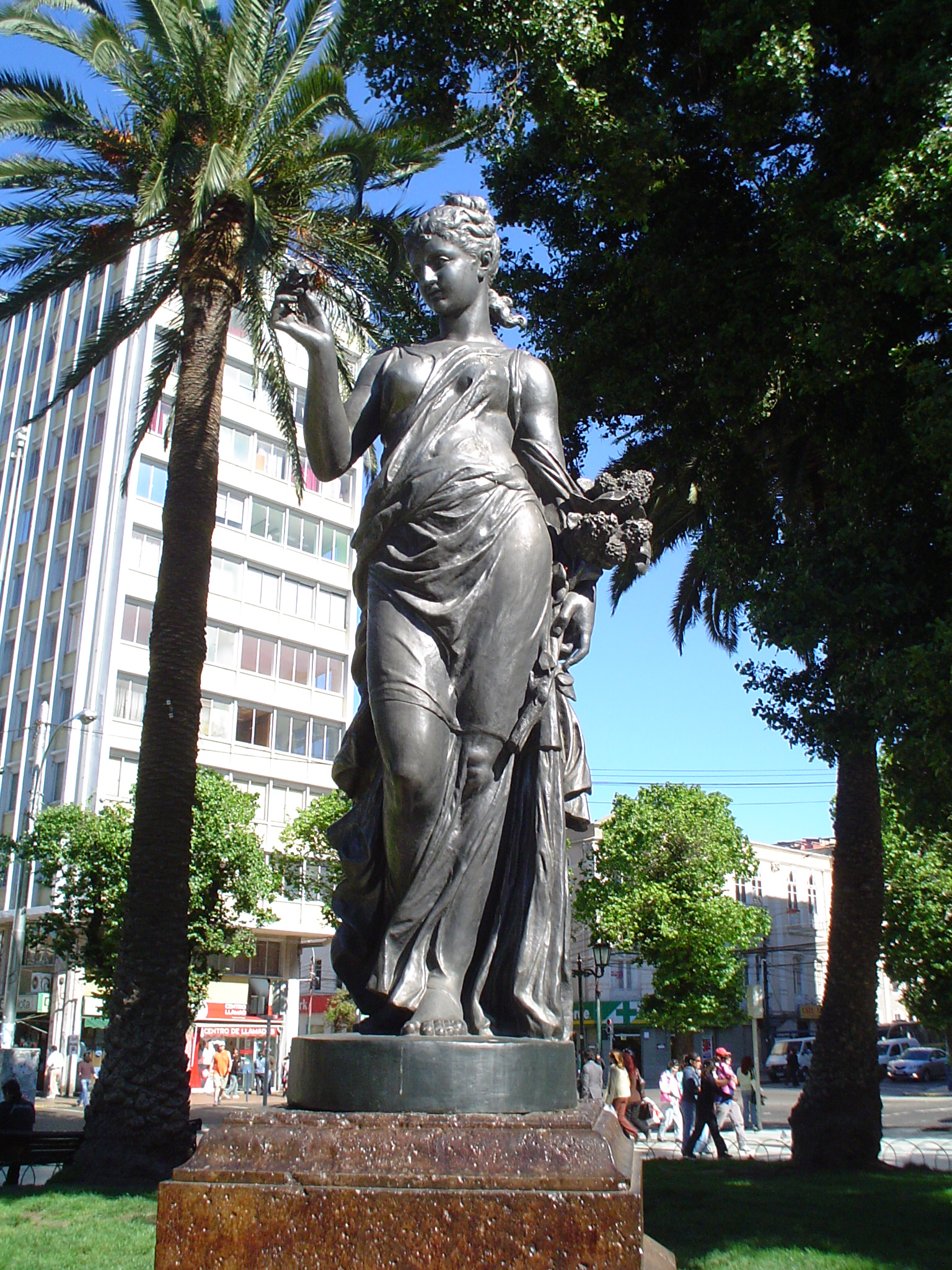
L'Été
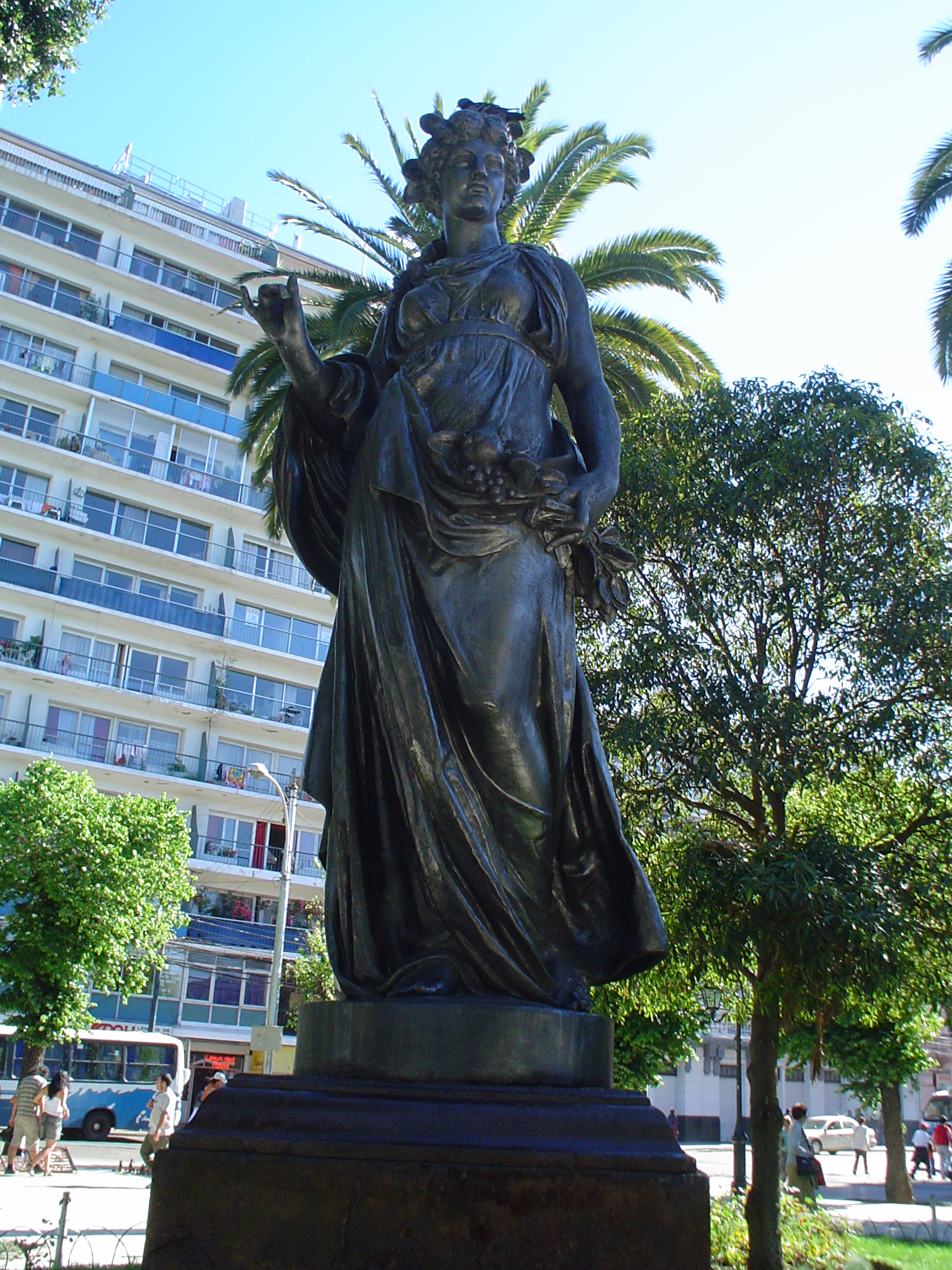
L'Automne
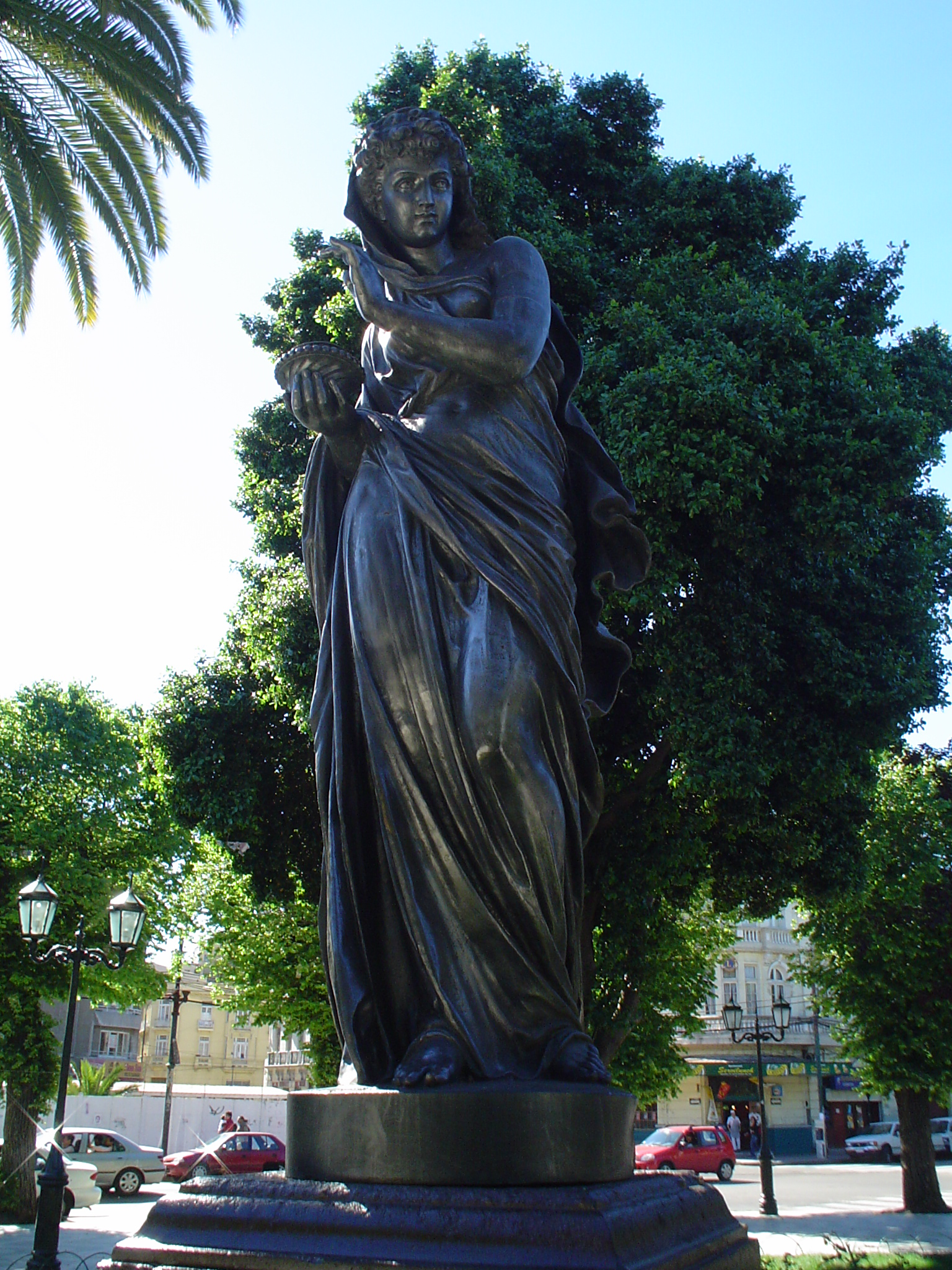
L'Hiver

#### Uruguay
- Fontaine de Vénus[70] et deux Enfants à l'urne[71], fontes du Val d'Osne, avenida 25 de Mayo, Piriápolis.

#### Canada
- Fontaine  Lord Strathcona, de 1909, se trouve dans le  parc Strathcona, à Ottawa[72].

### Statue

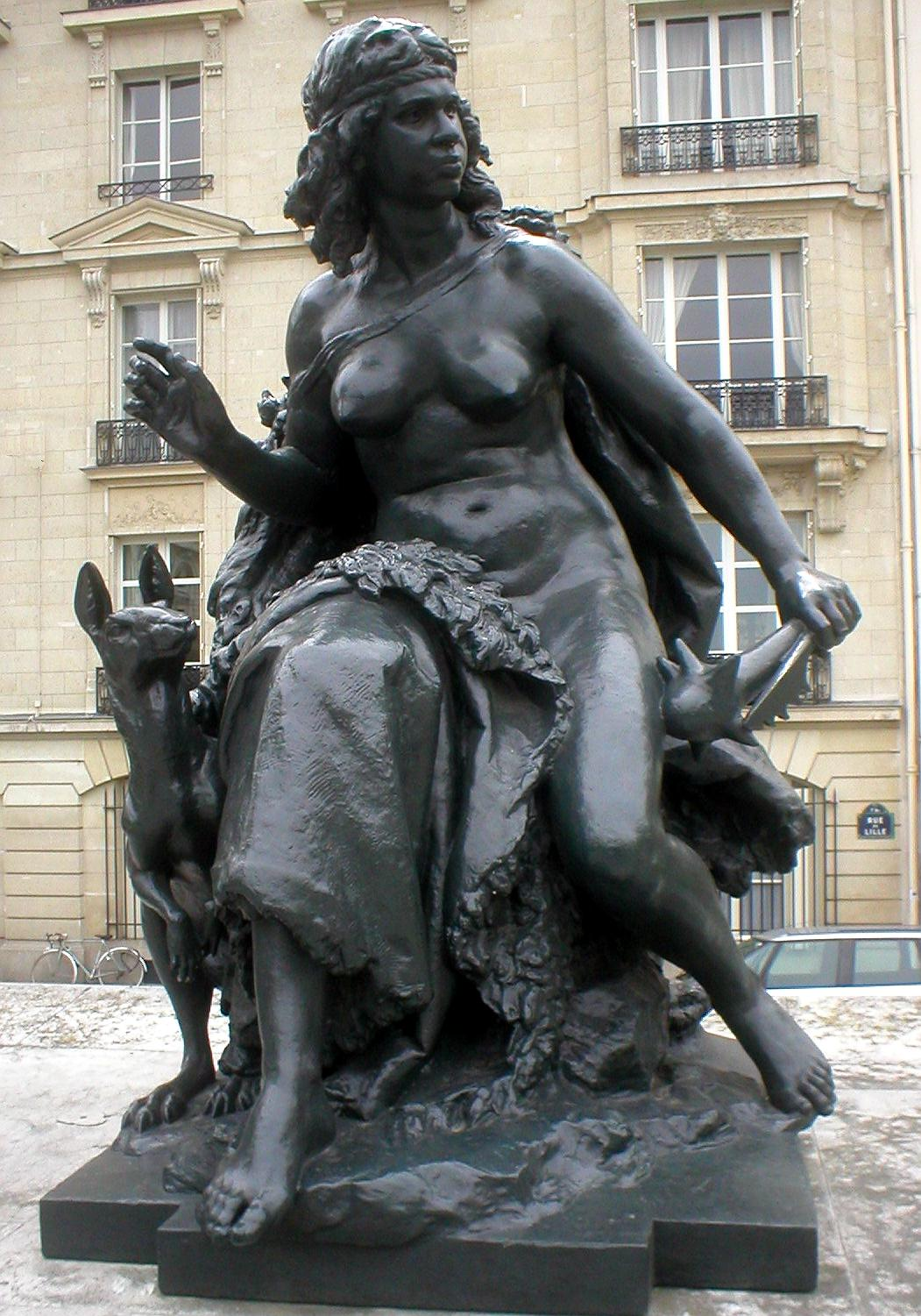
L'Océanie, Paris, musée d'Orsay.

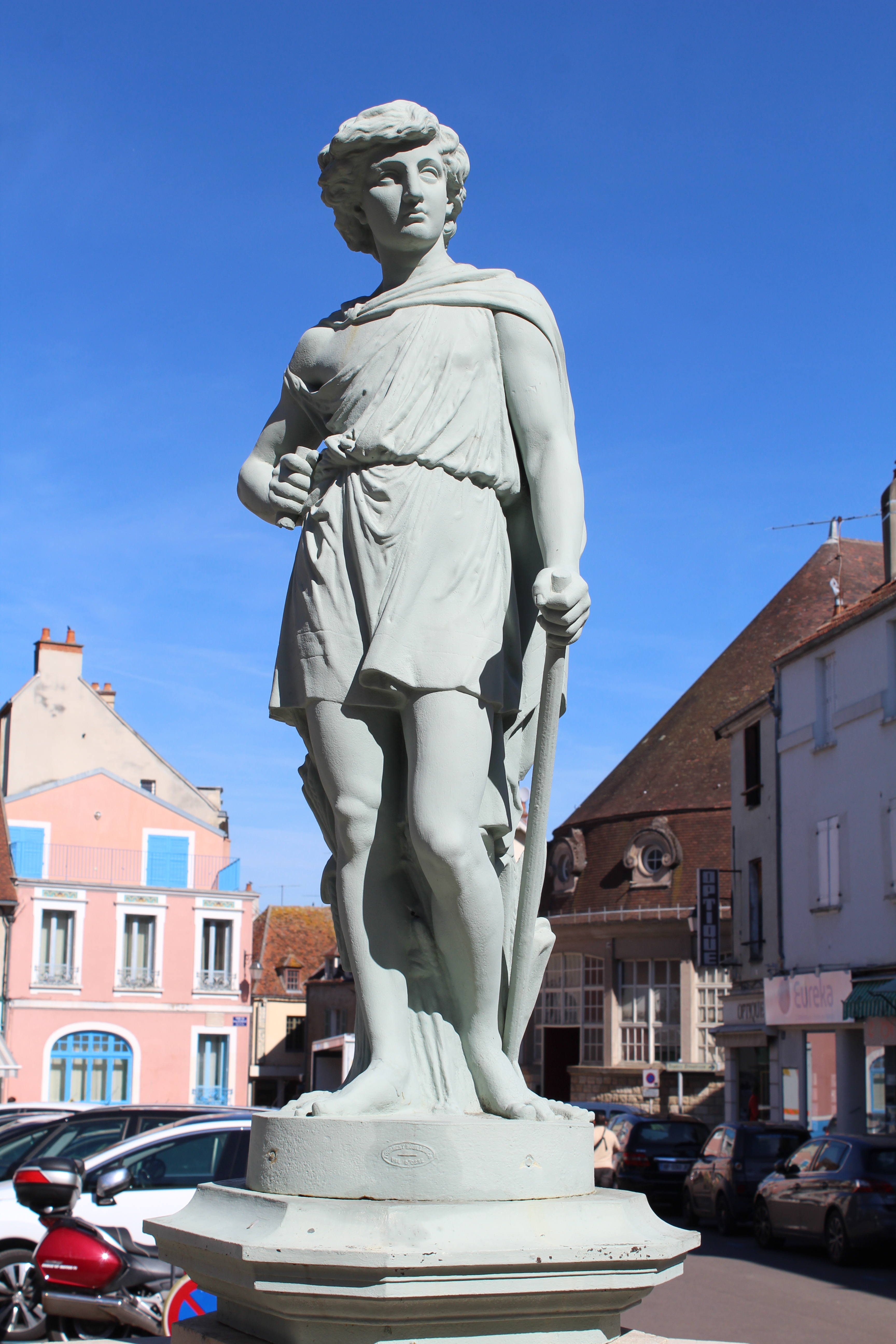
Cérès, détail de la fontaine Laboureau, Avallon, place du Général de Gaulle.

#### France
- Fileuse, statue en marbre exposée au Salon de 1861, anciennement à Paris au musée du Luxembourg. Un exemplaire, datée de 1894 est conservée au Sénat[73] et un autre au musée des beaux-arts d'Angers. Une réplique en bronze a été présentée à l'Exposition universelle de 1867 à Paris[74].
- Chercheuse de moules, terre cuite patinée, Gray (Haute-Saône), musée Baron-Martin.
- Studiosa, modèle en plâtre exposé au Salon de 1865 (h. 1,42 m) ; le marbre commandé par l’État est conservé au musée des beaux-arts de Marseille[75].
- Statues de Saint Jérôme[76] et de Grégoire le Grand[77], église de la Sainte-Trinité de Paris.
- Cologne, 1864, h. 5,50 m, Paris, gare du Nord[78]. Les entablements de la façade sont surmontés de huit statues en pierre de grandes villes européennes dont Cologne de Moreau.
- Cariatides, Paris, Opéra Garnier[79]. Le pavillon de la façade arrière comporte des portes monumentales, donnant accès au vestibule des voitures, qui sont encadrées de cariatides d'Élias Robert au sud, et de Mathurin Moreau au nord. Elles brandissent d’une main une palme de bronze tendue vers l’aigle impérial et maintiennent de l’autre une couronne de laurier.
- Abondance (La Moisson et La Vendange), 1878, bas-reliefs sur la façade du pavillon de Marsan donnant sur le Carrousel au palais du Louvre à Paris[80].
- Statue de Zénobe Gramme (debout), bronze, Paris, cour du musée des arts et métiers. Mathurin Moreau est également l’auteur de la statue du monument funéraire de Zénobe Gramme (assis) au cimetière du Père-Lachaise à Paris[81].
- Daphnis et Chloé, groupe en marbre (h. 0,85 m), legs d'Alfred Chauchard en 1909, musée d'Orsay, Paris[82].
- Le Repos, le Sommeil, groupe en plâtre exposé au Salon de 1868, musée des beaux-arts de Dijon.
- La Fée aux fleurs, plâtre au Salon de 1853, puis bronze au Salon de 1853, musée des beaux-arts de Dijon[83].
- L’Océanie, « sauvage farouche aux fortes mamelles, armée d'un casse-tête, vêtue de peaux de bêtes et escortée d'un kangourou », lit-on dans le Guide du visiteur de l'Exposition universelle de 1878[84] où elle est présentée, cette statue fait partie d’un groupe d’allégories des Six Continents qui ornait initialement le décor de la cascade du palais du Trocadéro. Fondue par Antoine Durenne, elle est exposée depuis 1986 sur le parvis du musée d'Orsay à Paris[85]. Roger Boulay restitue : « Mathurin Moreau avait fait la connaissance, dans l'atelier d'Antoine Durenne, d'un sculpteur familier de la Nouvelle-Calédonie. Il s'agit de Charles-Romain Capellaro (1826-1899) qui fut déporté à l'Île des Pins à la suite de sa participation à la Commune de Paris. Un don de quelques massues kanak fait au musée des Colonies par ses descendants témoigne de son passage : elles ont pu inspirer Moreau pour le casse-tête indubitablement kanak que brandit L'Océanie »[86].
- Aristophane, statue en bronze, bureau du maire, mairie du 10e arrondissement de Paris.
- Statue des Exilés, modèle plâtre, Salon de 1889, médaille d'or à l'Exposition universelle de 1889, no 3765, acquis par l'État. En dépôt au musée du Havre, détruit en 1944 pendant la Seconde Guerre mondiale. Une édition réduite bronze (don de l'auteur, 1908) est conservée au musée des beaux-arts de Dijon. La statue en marbre qui figurait dans les jardins du Carrousel à Paris a été déposée en 1964 et installée dans le parc au Chambon-Feugerolles en 1965, puis réaffectée au musée d'Orsay en 1986[87].

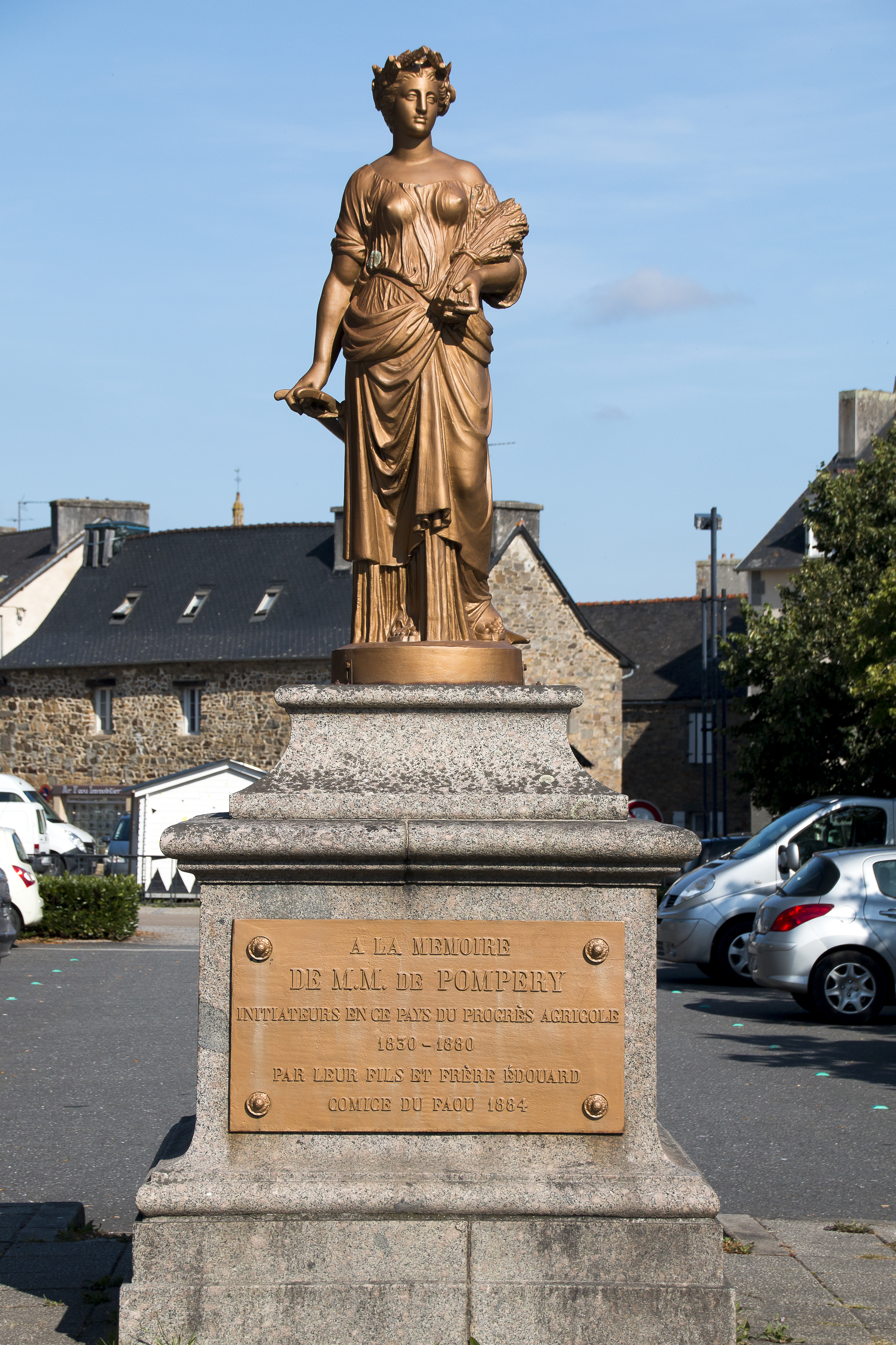
Monument à de Pompéry (1884), statue de L'Agriculture, Le Faou.

- Petit Amour versant de l'eau dit « l'enfant à l'urne », jardin de l'hôtel Groslot d'Orléans.
- Statue de saint Vernier, patron des vignerons de la haute vallée de la Loue, à Ornans, statue en fonte de fer sur une fontaine lavoir, dite fontaine du Seult. Le modèle de cette statue a été sculpté par Mathurin Moreau sous le titre Automne en 1866, et fondue par les Fonderies du Val d'Osne en 1880.
- L'Été, statue en fonte, Mer (Loir-et-Cher)[88].
- L’Agriculture, statue en fonte dorée (h. 1,87 m) sur la place aux foires du Faou. Figure du Monument à la mémoire de MM. de Pompéry, « initiateurs du progrès agricole en ce pays », inauguré lors de la fête du comice agricole en 1884  par Édouard de Pompéry pour Louis-Charles, son père, et Théophile et Henry, ses frères.
- Cérès ou L'Été, fontaine Laboureau, place du Général de Gaulle, Avallon[89].
- Marguerite d’Anjou et son fils, 1902, groupe en bronze, Angers, place de la Visitation. Envoyé à la fonte en 1942 sous le régime de Vichy.

#### France et Uruguay
- Vierge de Rome et Vierge de Lourdes, fontes du Val d'Osne[8], Annecy (église Notre-Dame-de-Liesse)[90], Ax-les-Thermes (localisée au rocher de la Vierge, elle y est dite Vierge des pécheurs)[91], Castelnau-Montratier, Gaillac (église Saint-Michel)[92], Mugron (Immaculée Conception, dite aussi Vierge de l'Angèle ou du Stoupignan)[93], Saint-Amans-Soult[94], Saint-Lunaire, Verteuil-d'Agenais[95], Viviers-lès-Montagnes[96], Piriápolis[97].

les Vierges de Mathurin Moreau en France et en Uruguay
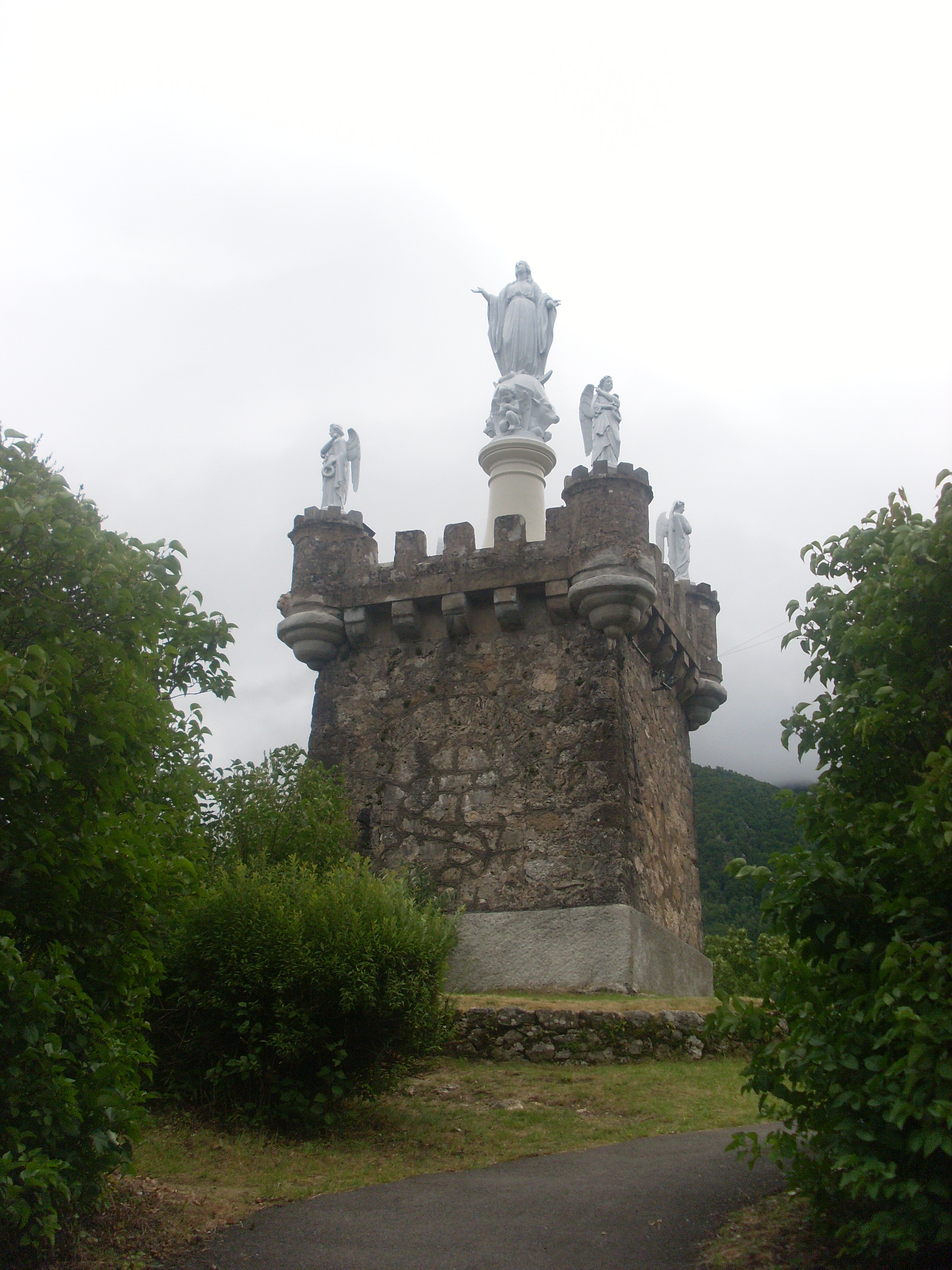
Ax-les-Thermes (France).
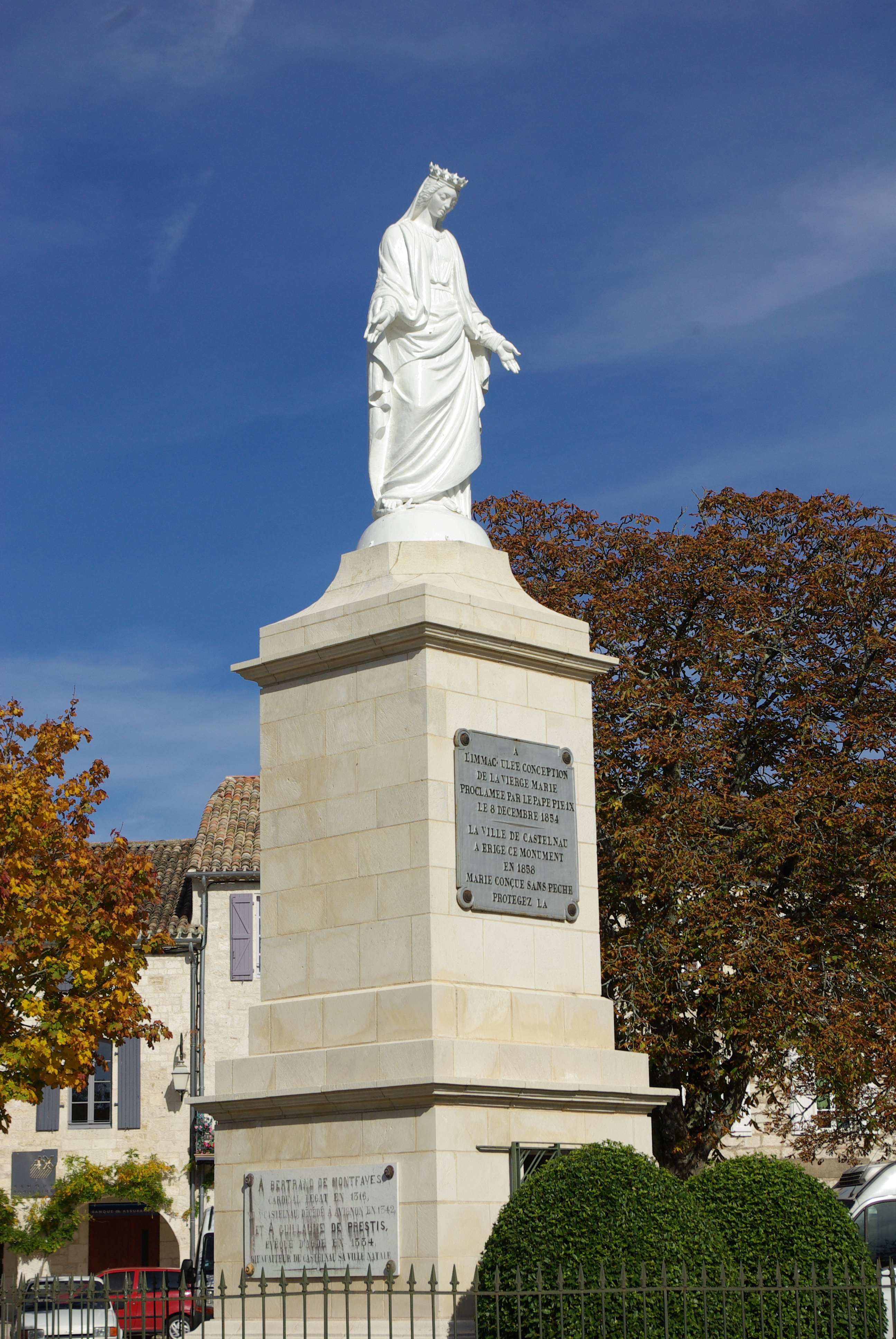
Castelnau-Montratier (France).
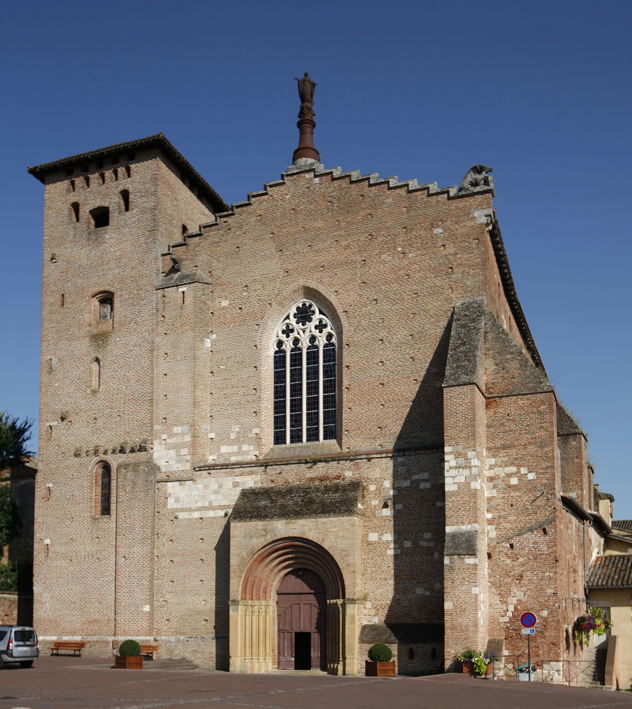
Gaillac (France).
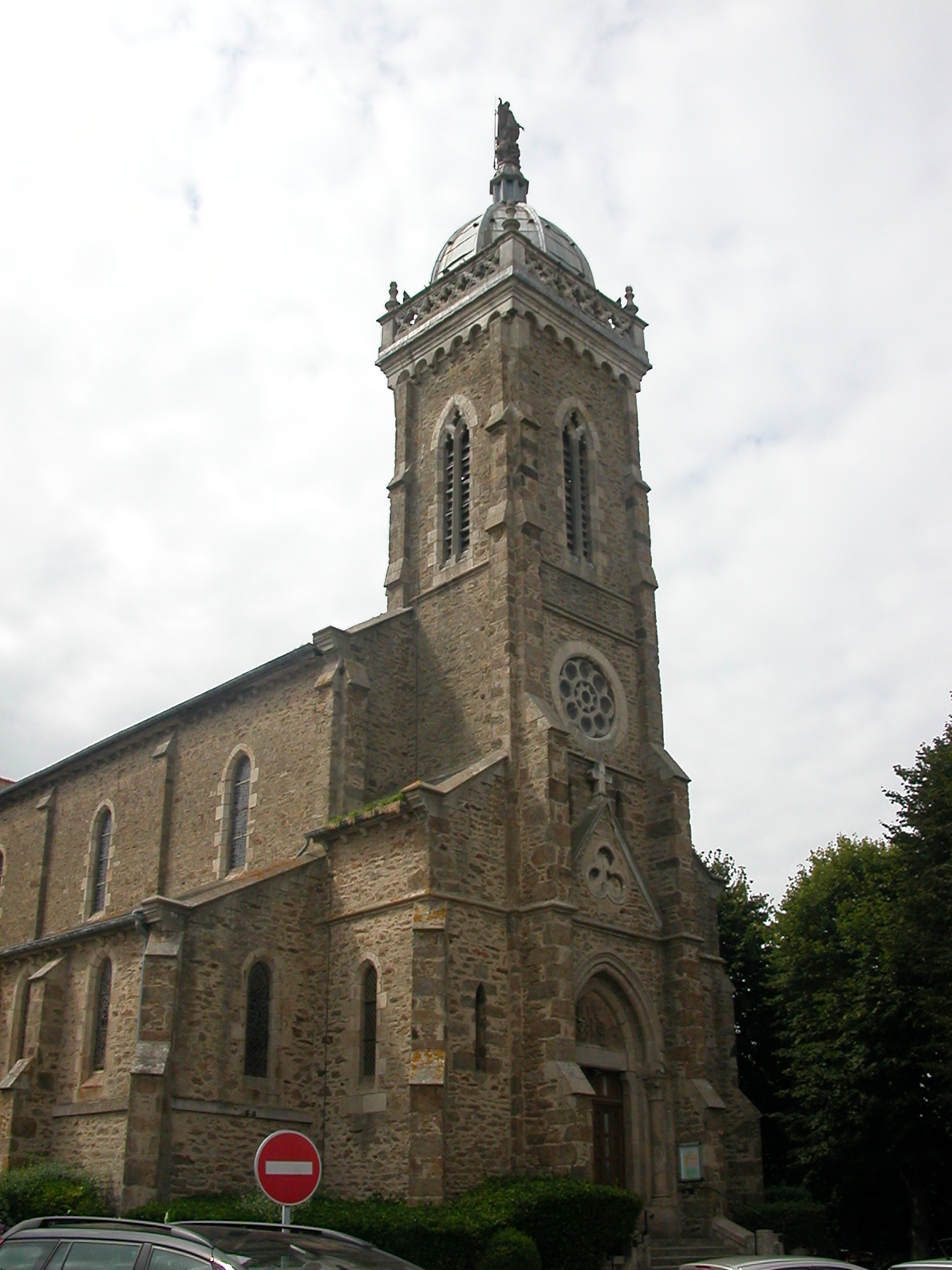
Saint-Lunaire (France).
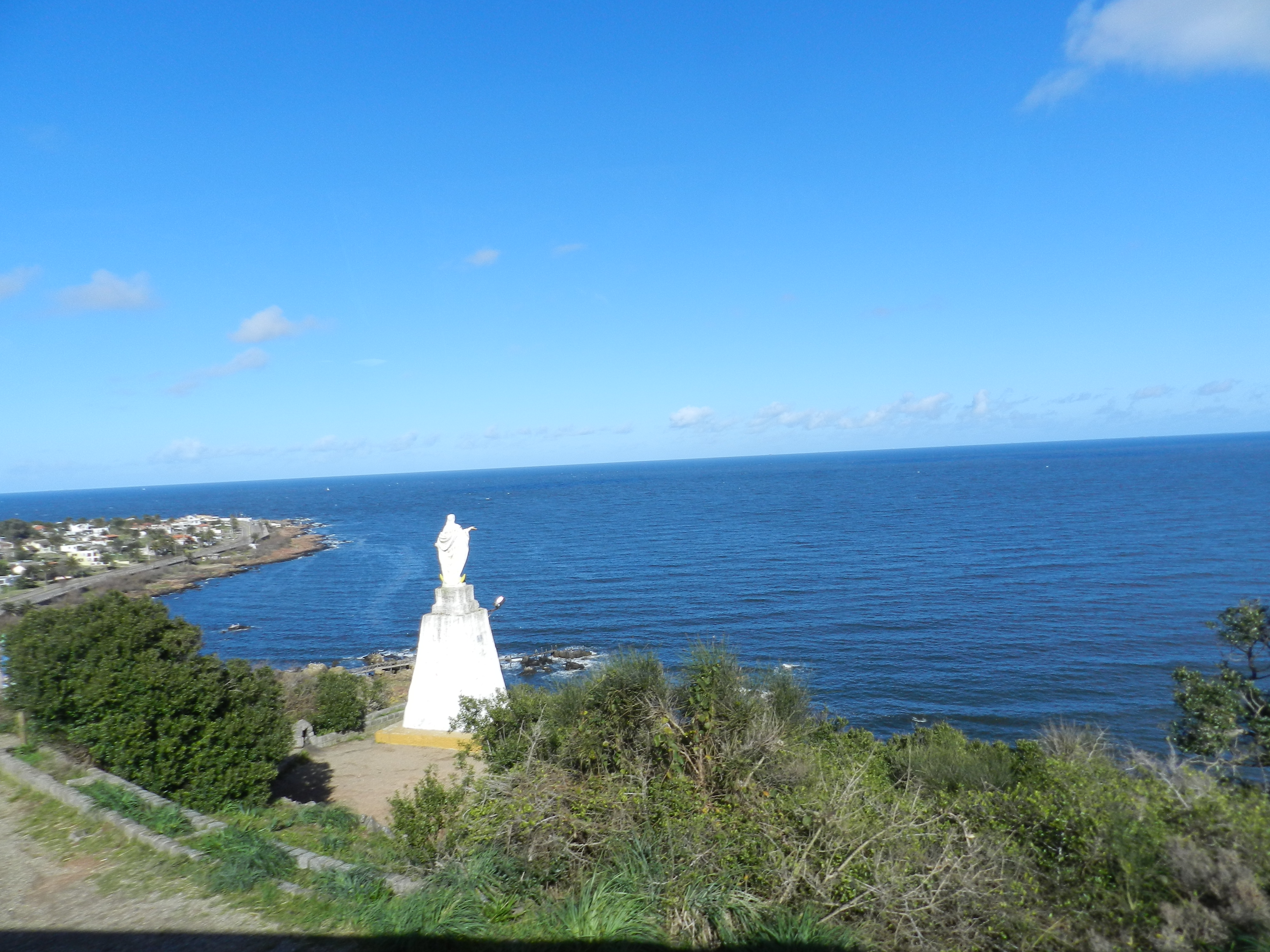
Piriápolis (Uruguay).

#### Algérie
- L’Égyptienne, Miliana (Algérie), jardin public[98].

#### Argentine
- Statues de Flore[99] et de Pomone[100], parque de la Independencia (es), Rosario.
- Torchère, musée d'art (es) de Tigre (Buenos Aires)[101].

#### Brésil
- L'Afrique, L'Amérique, L'Asie, L'Europe, L'Océanie, Christophe Colomb[102], cinq statues allégoriques (fonte du Val d'Osne), jardin du musée de la République, Palácio do Catete, Rio de Janeiro[103].

Les statues allégoriques des cinq continents, la statue de Christophe Colomb, jardin du musée de la République à Rio de Janeiro
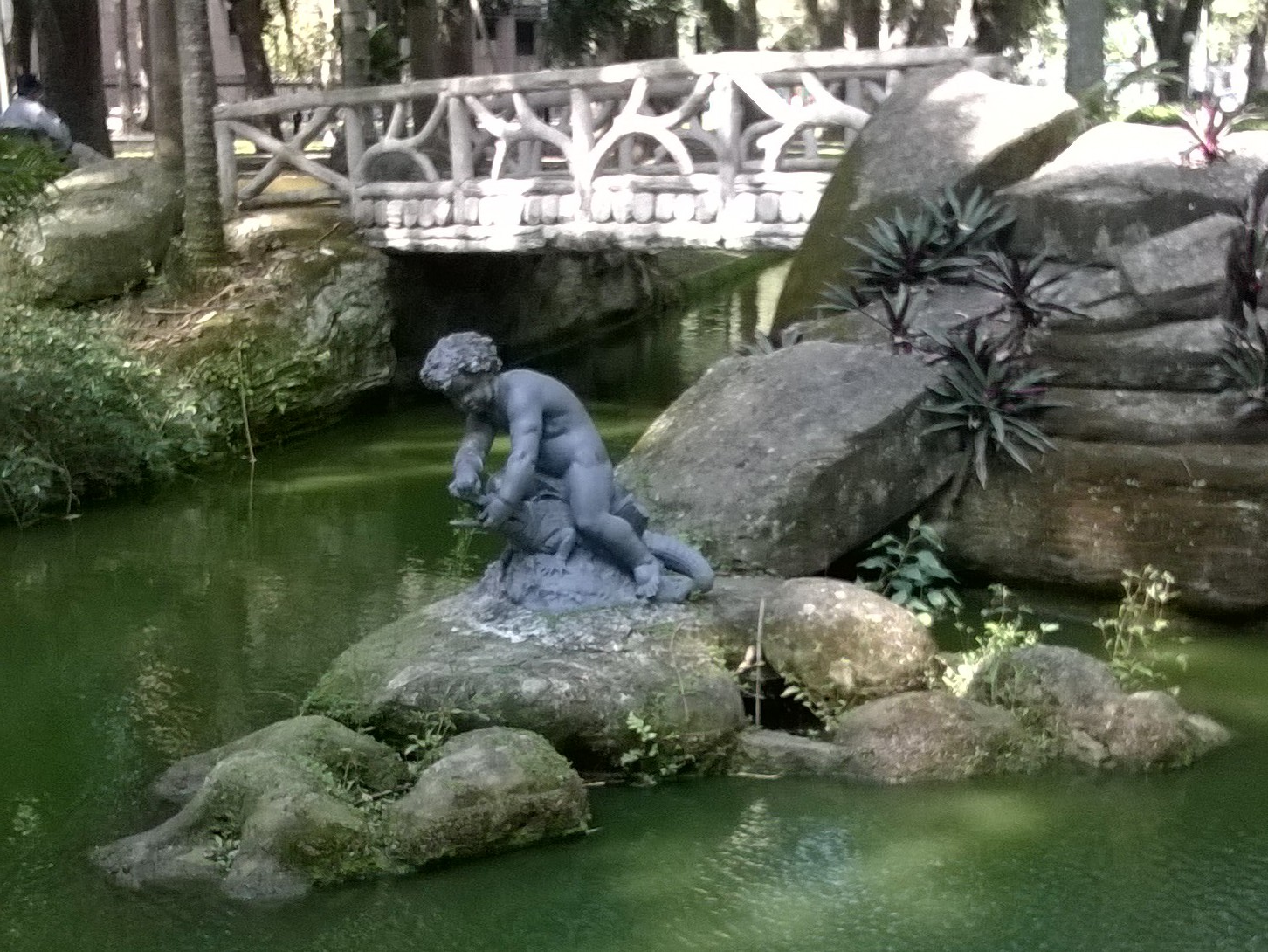
L'Afrique
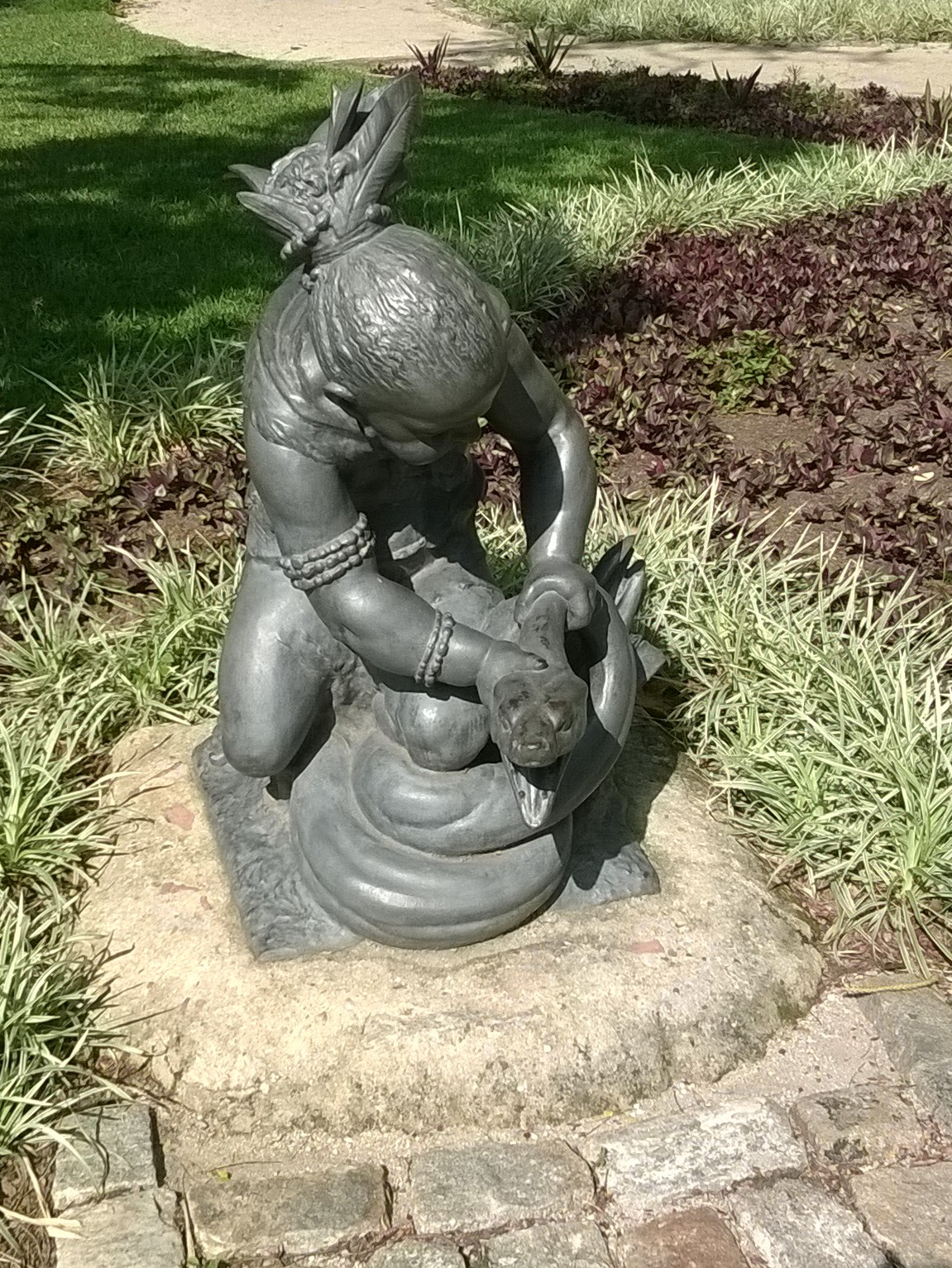
L'Amérique
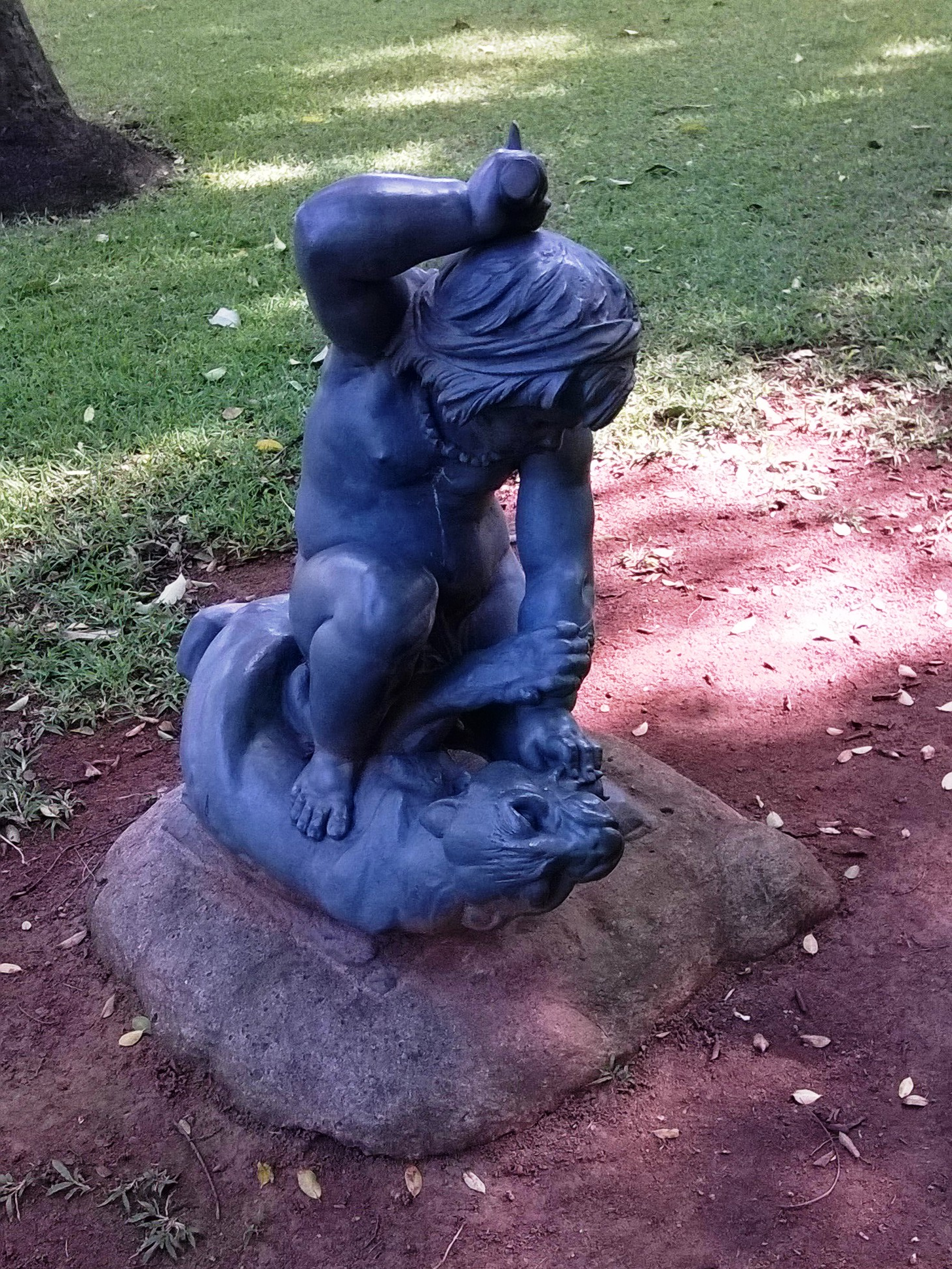
L'Asie
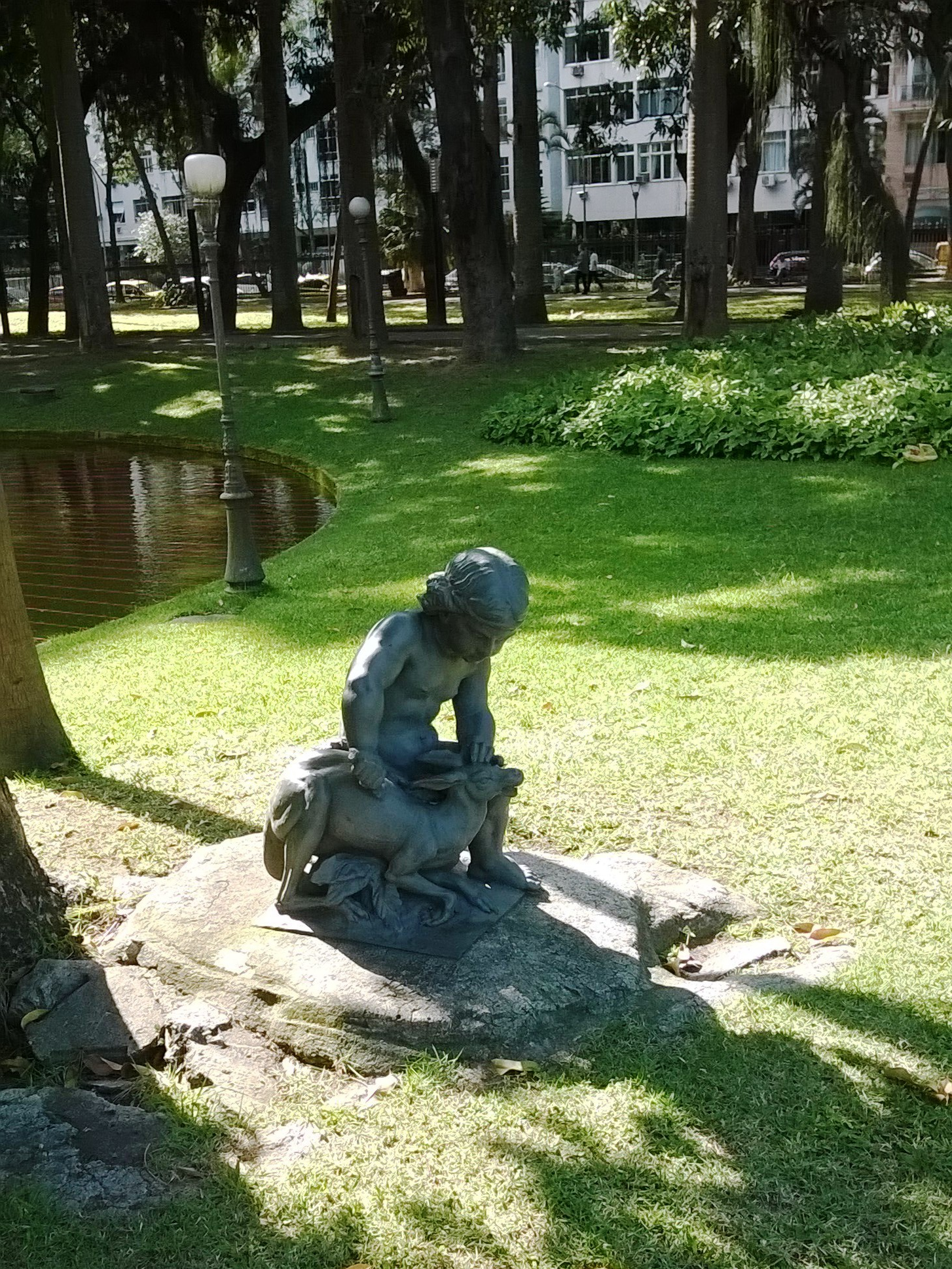
L'Europe
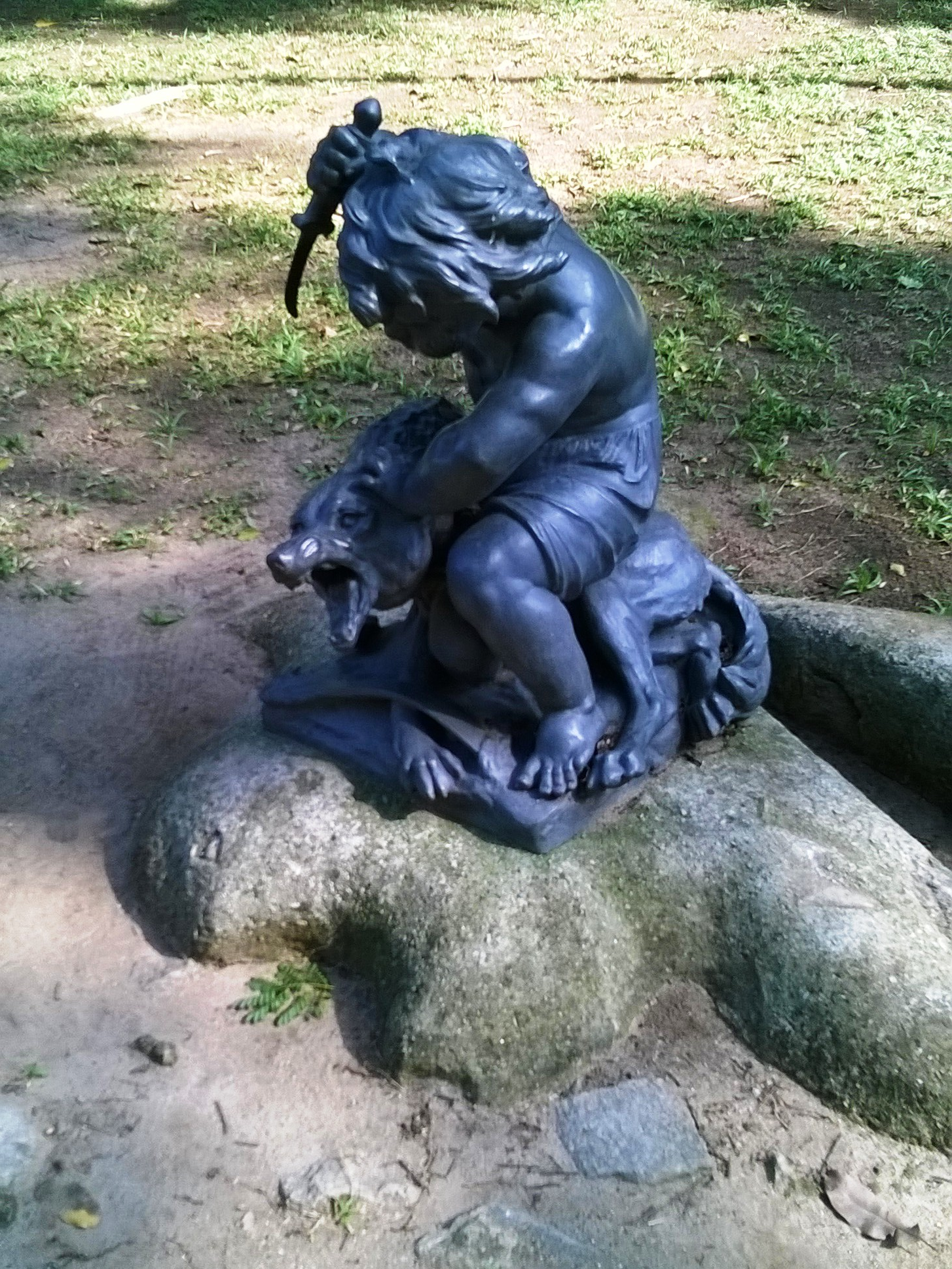
L'Océanie
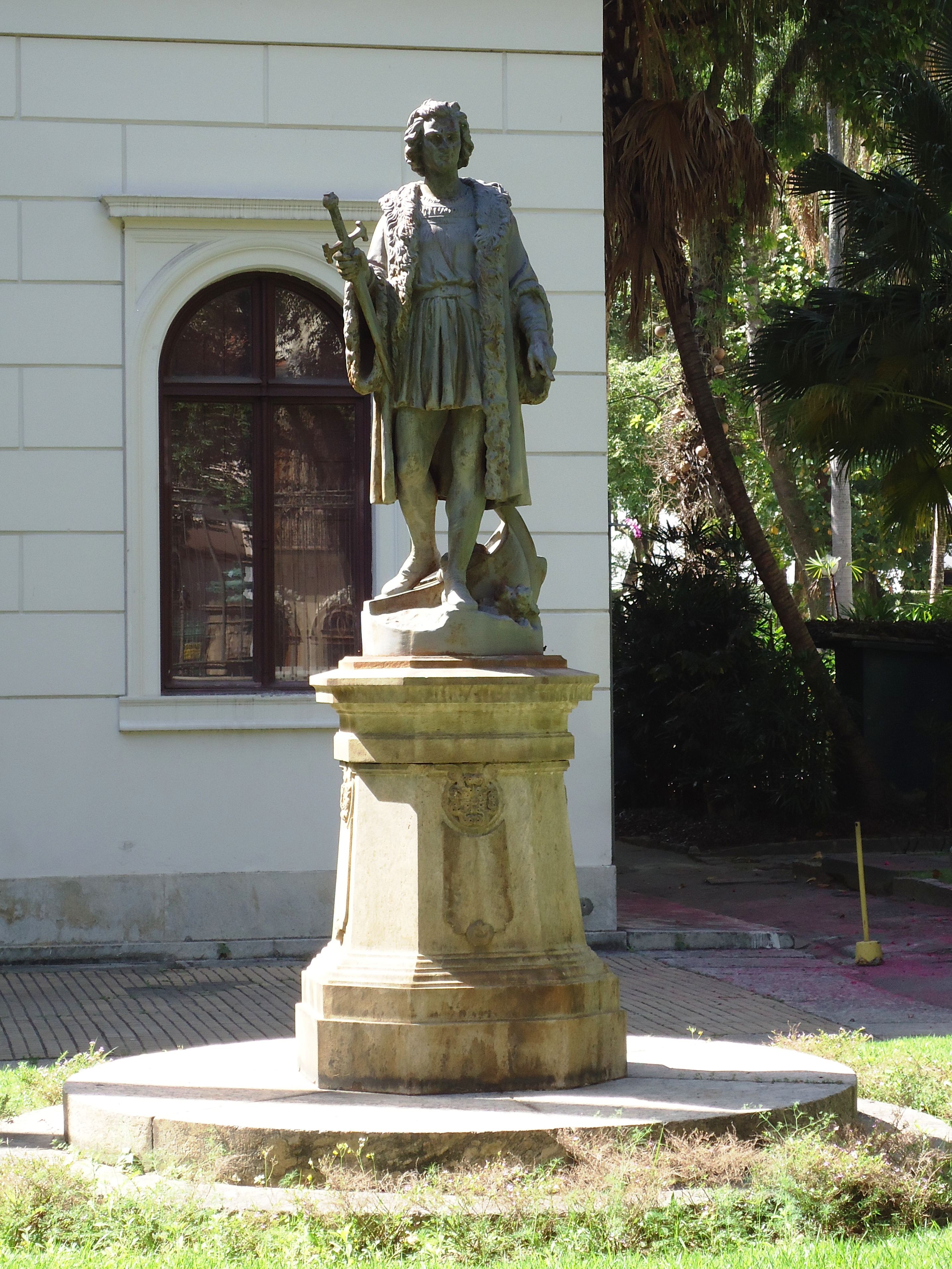
Christophe Colomb

- La Fidélité[104], La Liberté[105], La Justice[106], L'Union[107], quatre statues (fonte du Val d'Osne), place Tiradentes (pt), Rio de Janeiro.

Les quatre statues de la place Tiradentes à Rio de Janeiro
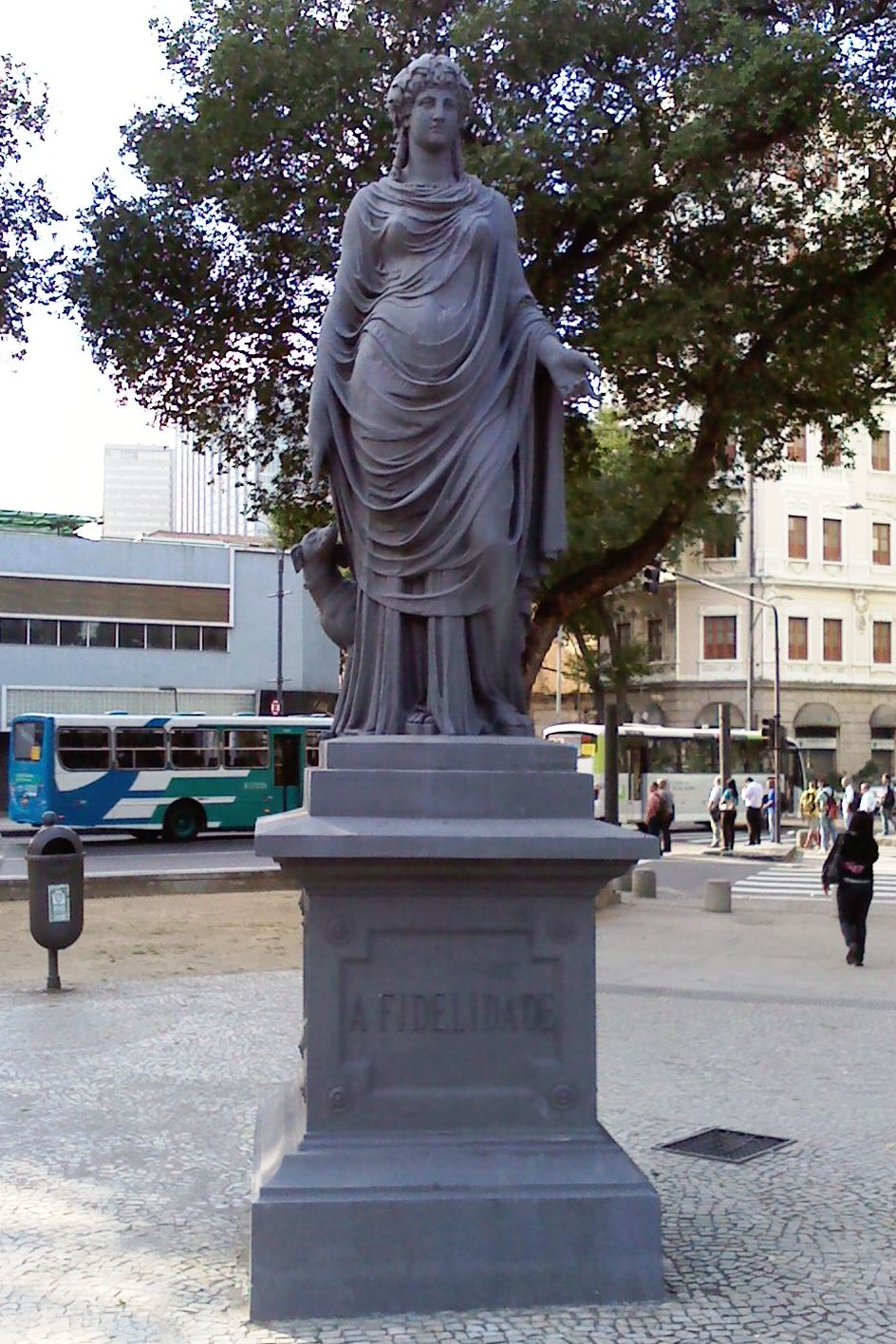
La Fidélité
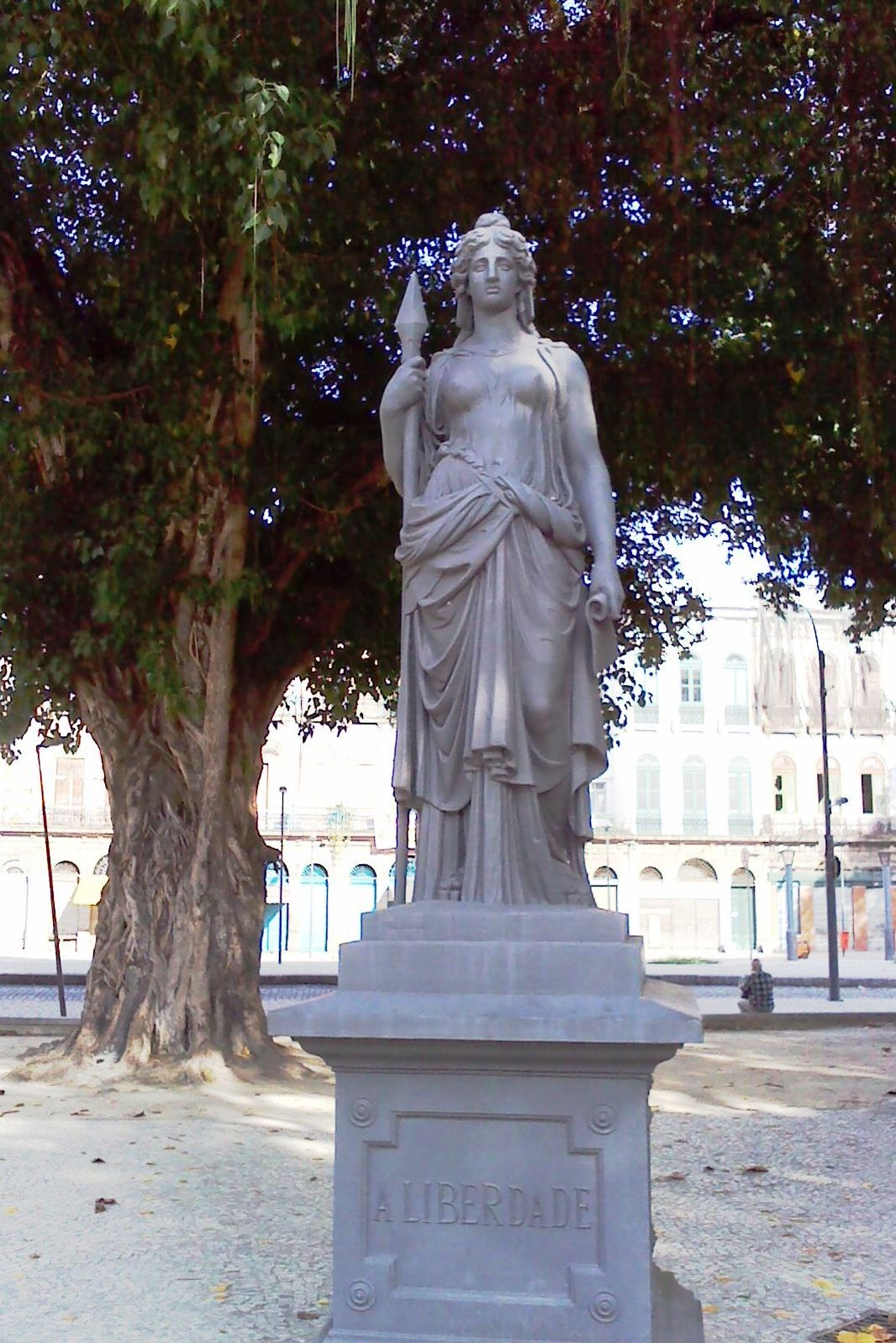
La Liberté
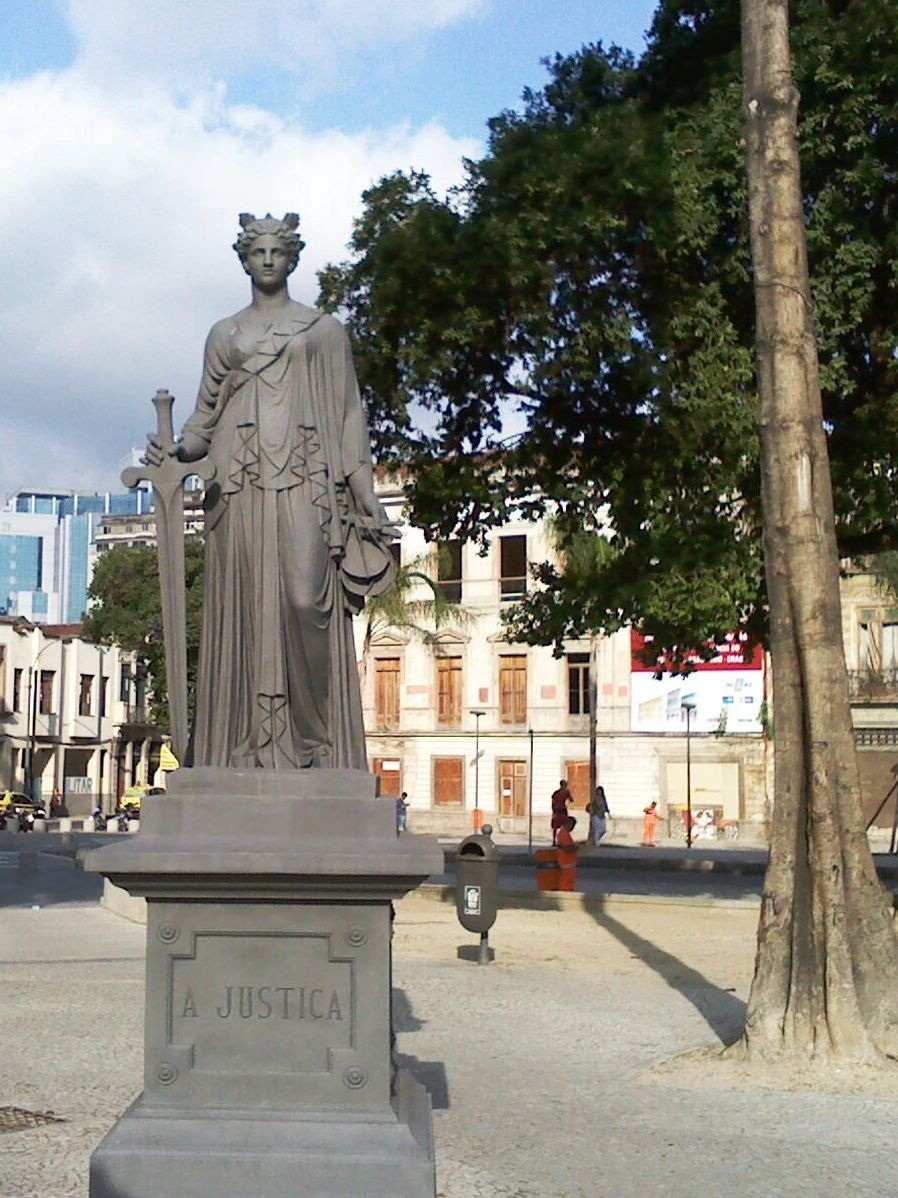
La Justice
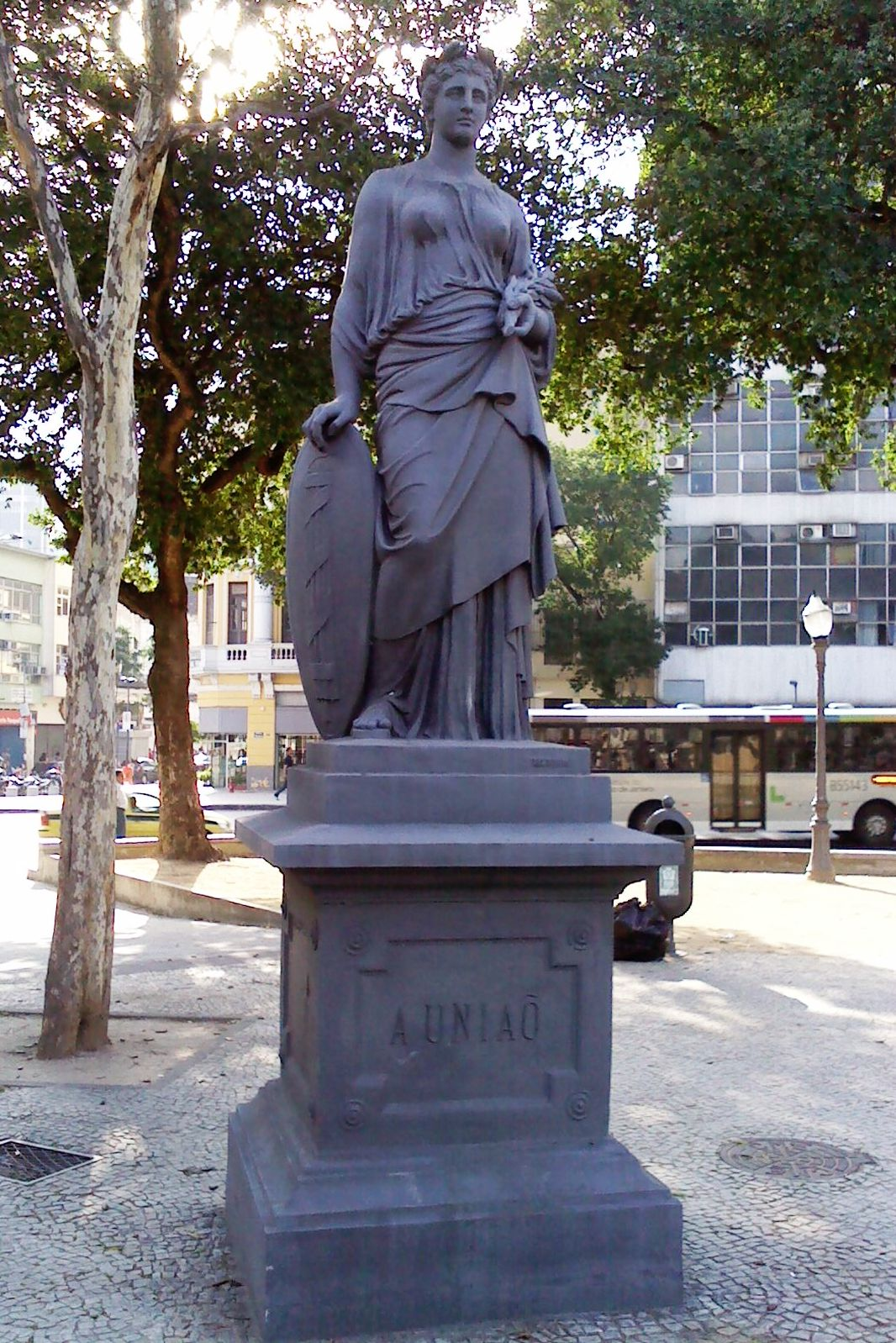
L'Union

#### Chili
- Christophe Colomb, Valparaiso[108].

#### Espagne
- Nymphe, bronze, Madrid, musée du Prado[109].

#### Inde
- trois torchères dont Égyptienne, palais de Mysore.
- Torchère Égyptienne[110], place de la gare, Pondichéry.

#### Paraguay
- Le Printemps[111], L'Été[112], L'Automne[113], L'Hiver[114], quatre statues (fonderies du Val d'Osne), Plaza de la Constitución, Asuncion.

#### Pays-Bas
- Le Printemps[115], L'Été[116], L'Automne[117], L'Hiver[118], quatre statues (fonderies du Val d'Osne), Hunnerpark (nl), Nimègue.

Les statues des quatre Saisons, Hunnerpark, Nimègue
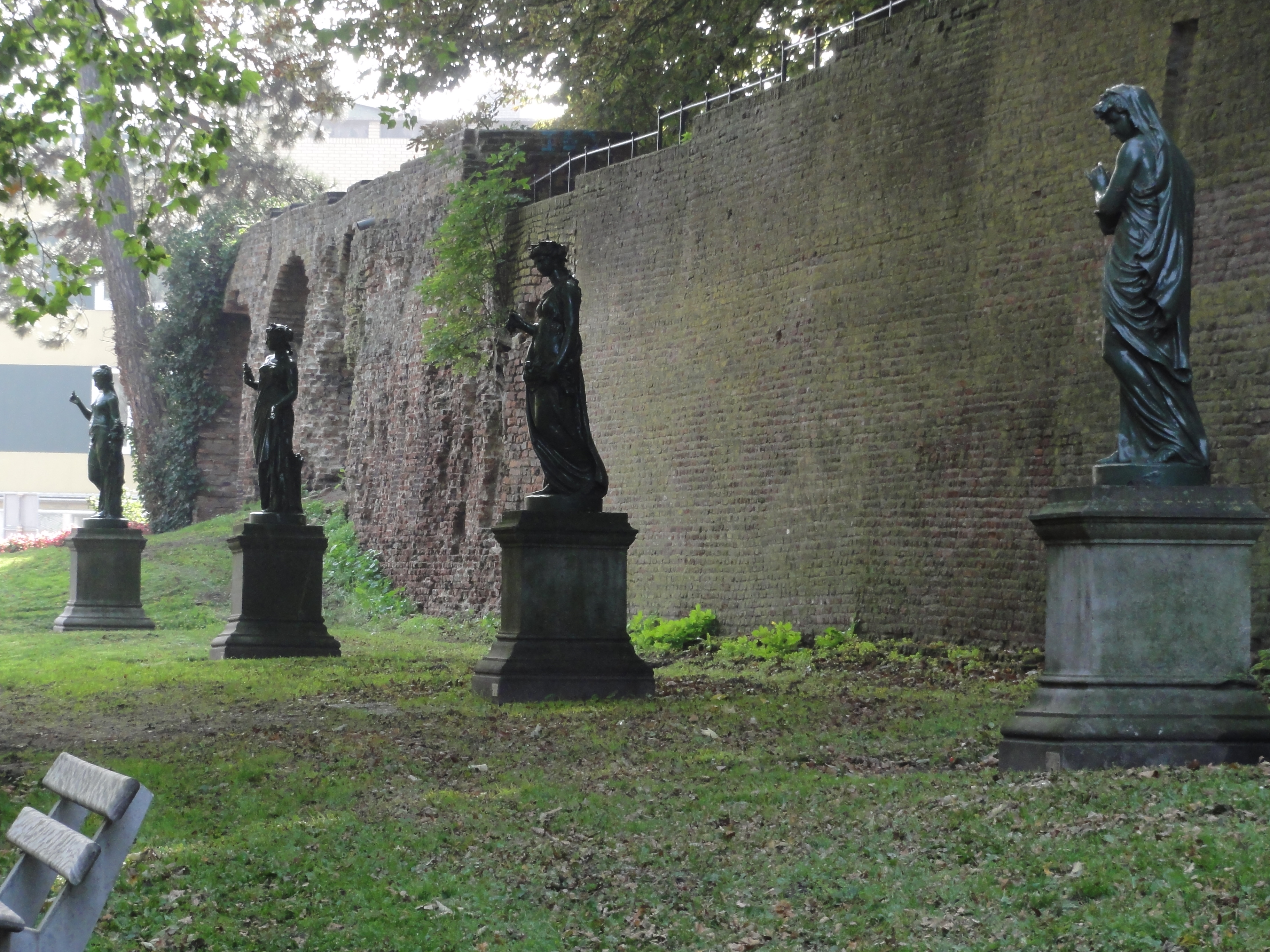
Vue d'ensemble.
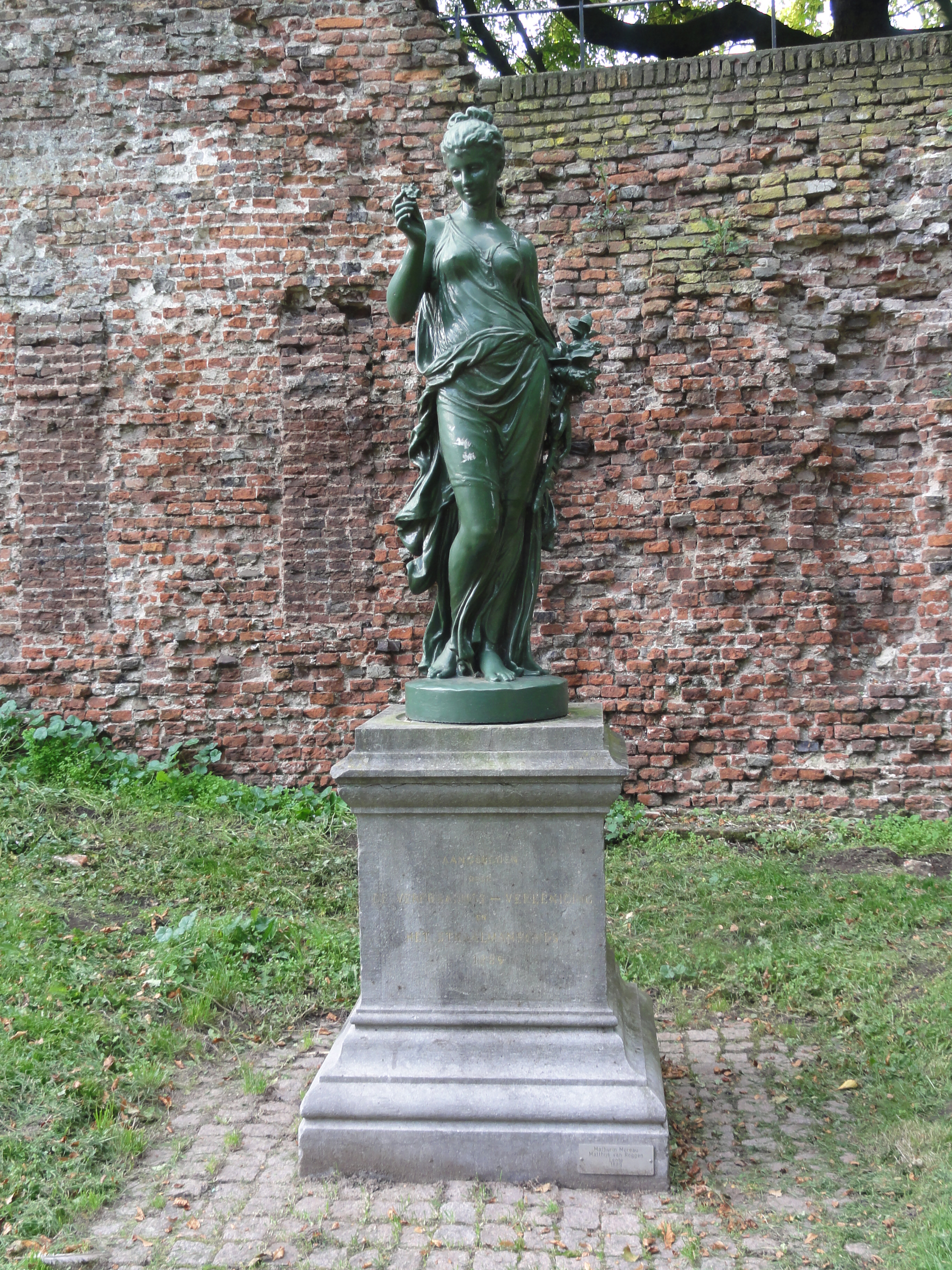
Le Printemps
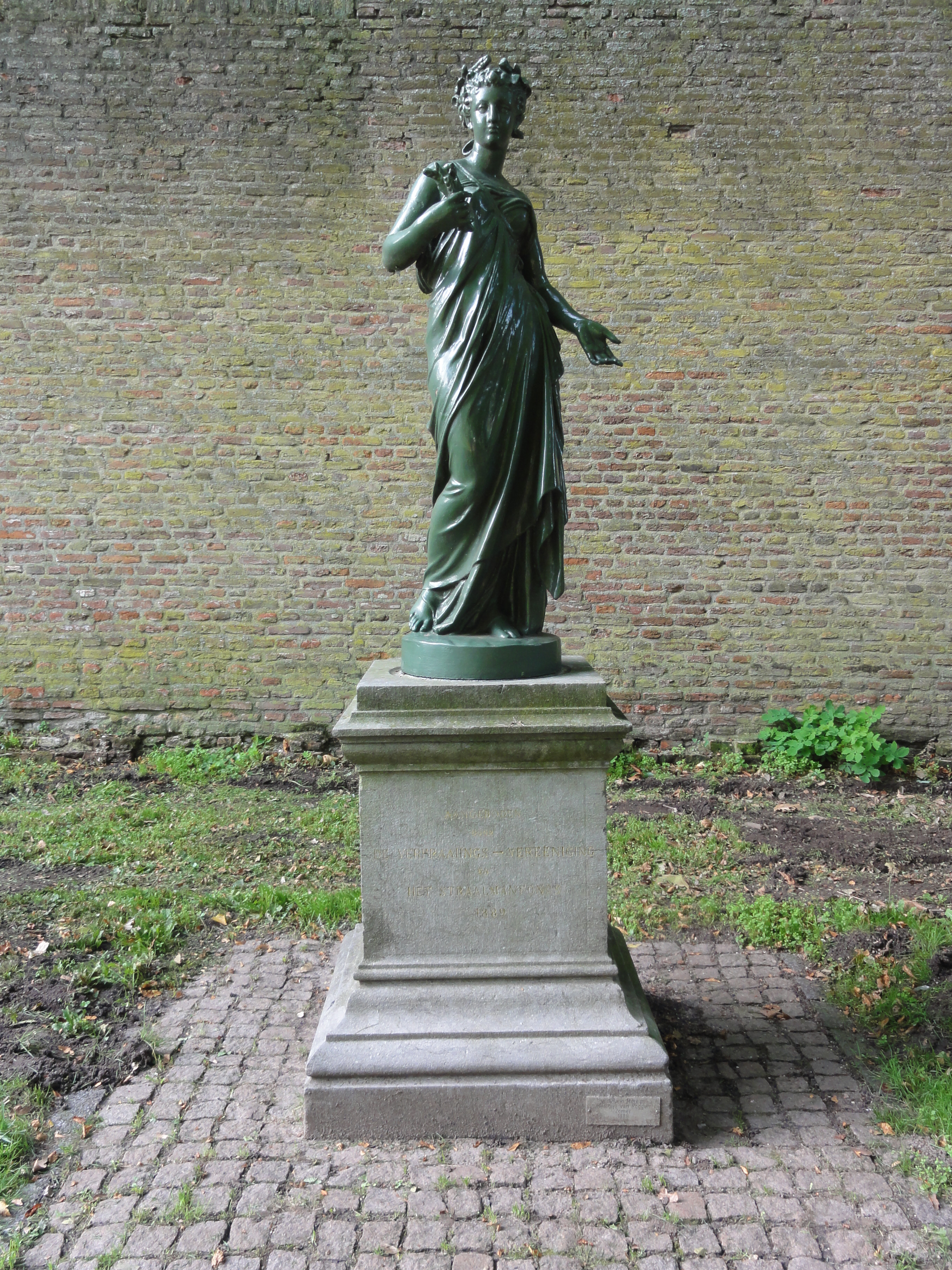
L'Été
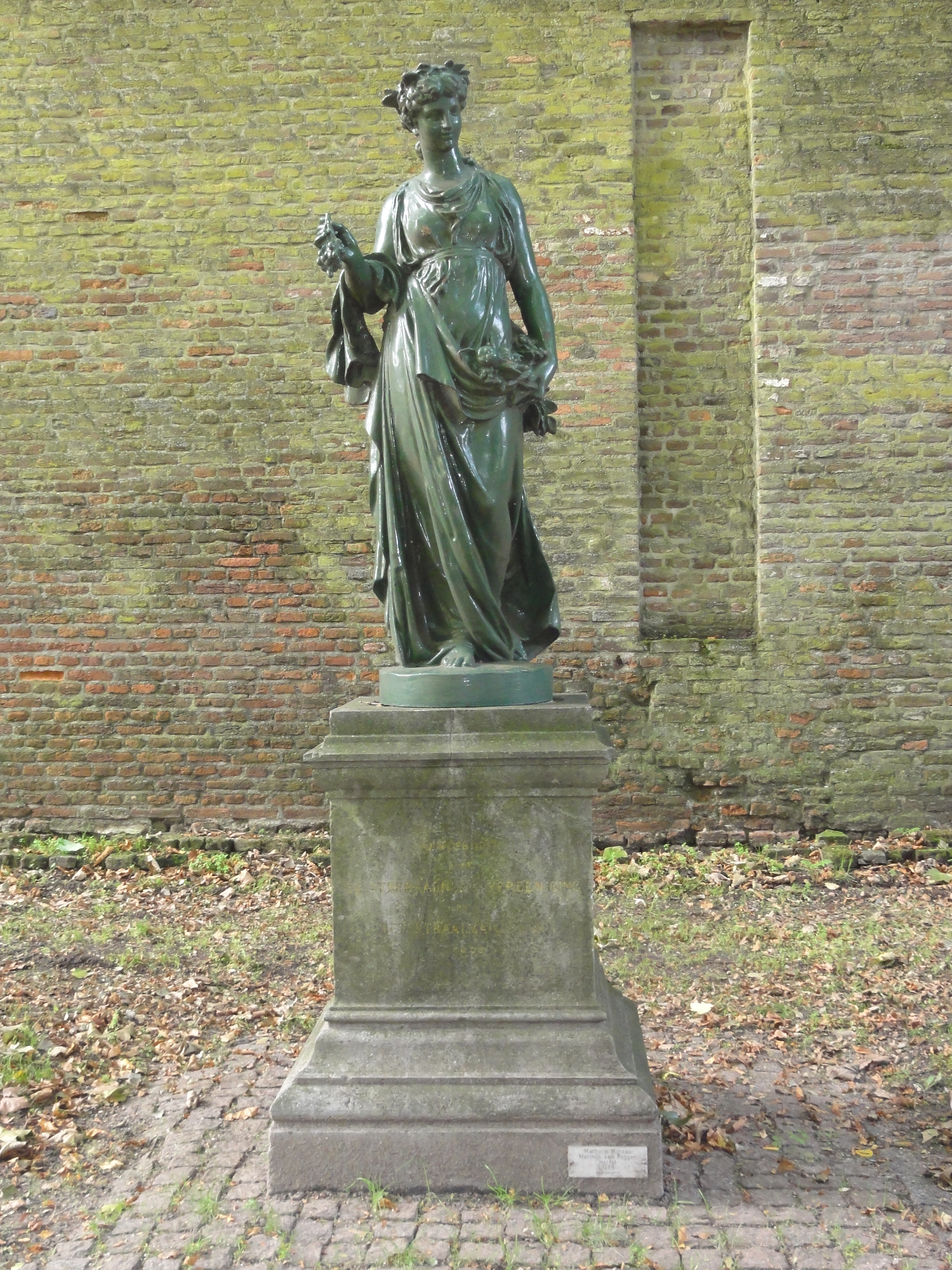
L'Automne
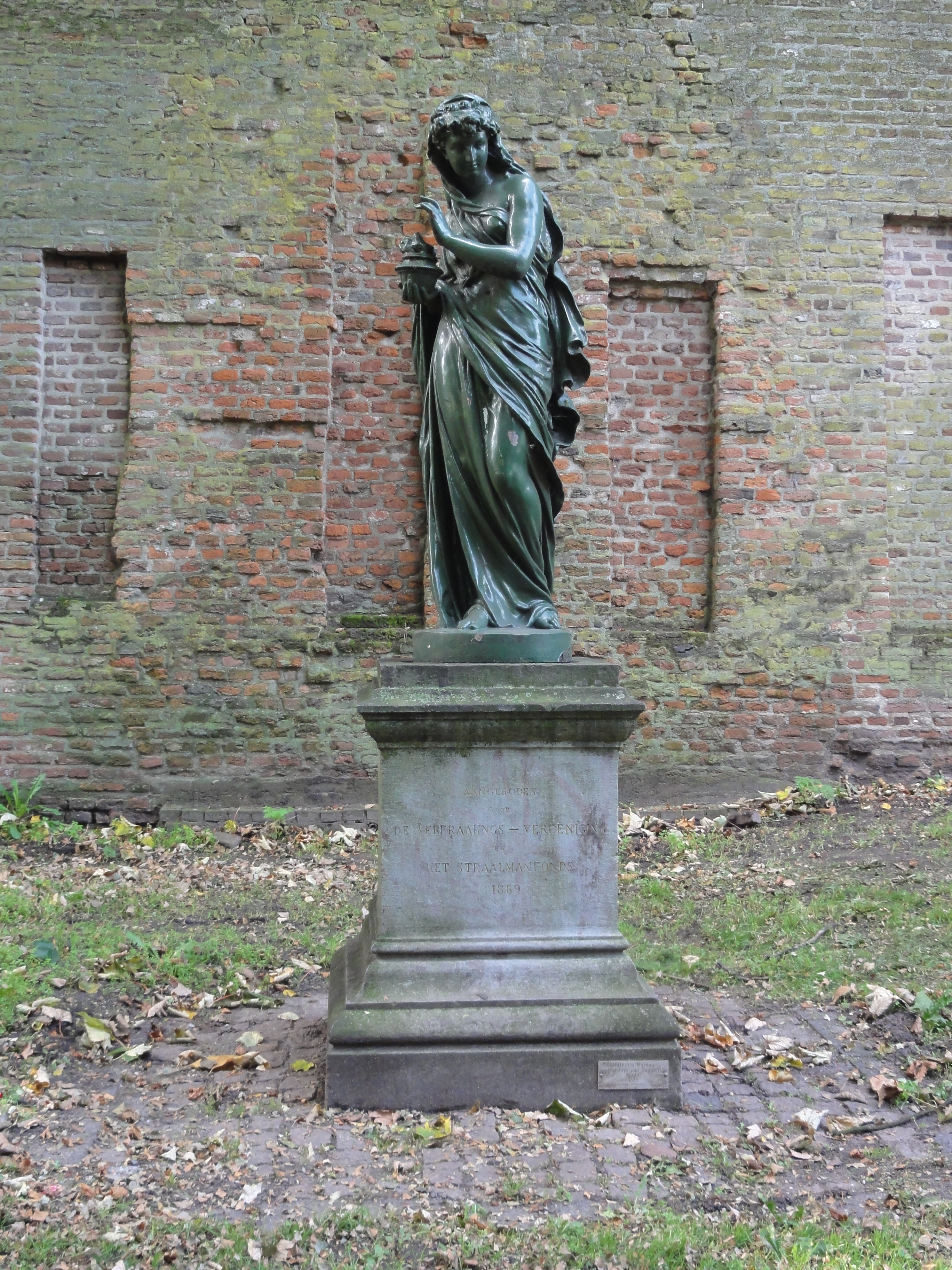
L'Hiver

#### Pologne
- Jeune femme avec son enfant, bronze, musée national de Cracovie.

### Buste
- Ismaël, candeur, 1875, buste en marbre de Carrare et bronze, Londres, collection privée[119].
- Ismaël, exposé au Salon durant l'Exposition universelle de 1900 où Mathurin Moreau est membre du jury (hors concours), buste en marbre blanc, Paris, collection privée[réf. nécessaire].
- Eugène Bidau (1839-1899), Paris, cimetière du Père-Lachaise, 42e division[120].
- Auguste-Beauté, dit Auguste-Acanthe, Boudouresque (1835-1905), chanteur d'opéra et peintre de marines, buste en bronze, Marseille, cimetière Saint-Pierre.
- Jules César, Salon de 1877, buste en bronze à patine brune, non localisé[réf. nécessaire].
- Casimir Delavigne, buste en terre cuite, Paris, théâtre de l'Odéon[121].
- Pierre-Toussaint Thévenot (1805-1868), officier de la Légion d'honneur, directeur de l'École normale d'instituteurs de Dijon (1829-1868), buste en bronze, 1870, École normale d'instituteurs de Dijon.
- Félix Tisserand, observatoire de Paris[122].

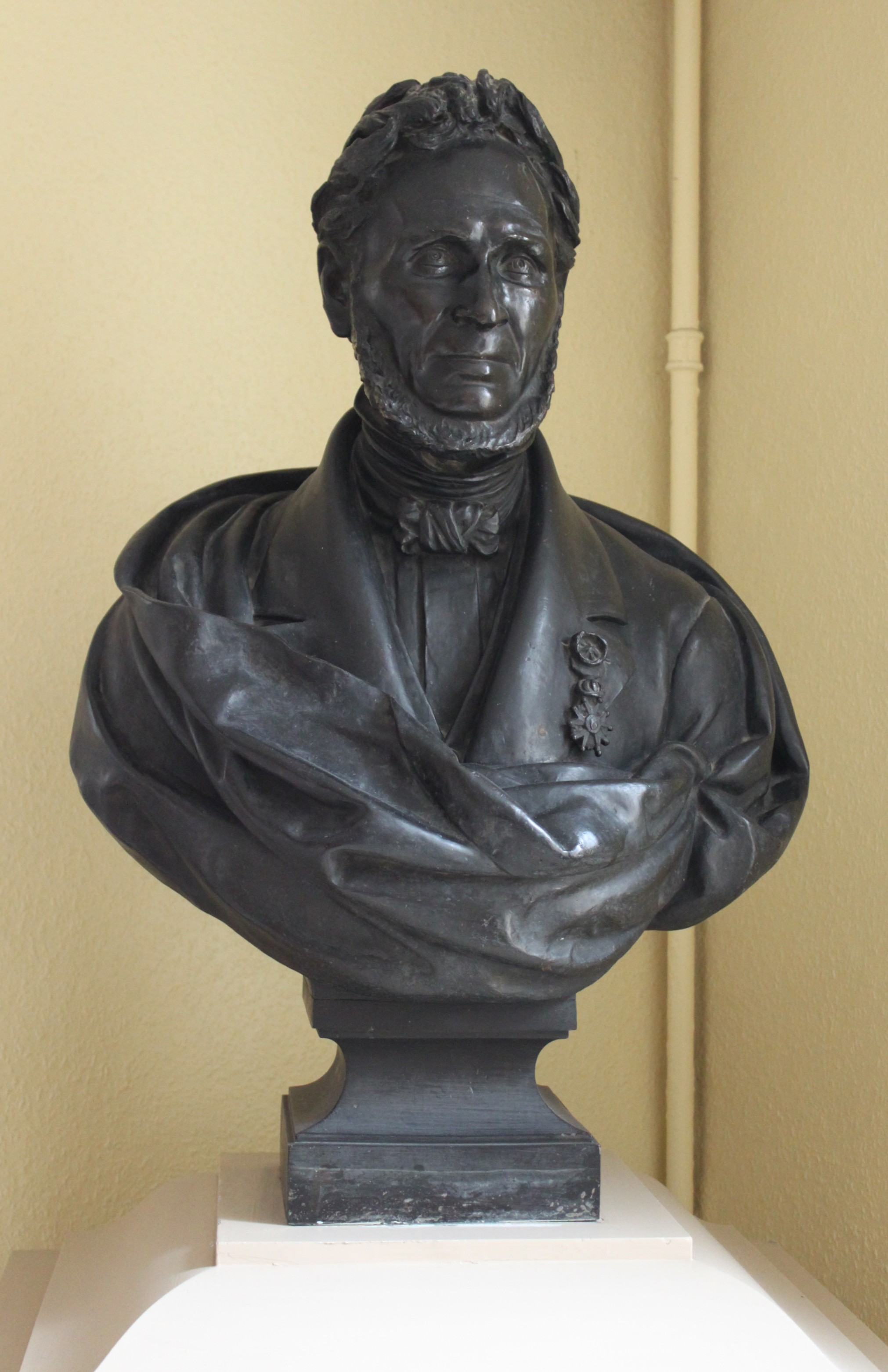
Pierre-Toussaint Thévenot, Dijon, École normale d'instituteurs.
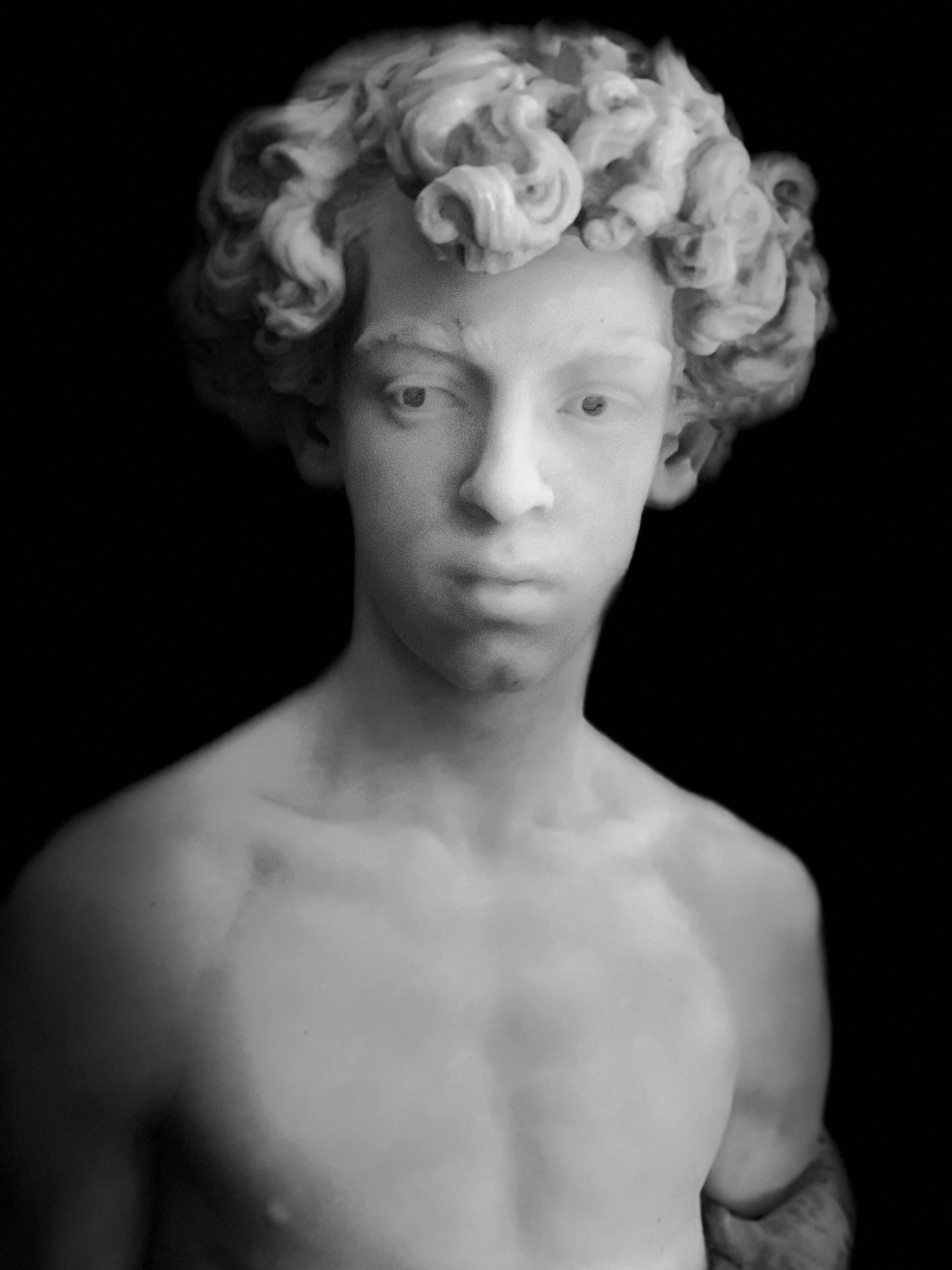
Attribué à Mathurin Moreau, Ismaël, buste en marbre blanc, localisation inconnue.

### Monument
- Monument à Jeanne d’Arc, groupe équestre en fonte, œuvre de Pierre le Nordez qui a modelé le cheval alors que l’héroïne est de Mathurin Moreau. Comme toutes les statues de ces deux sculpteurs, elle a été fondue par la fonderie du Val d'Osne (Haute-Marne). Ce modèle figure à Montebourg, elle a été donnée par Mgr Albert Le Nordez, évêque de Dijon, à sa ville natale et inaugurée en octobre 1899. Une autre statue équestre de Jeanne d’Arc, par les mêmes artistes, se trouve à Alise-Sainte-Reine près de l’embranchement de la route d’accès au mont Auxois, elle est datée de 1901[123]. Il en existe également à proximité du sommet du Ballon d’Alsace, inaugurée en septembre 1909, à Rognonas dans les Bouches-du-Rhône, au centre culturel Ahcene Chedli de Skikda (Algérie). Le Monument aux morts de Gandrange[124] est orné de la même statue. De fait, il en existe des dizaines d'exemplaires, dont Saint-Germain-sur-Moine (Maine et Loire) où (don du maire), installée le 31 juillet 1914, elle fut inaugurée en tant que Monument aux morts sur la place du Château de Mondement le 16 mai 1920. Plus tardive encore, celle de La Chapelle-Saint-Laurent (Deux-Sèvres) date de 1936[125].

Les monuments à Jeanne d'Arc de Mathurin Moreau
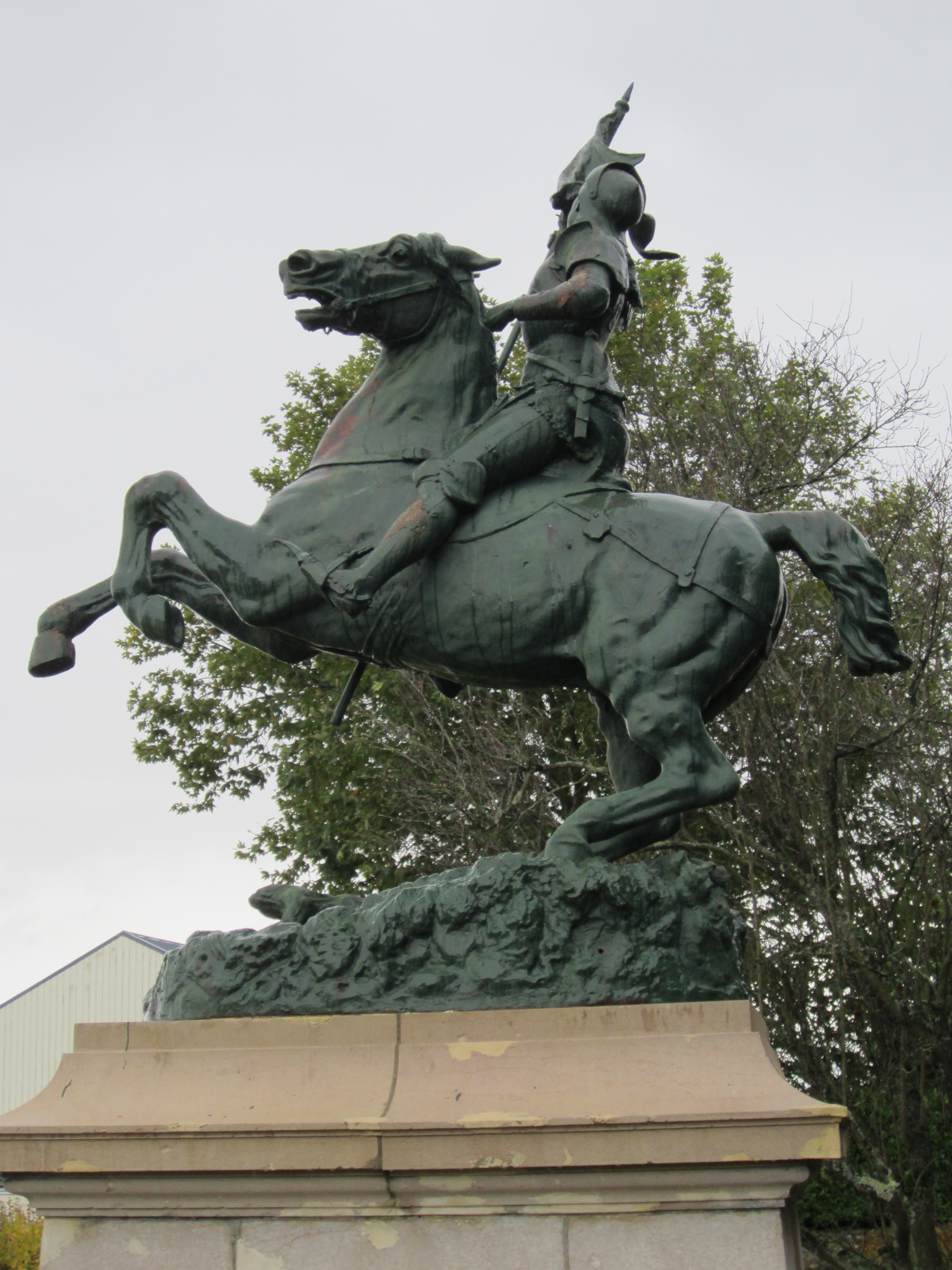
Montebourg
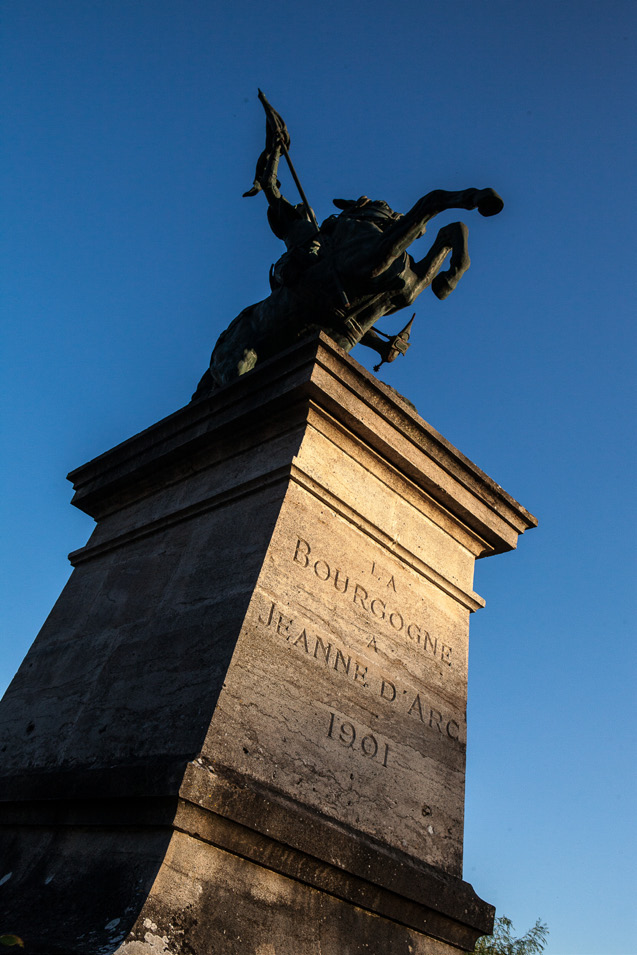
Alise-Sainte-Reine
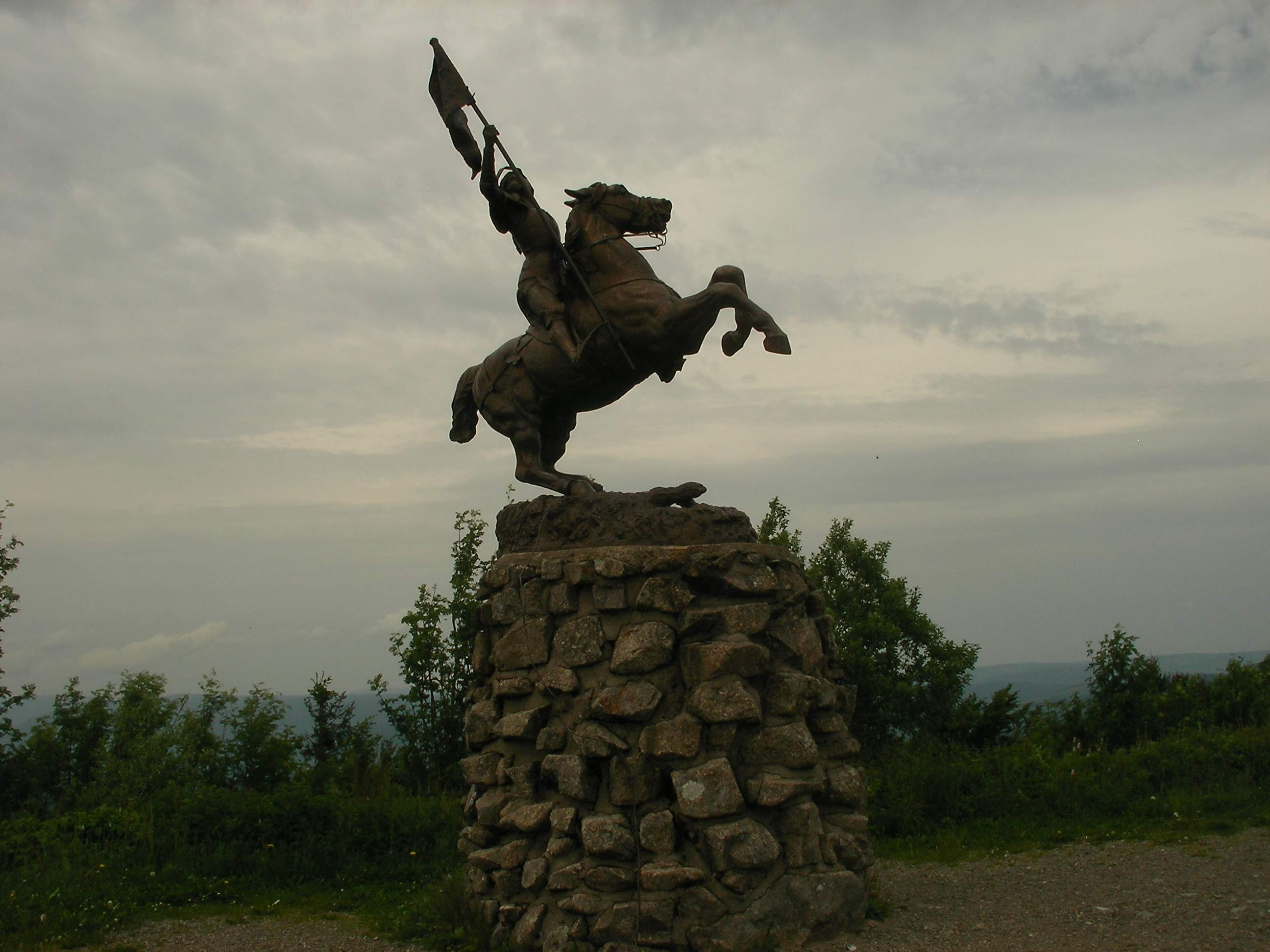
Sommet du Ballon d'Alsace
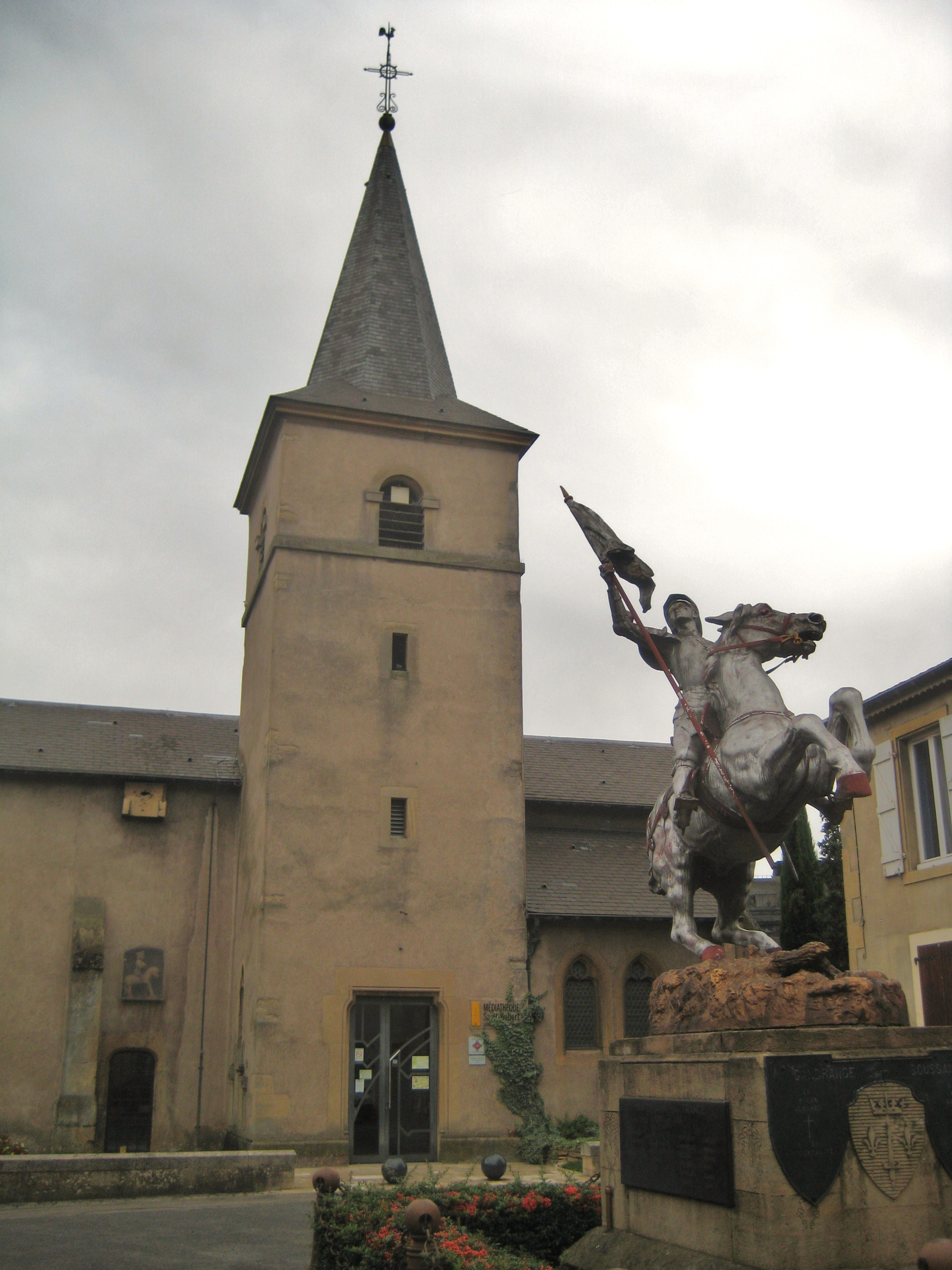
Gandrange
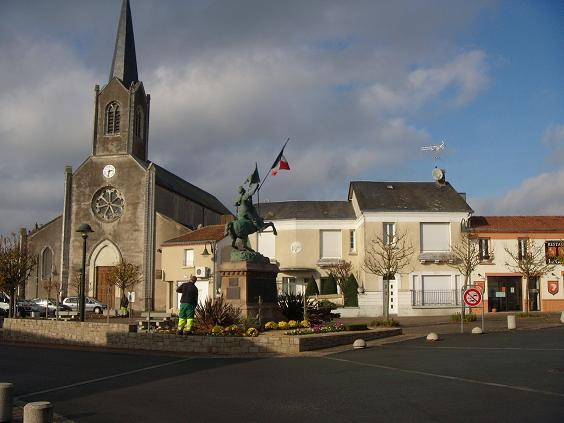
Saint-Germain-sur-Moine

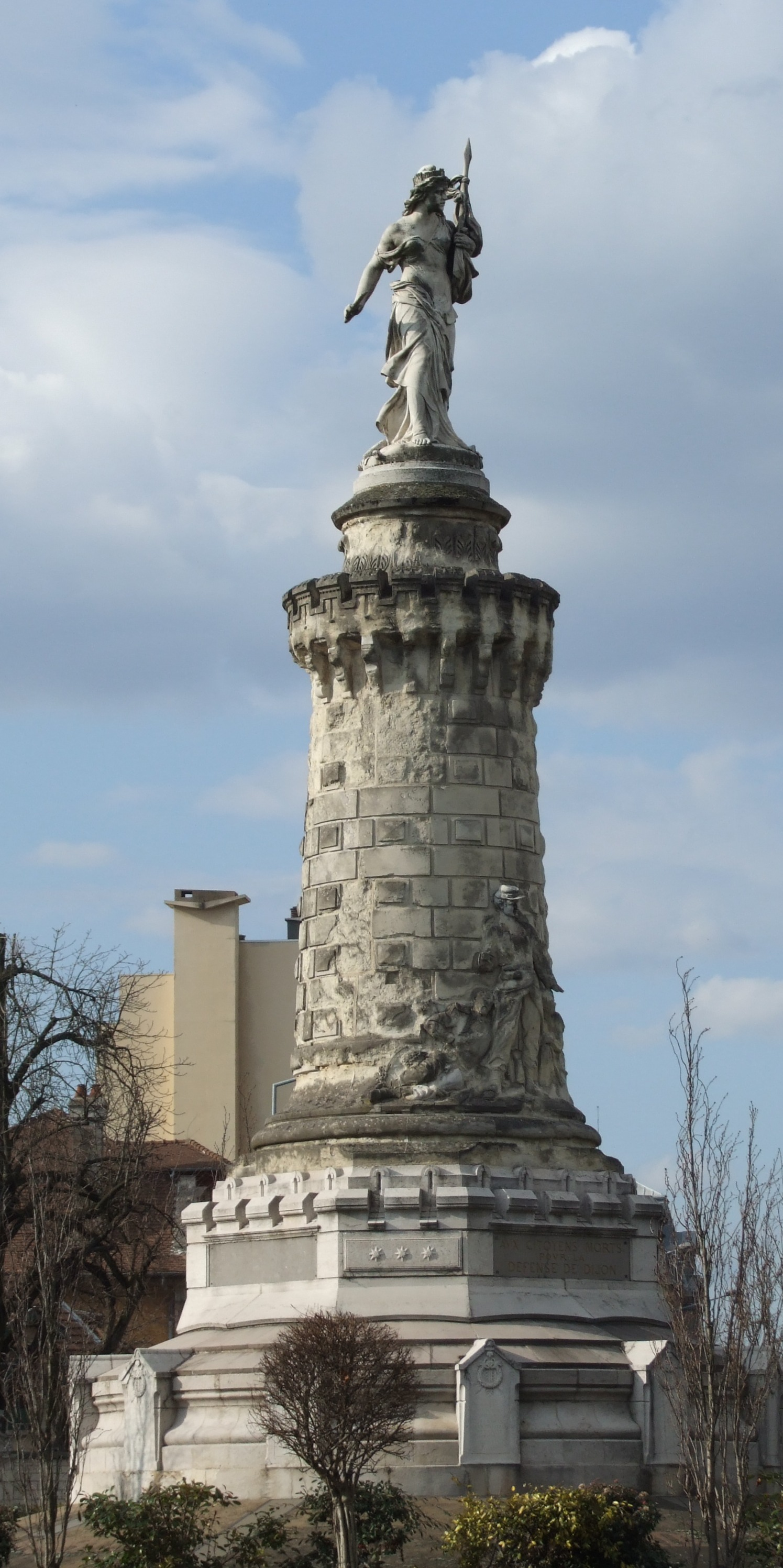
Monument aux morts de 1870, Dijon, place du Trente-Octobre.

- Monument aux morts de 1870, ou Monument de la Résistance en l'honneur des défenseurs, Dijon, place du Trente-Octobre et de la Légion d'honneur, inauguré le 30 octobre 1880. Le bas-relief sur la tour (sous la statue de Paul Cabet, il représente deux soldats dont l'un blessé et une femme tenant un enfant en ses bras) est de Mathurin Moreau[126].
- Vierge de Rome, fonte du Val d'Osne, 1876, boulevard Louis-Sicre, Castelsarrasin[127].
- Monument à Sadi Carnot, 1899, Dijon, place de la République. Monument dû aux sculpteurs dijonnais Moreau et Paul Gasq, et à l'architecte Félix Vionnois.
- Monument à Pierre Joigneaux, 1898, Beaune, square des Lions. Le groupe est composé d'une colonne supportant le buste de Pierre Joigneaux. À gauche, une jeune femme personnifiant la Côte-d'Or et tenant une palme se tourne vers le buste. Un comité central est créé en 1893 à Paris  pour l'érection du monument, sous la présidence de M. Mazeau, sénateur de la Côte-d'Or. Le groupe réalisé par Mathurin Moreau est exposée au Salon des beaux-arts à Paris en 1897. Le piédestal est édifié en 1898 par E. Louvain et Cie, maîtres carriers et entrepreneurs à Comblanchien d'après le devis dressé le 24 juin 1898 par M. Deschamps, architecte de la ville de Beaune. Le monument fut inauguré le 11 septembre 1898[128].
- Monument à l'astronome Félix Tisserand, 1899, Nuits-Saint-Georges[129].
- Monument de la délibération de 1636, deux bas-reliefs bronze, Saint-Jean-de-Losne.
- Monument à Gilbert Ballet, fonte du Val d'Osne, 1904, Ambazac[130].
- Monument à Bossuet, installé en 1904 en la cathédrale Saint-Bénigne de Dijon, puis déplacé en 1921 en extérieur (chevet) de l'église Saint-Jean. Le musée Bossuet de Meaux en conserve la maquette. La Foi et La Raison, les deux statues en bronze, œuvres de Mathurin Moreau qui flanquaient le piédestal portant la statue de Bossuet, celle-ci œuvre de Paul Gasq, ont été fondues par le régime de Vichy en 1943[131].
- La Mutualité, fonte du Val d'Osne, 1913, place Duchasseint, Thiers (Puy-de-Dôme)[132].

### Sépulture
- Tombe d'Aristide Guery (1865-1910), inspecteur d'académie, portrait-médaillon en bronze par Mathurin Moreau, Chauffour-lès-Étréchy[133].

### Statuette et objet d'art
- La Liseuse, bronze fondu par les établissements Colin[3].
- la Reconnaissance, bronze.
- L’Enfant à l’oiseau, statuette en albâtre[134].
- L’Éducation d’Achille, vase d’ornement exécuté en collaboration avec l'ornemaniste Auguste Madroux, il est offert par Napoléon III au cercle des patineurs pour le prix du concours international de tir aux pigeons organisé par le cercle en 1867. Réalisé par la Maison Christofle. Acquis par les musées nationaux en 1982, il est conservé à Paris au musée d’Orsay[135].

## Galerie

Œuvres de Mathurin Moreau
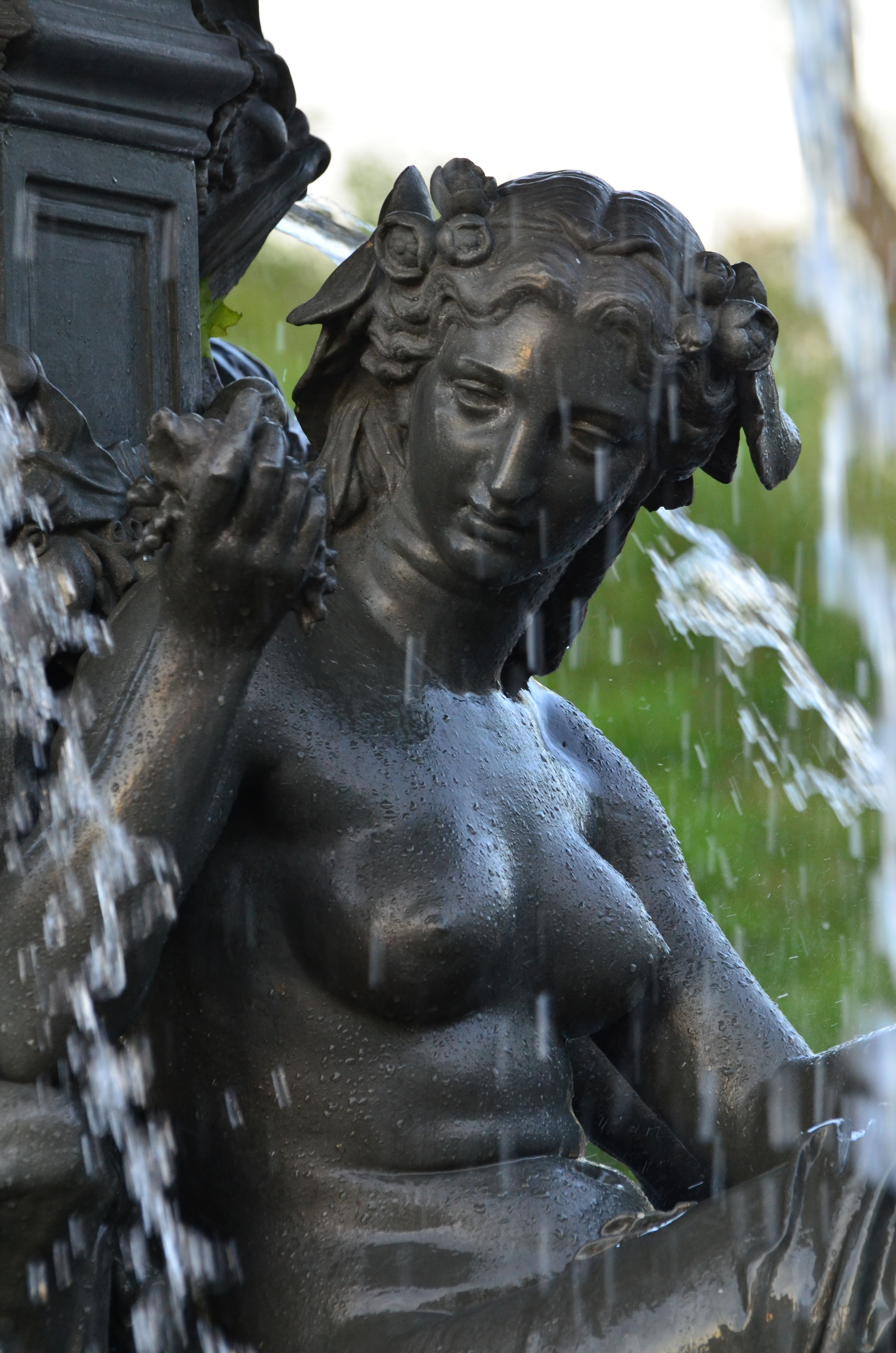
Amphitrite, détail de la fontaine de Tourny, Québec.
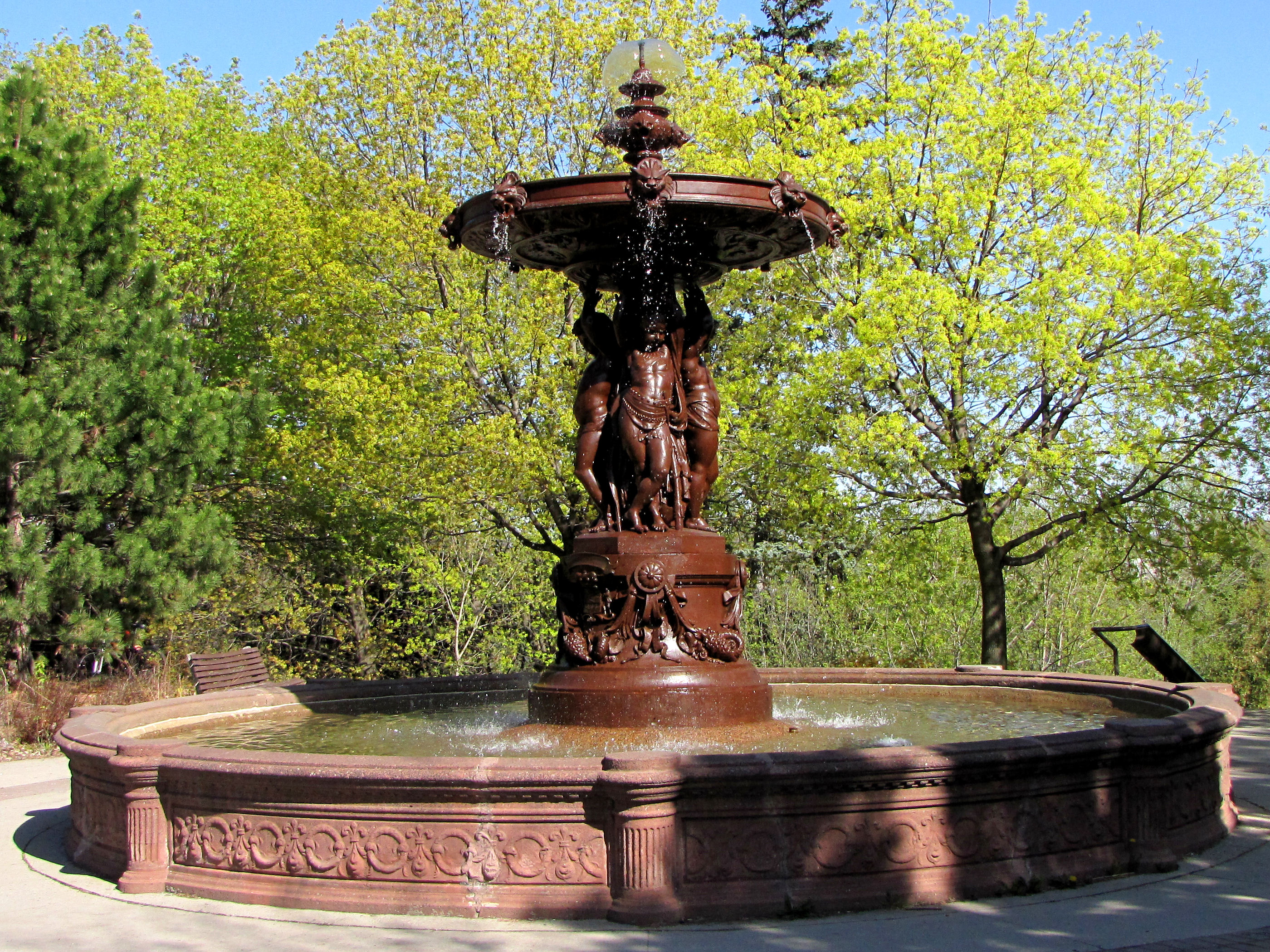
Fontaine de Lord Strathcona, Ottawa, parc Strathcona.
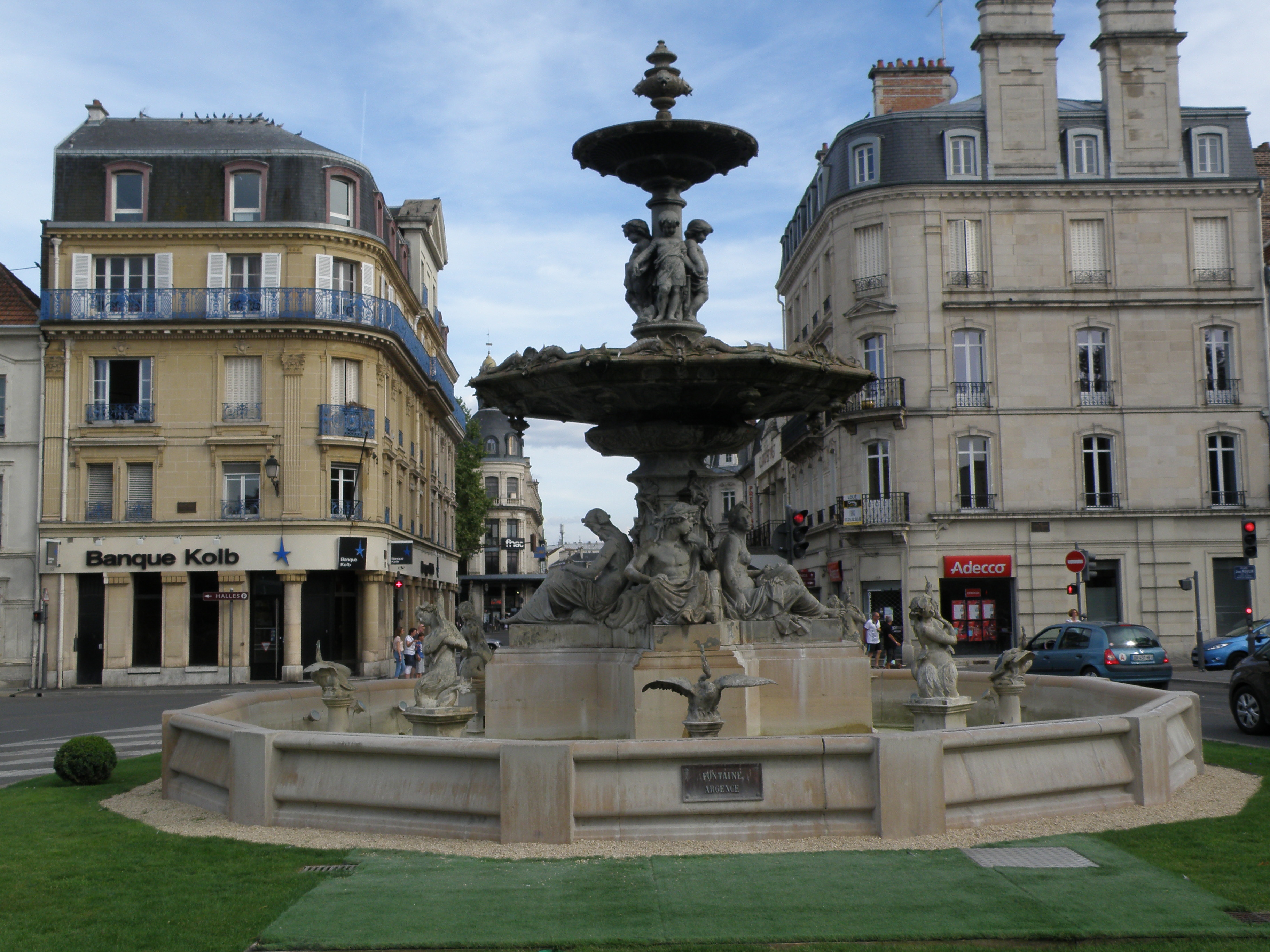
Fontaine Argence, Troyes, place Jean-Moulin.
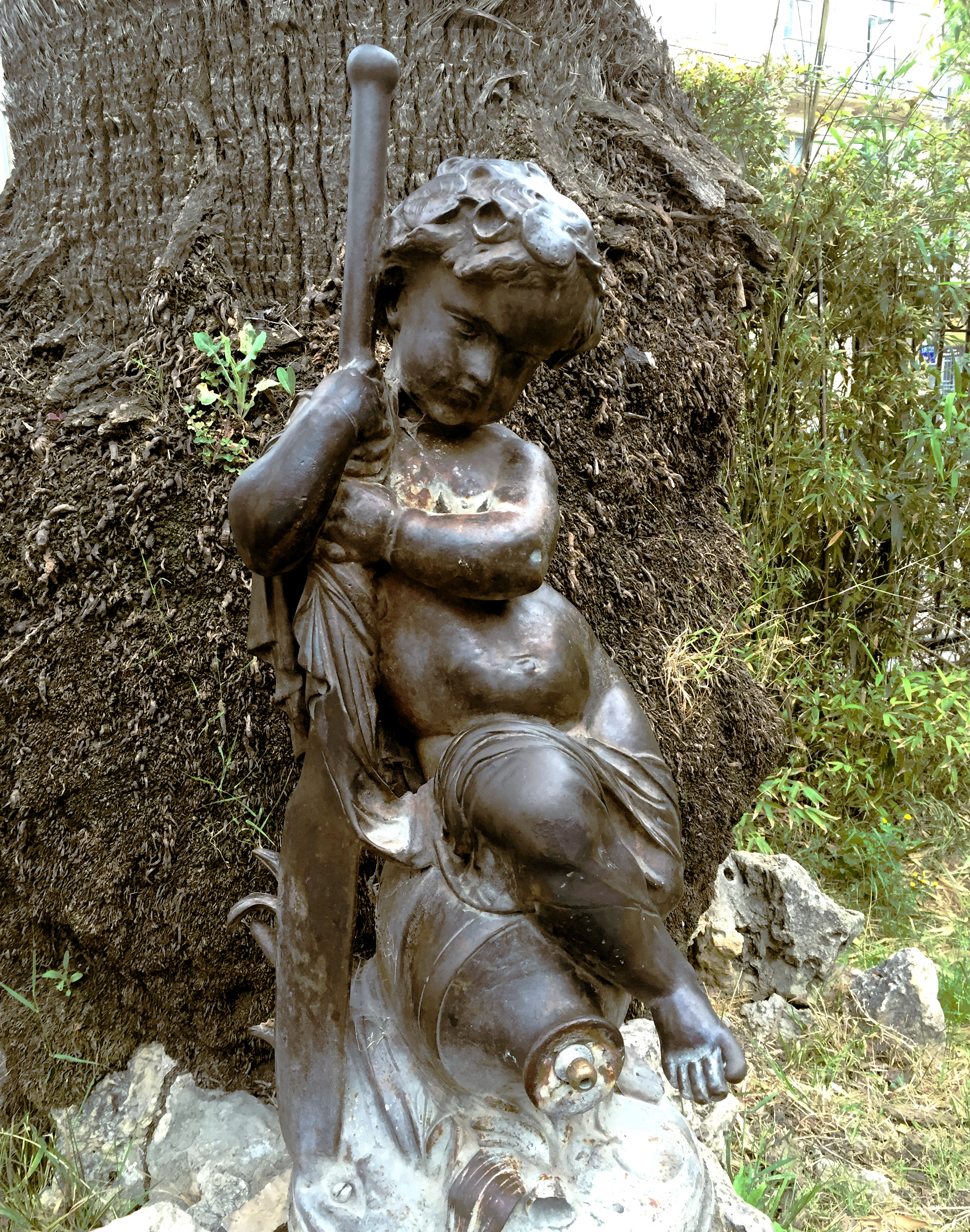
L'Enfant à la rame, Montpellier, square Planchon.
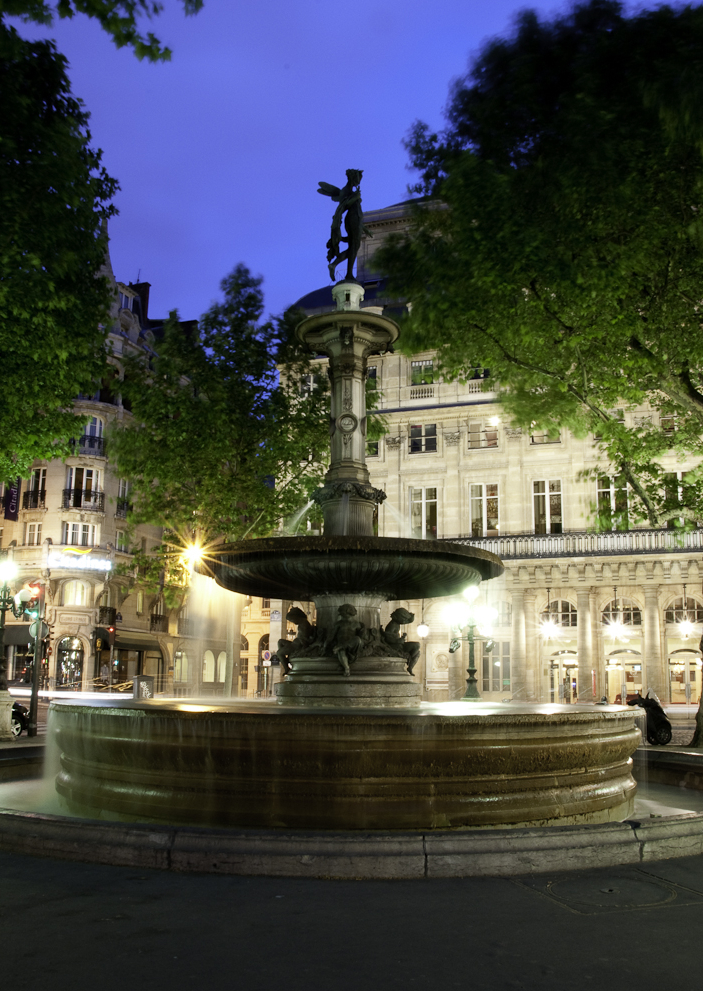
Fontaine du Théâtre-Français, Paris, place André-Malraux.
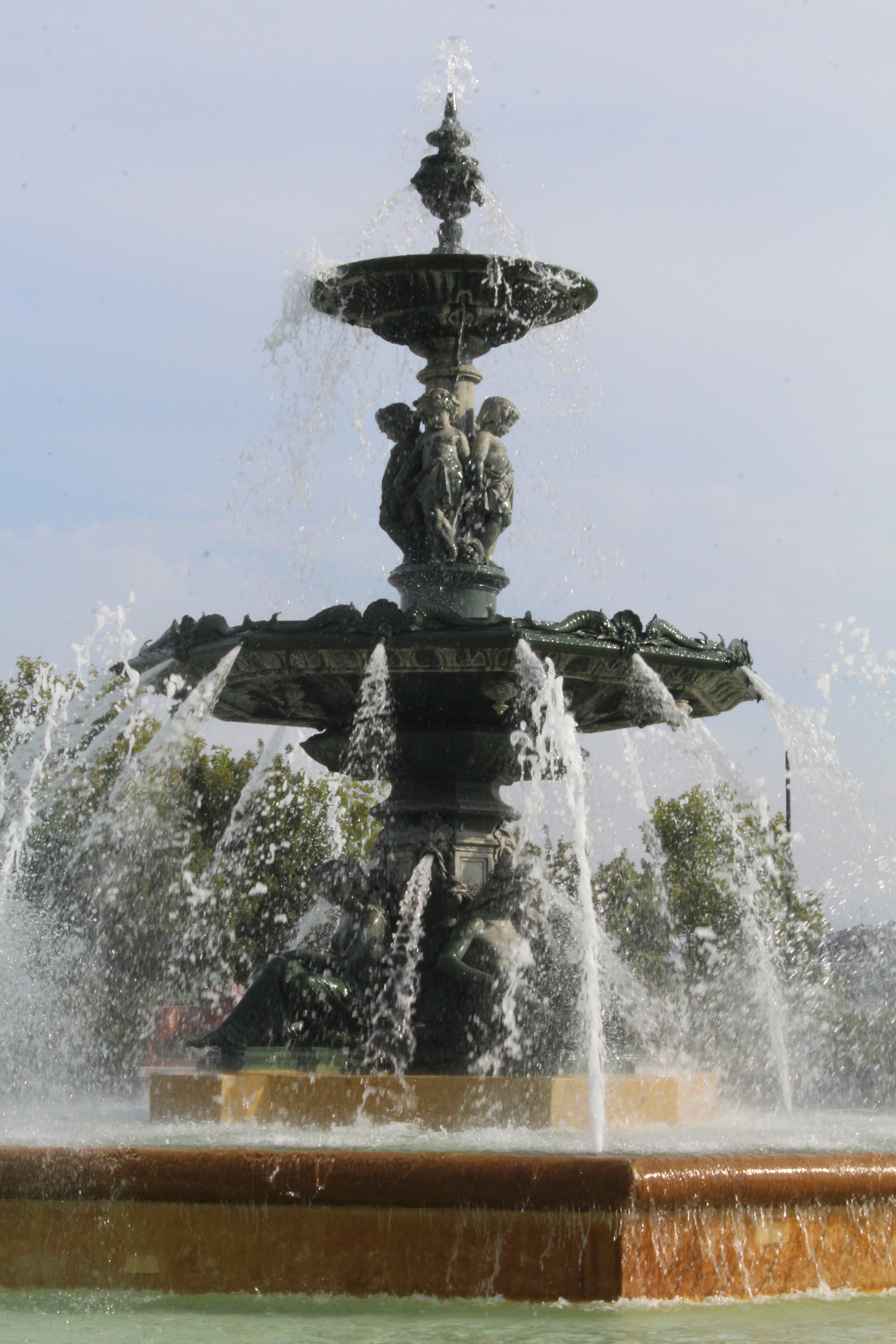
Fontaine monumentale, Angers, Jardin du Mail.
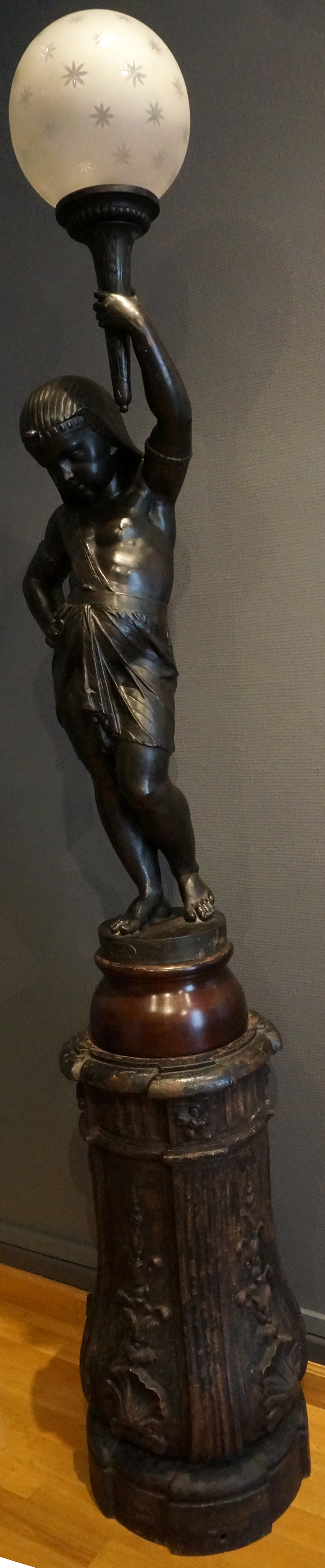
Égyptien musée de Saint-Dizier.
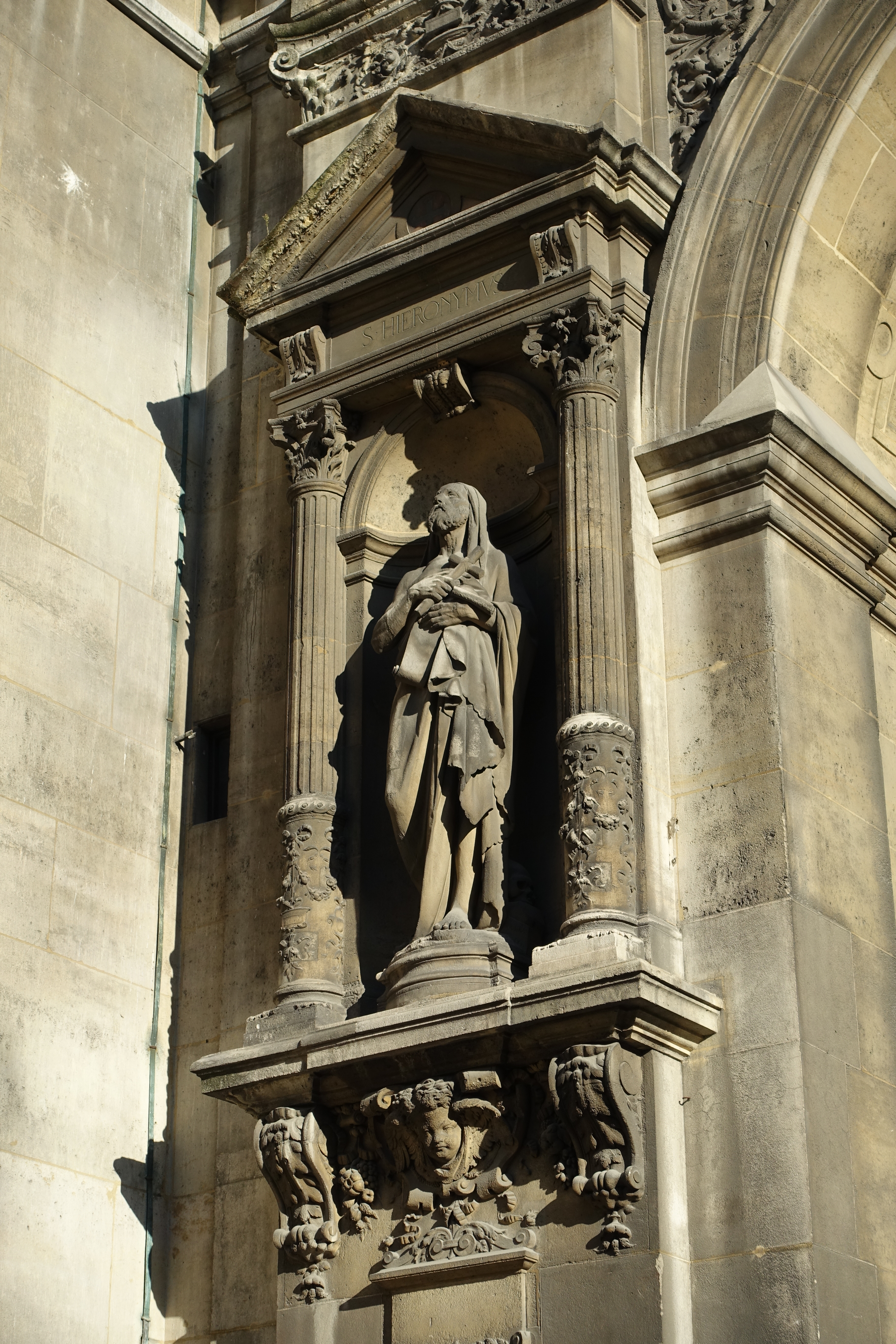
Saint Jérôme, Paris, église de la Sainte-Trinité.
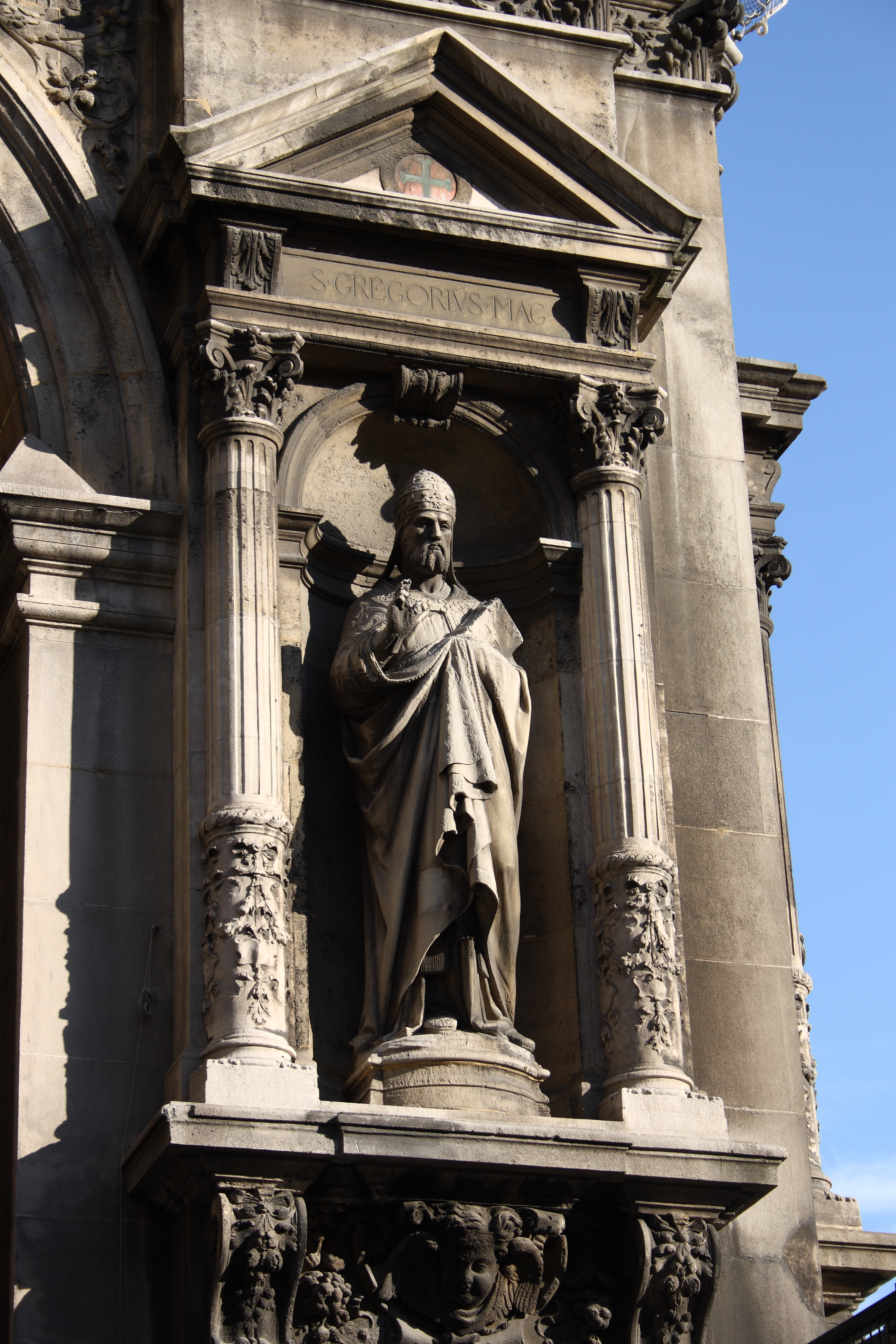
Grégoire le Grand, Paris, église de la Sainte-Trinité.
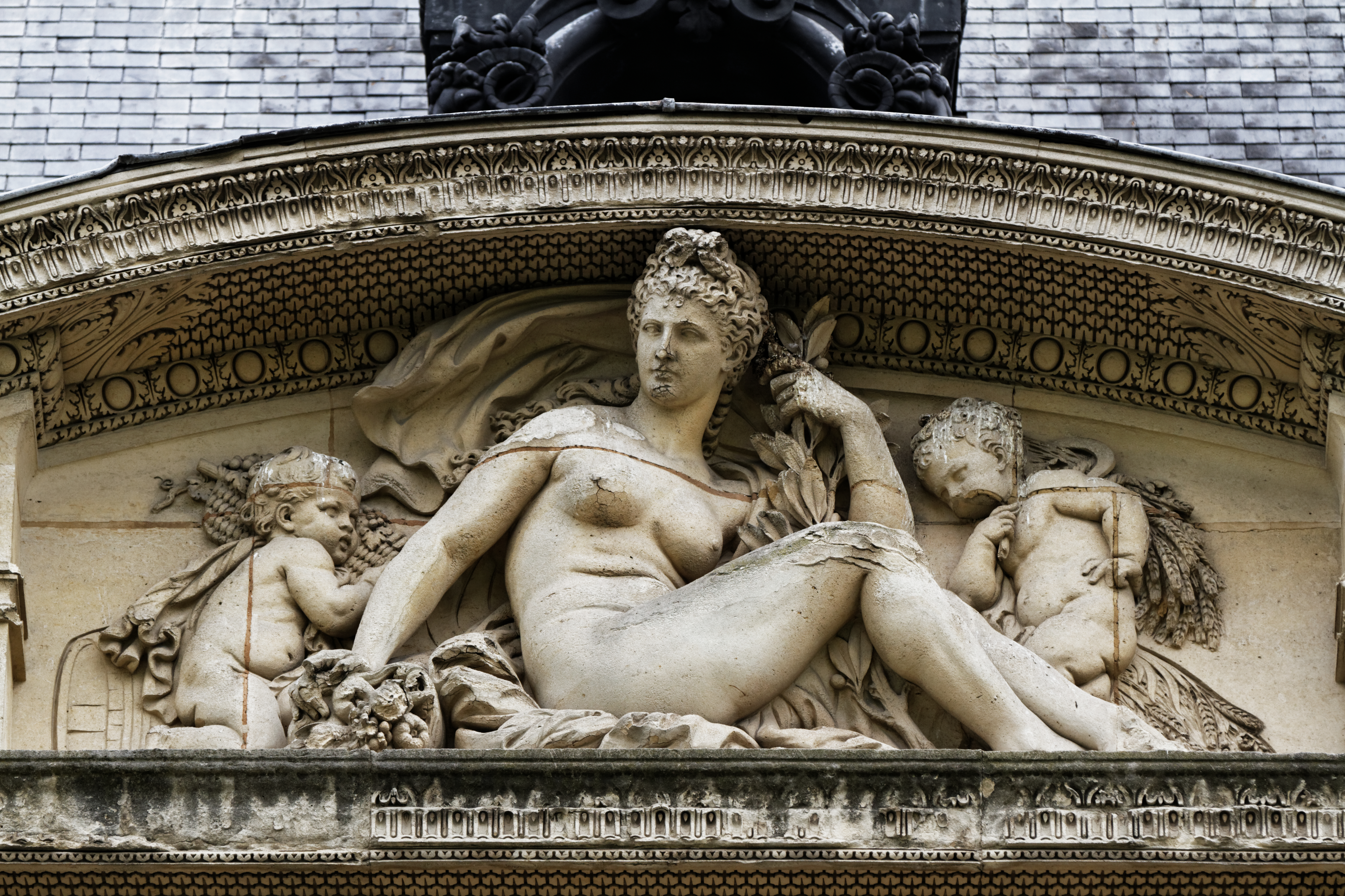
L'Abondance, Paris, palais du Louvre.
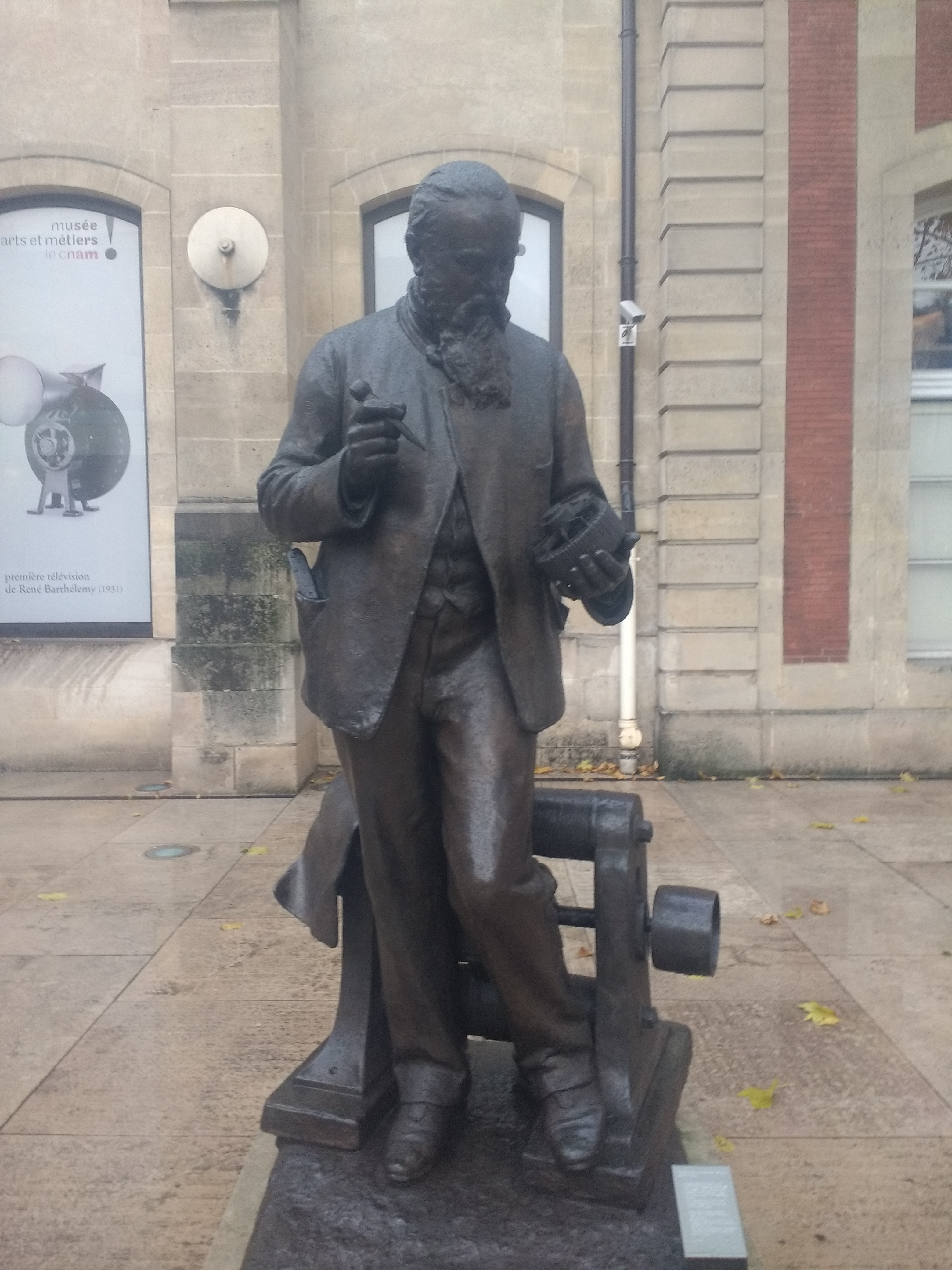
Zénobe Gramme, Paris, musée des arts et métiers.
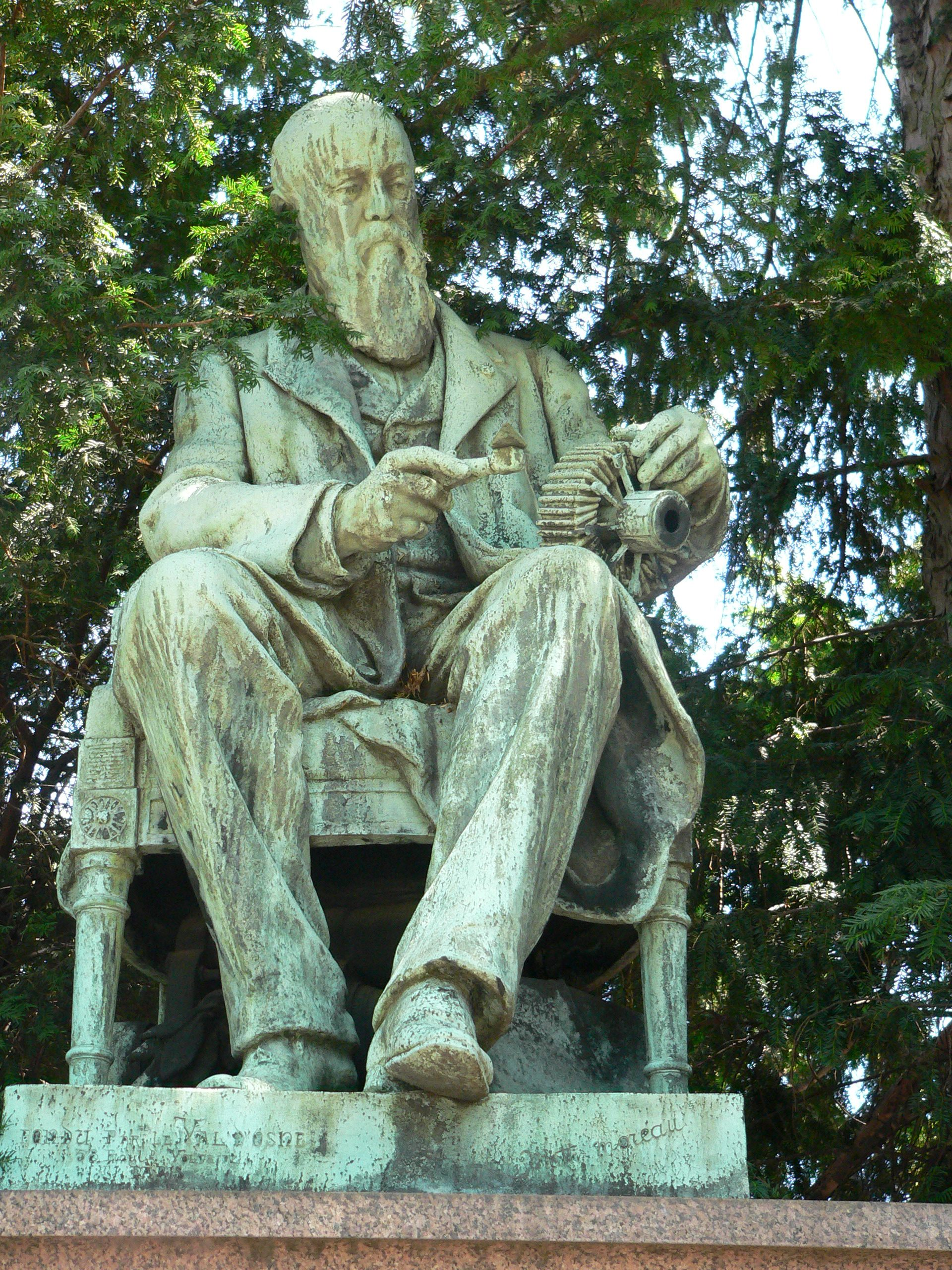
Zénobe Gramme, Paris, cimetière du Père-Lachaise.
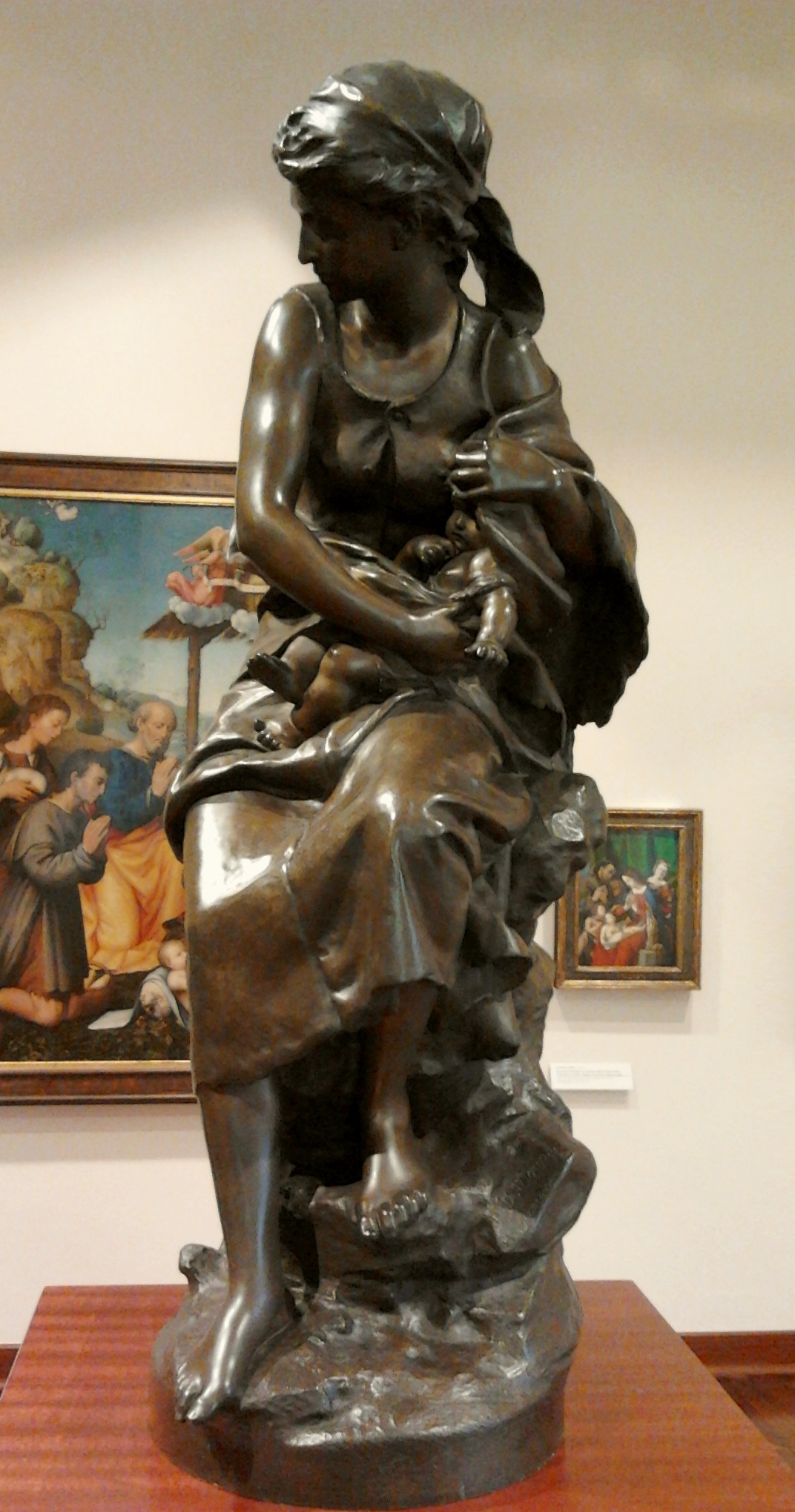
Jeune femme avec son enfant, musée national de Cracovie.
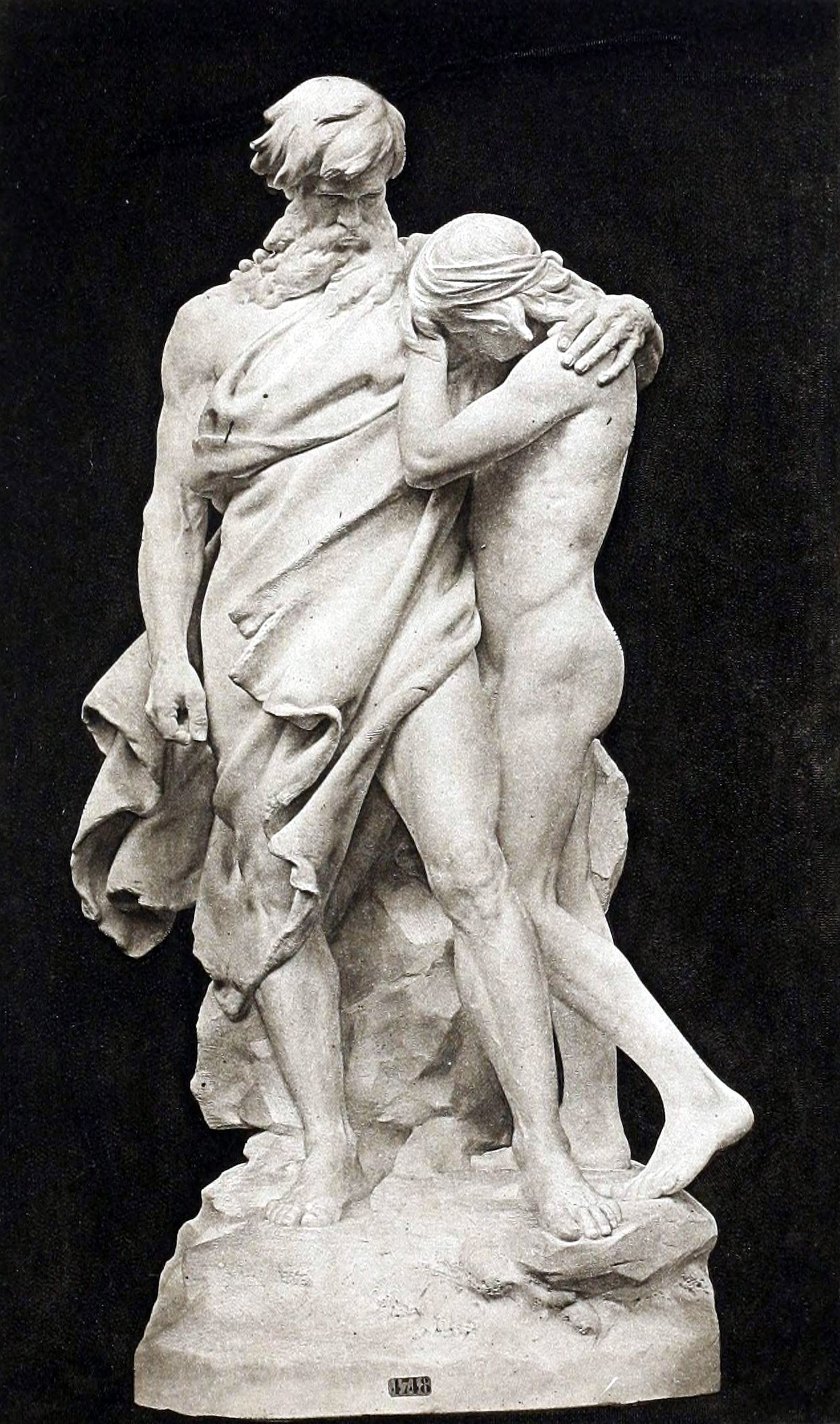
Les Exilés, Paris, musée d'Orsay.
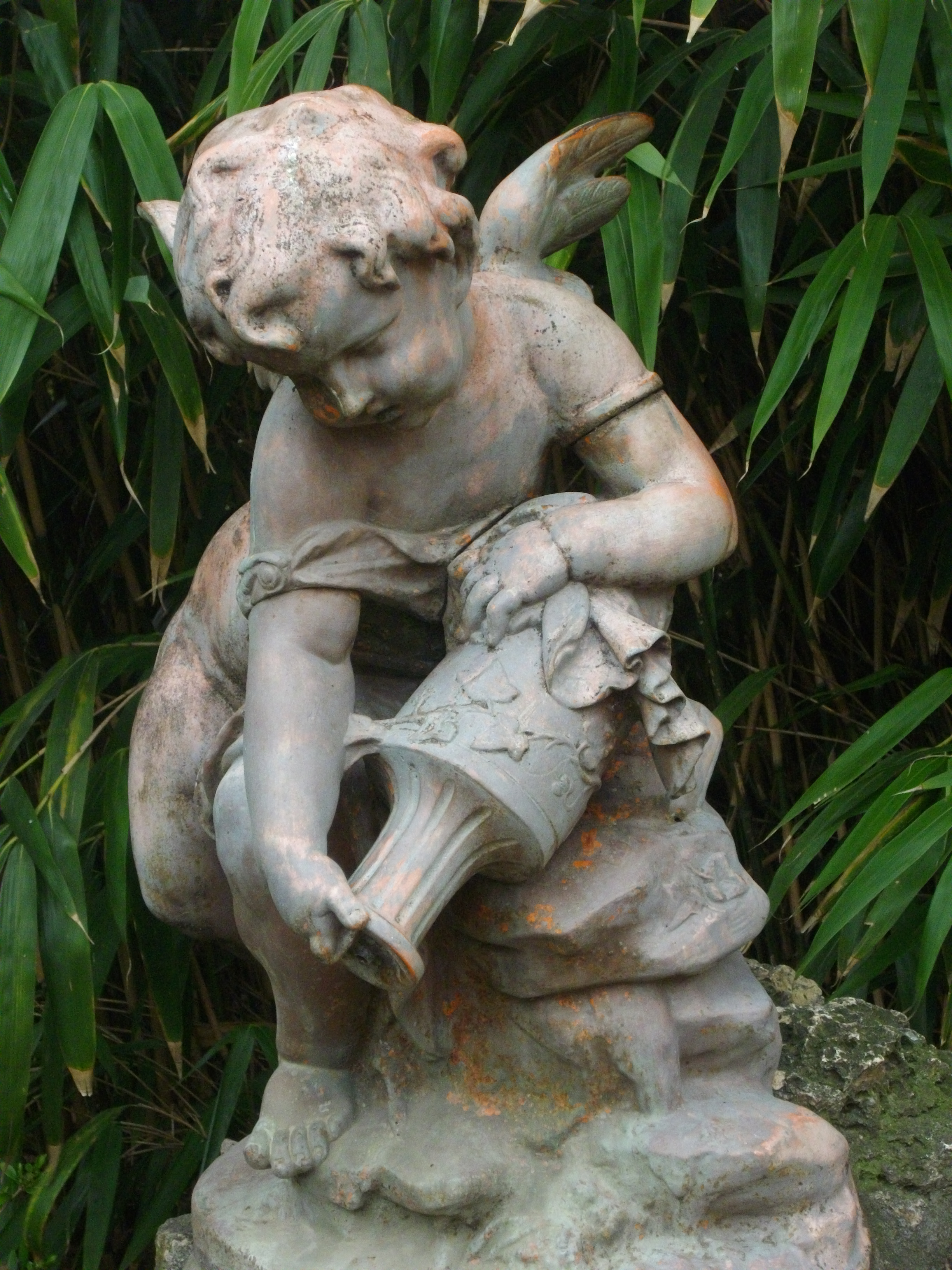
Petit Amour versant de l'eau dit « l'enfant à l'urne », hôtel Groslot d'Orléans.
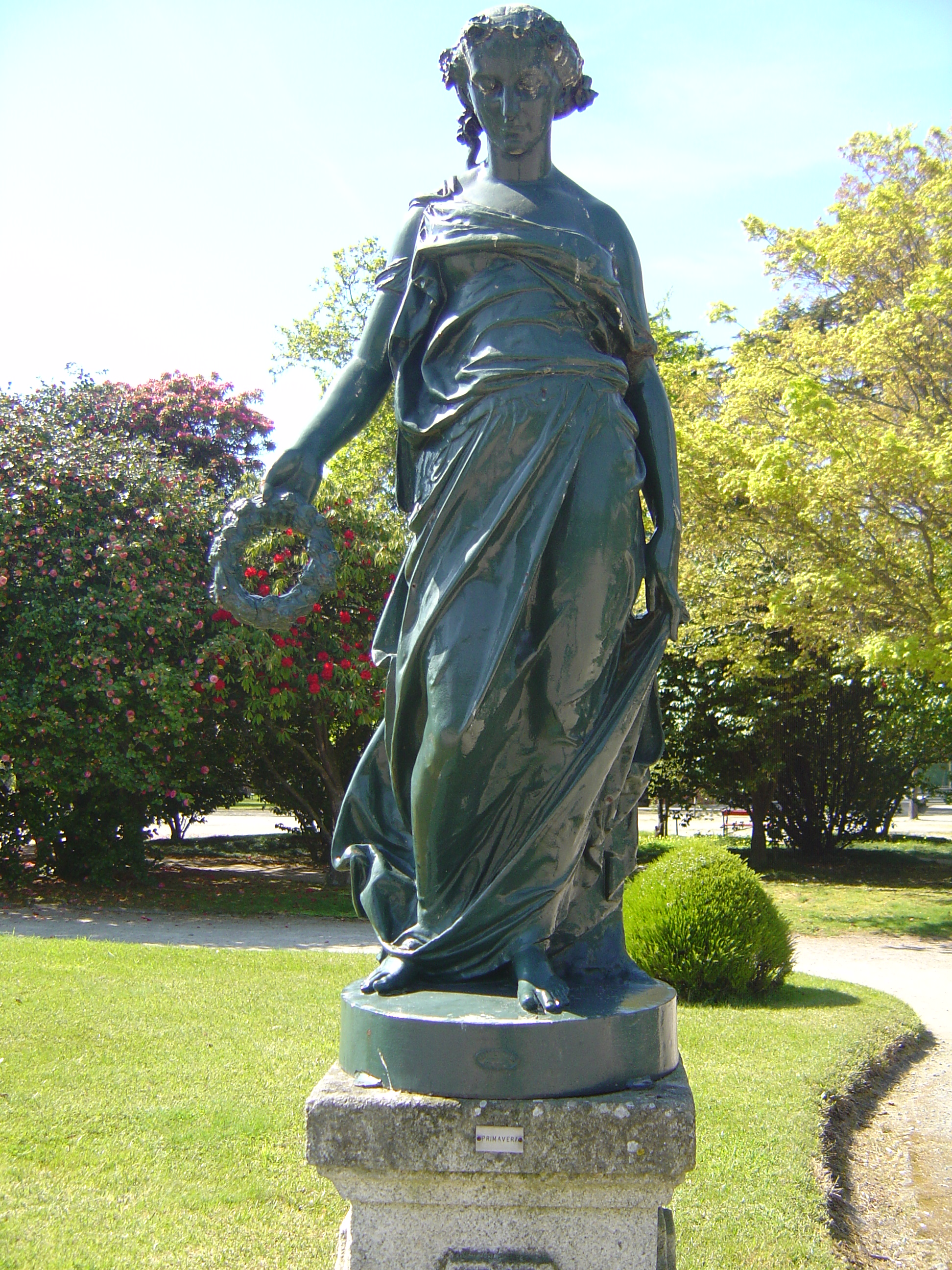
Le Printemps, Porto, palais de Cristal (pt).
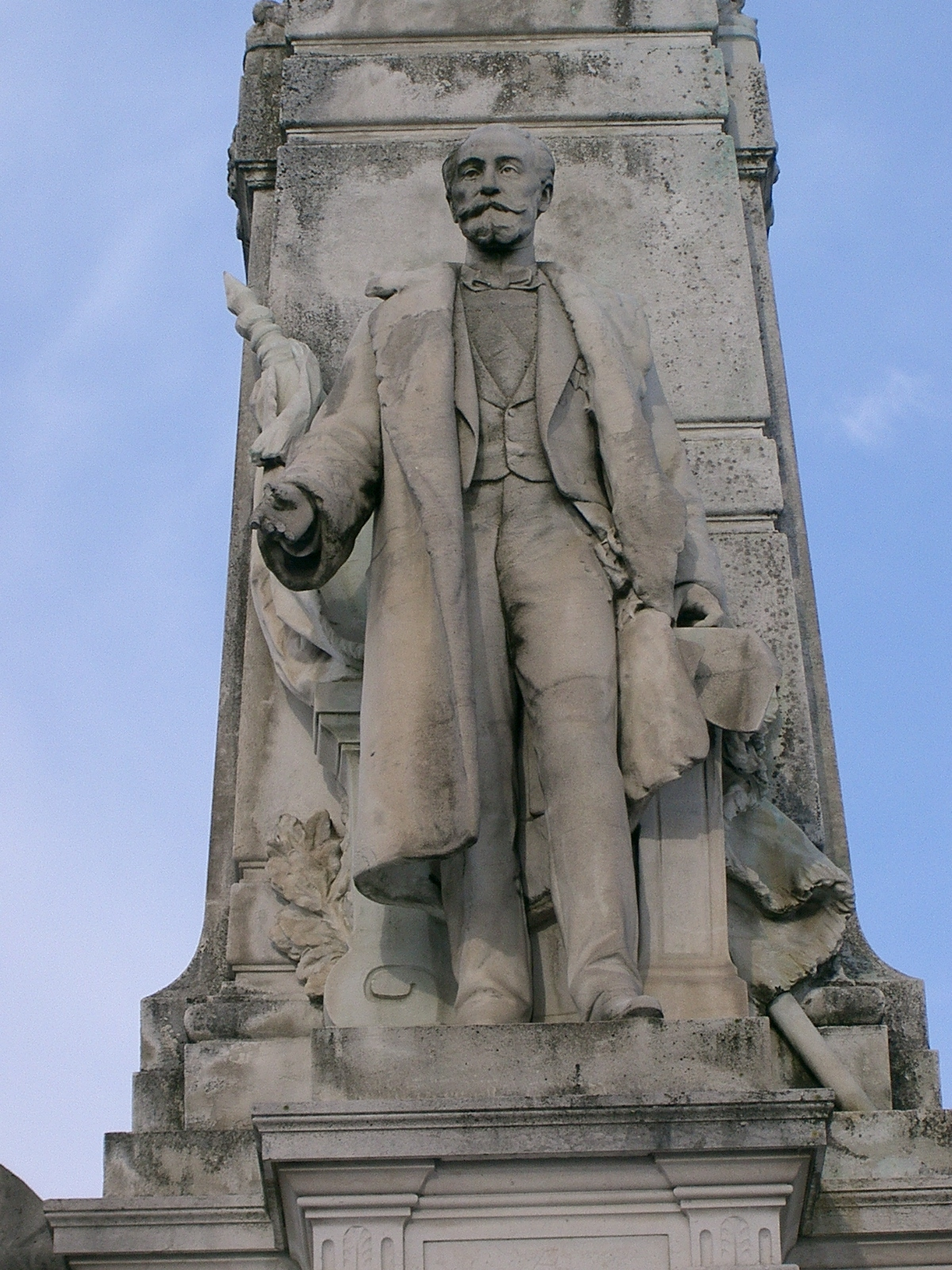
Monument à Sadi Carnot, détail, Dijon.
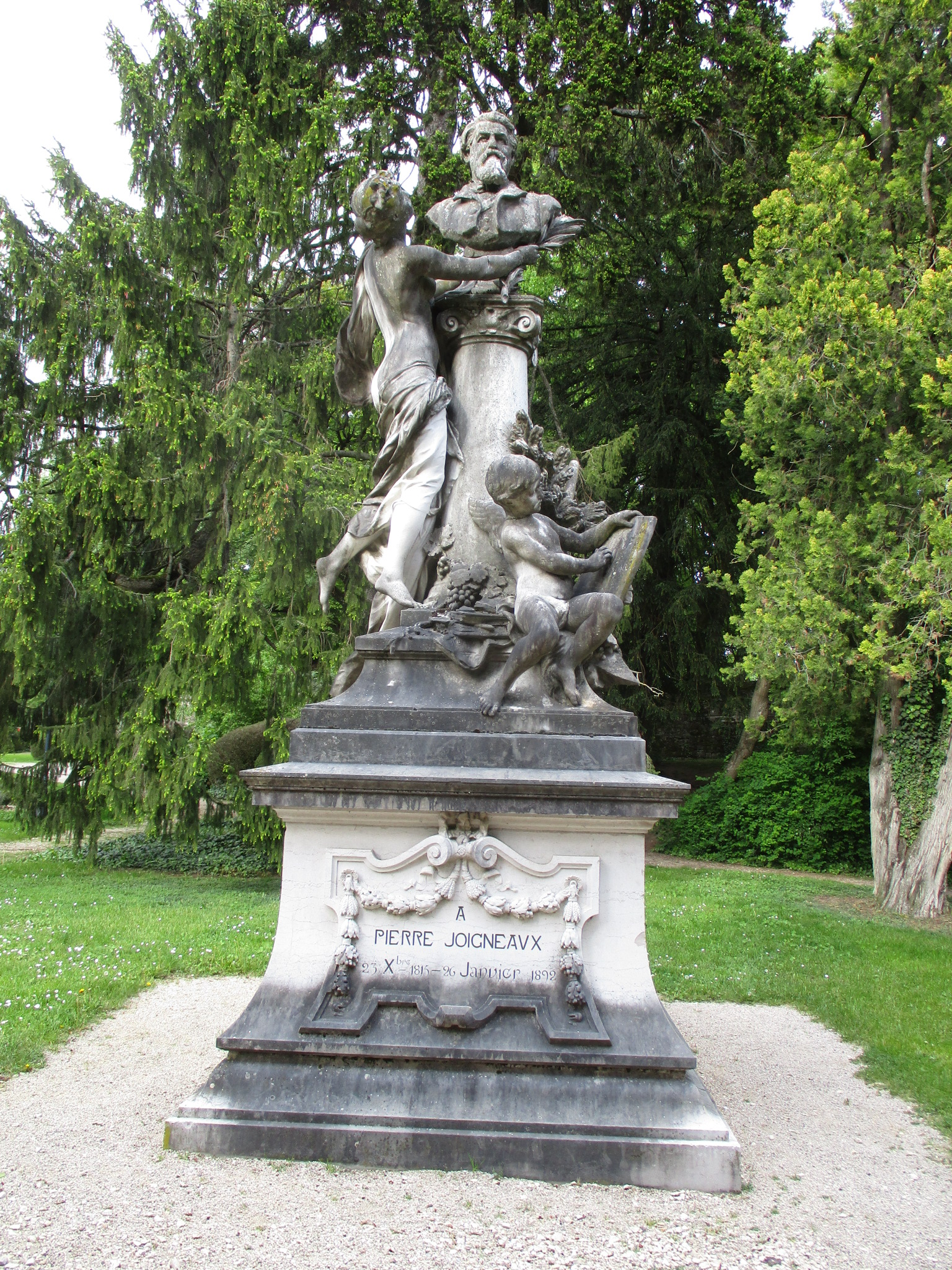
Monument à Pierre Joigneaux, Beaune.
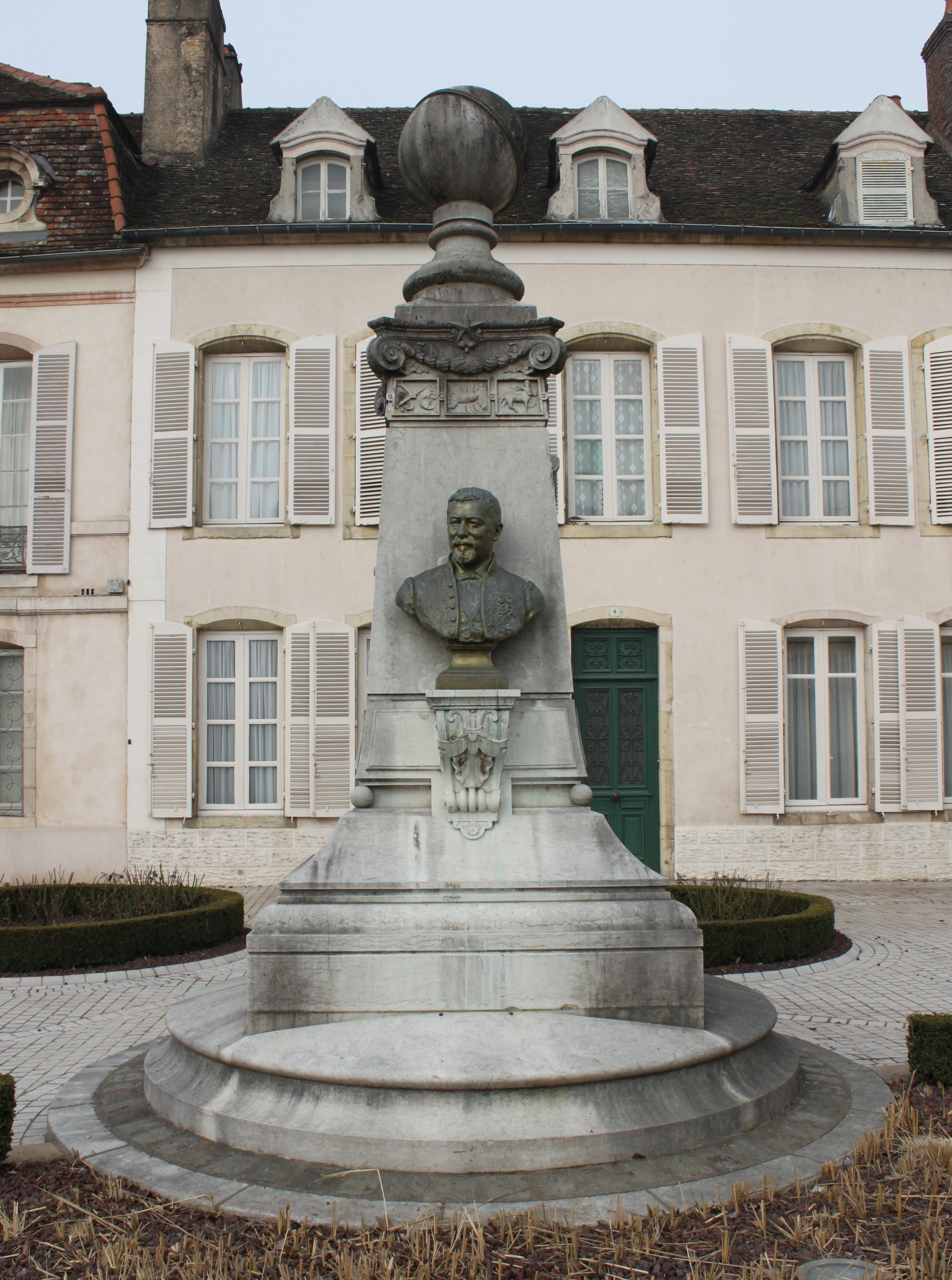
Monument à Félix Tisserand, Nuits-Saint-Georges.
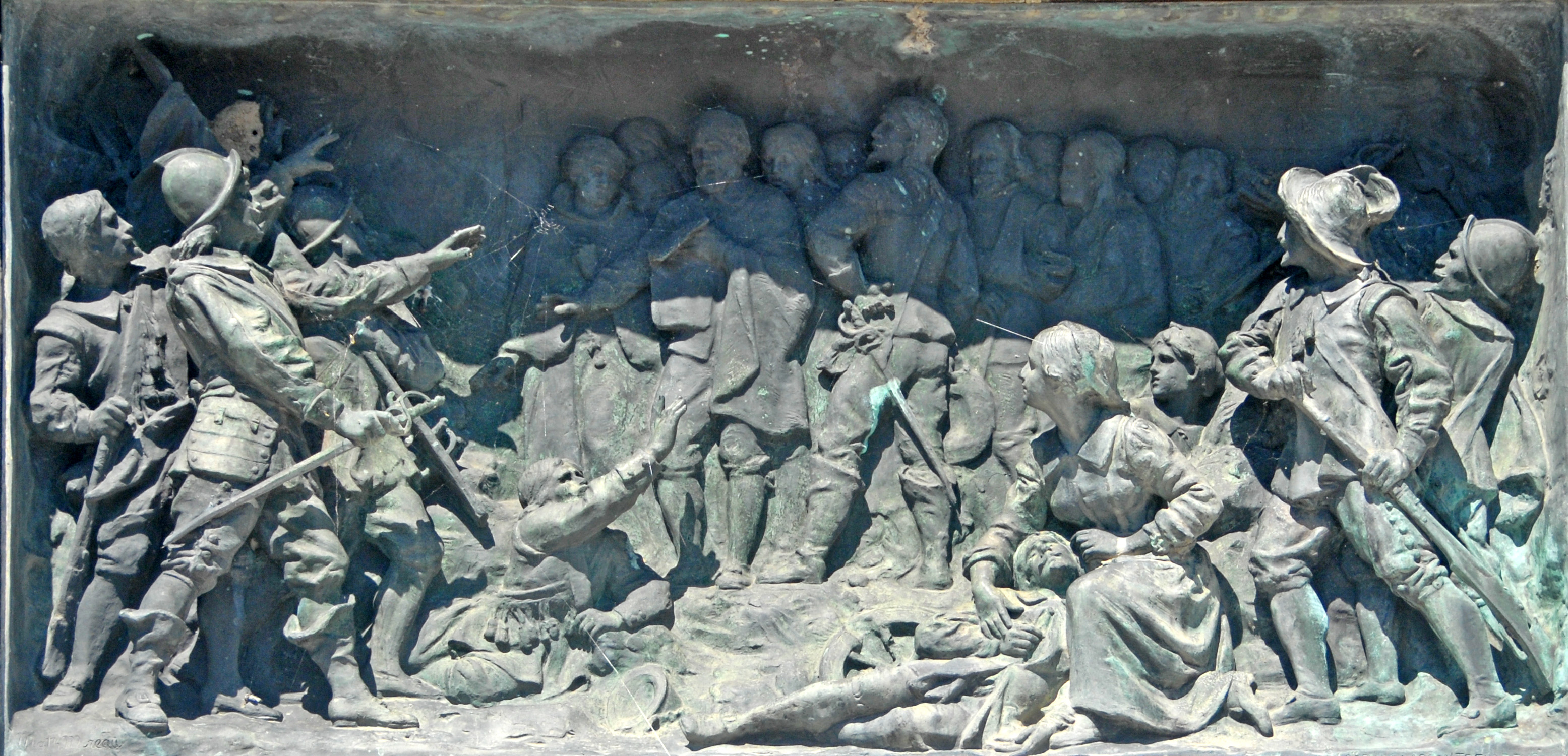
Monument de la délibération de 1636, détail, Saint-Jean-de-Losne.
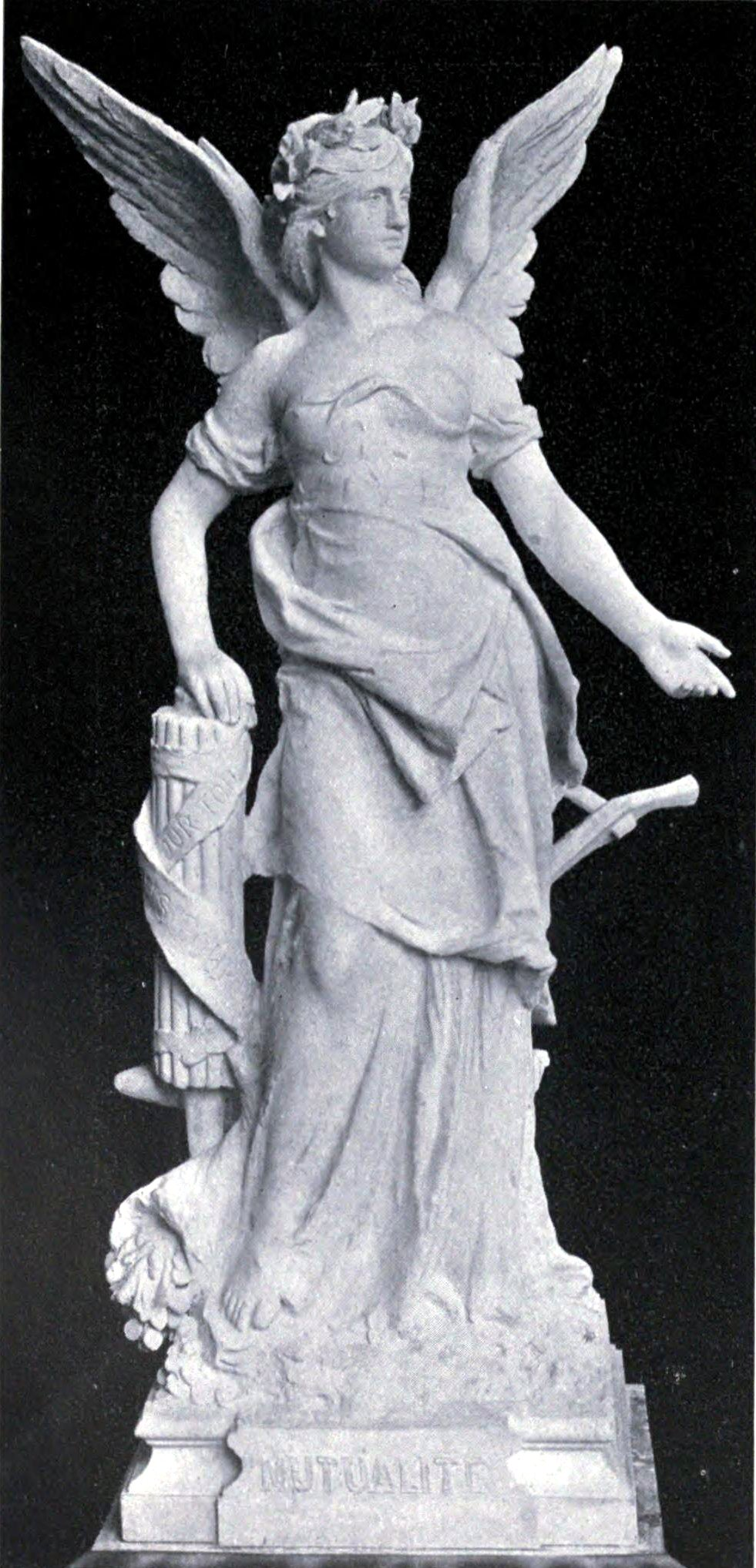
La Mutualité, Thiers.

## Récompenses et distinctions
- Deuxième prix de Rome en 1842.
- Médaille de deuxième classe à l'Exposition universelle de 1855.
- Médaille de première classe en 1859.
- Chevalier de la Légion d'honneur en 1865.
- Médaille de deuxième classe à l'Exposition universelle de 1867.
- Médaille de première classe en 1878.
- Officier de la Légion d'honneur en 1885.
- Membre de l'Académie des sciences, arts et belles-lettres de Dijon au titre de membre non résidant en 1886[136].
- Médaille d'or à l'Exposition universelle de 1889.
- Médaille d'honneur en 1897.
- Membre du jury hors-concours à l'Exposition universelle de 1900.

## Élèves
- Max Blondat (1872-1925).
- Émile Bruchon (actif entre 1880 et 1910)[137].
- Paul-Gabriel Capellaro (1862-1956), premier prix de Rome en 1886.
- Anne de Chardonnet (1869-1926).
- Édouard Drouot (1859-1945).
- Henri Godet (1863-1937).
- Louis Gossin (1846-1928).
- Henri Kossowski (1858-1931).
- Léon-Eugène Longepied, (1849-1948).
- Auguste Moreau (1834-1917)[138].
- Louis Auguste Moreau (1855-1919)[139].
- Henri Honoré Plé (1853-1922).
- Henri Vidal (1864-1918).

### Iconographie
- Anonyme, Mathurin Moreau (1822-1912), sculpteur (vers 1892), photoglyptie, Paris, musée d’Orsay (Notice sur le site de la Réunion des musées nationaux).